# Pintura en Brasil

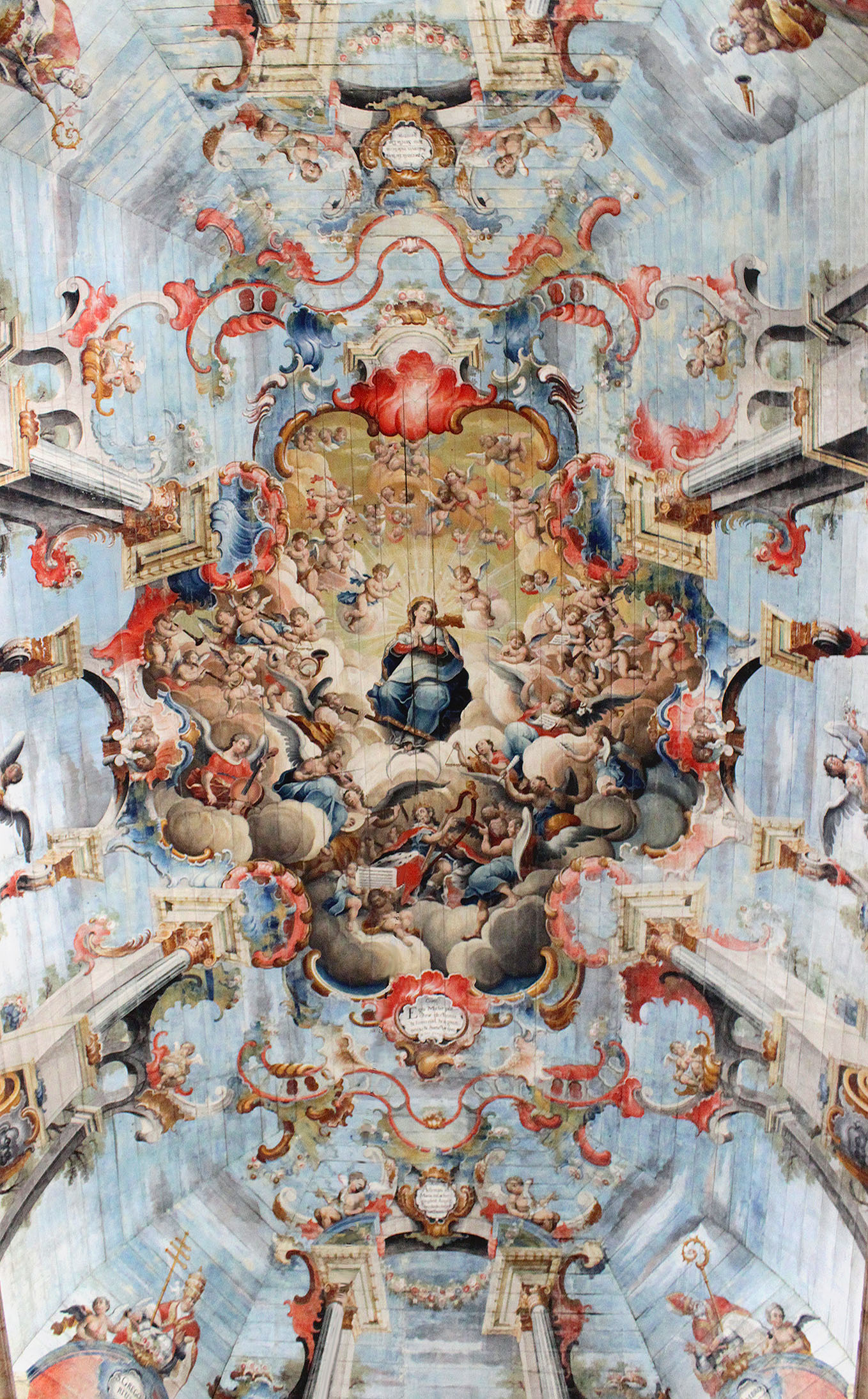
Nuestra Señora de la Asunción, de Maestra Ataíde, techo de la iglesia de San Francisco, Ouro Preto, inicio del siglo. Ataíde representa uno de los primeros momentos de originalidad en la pintura erudita brasileña.

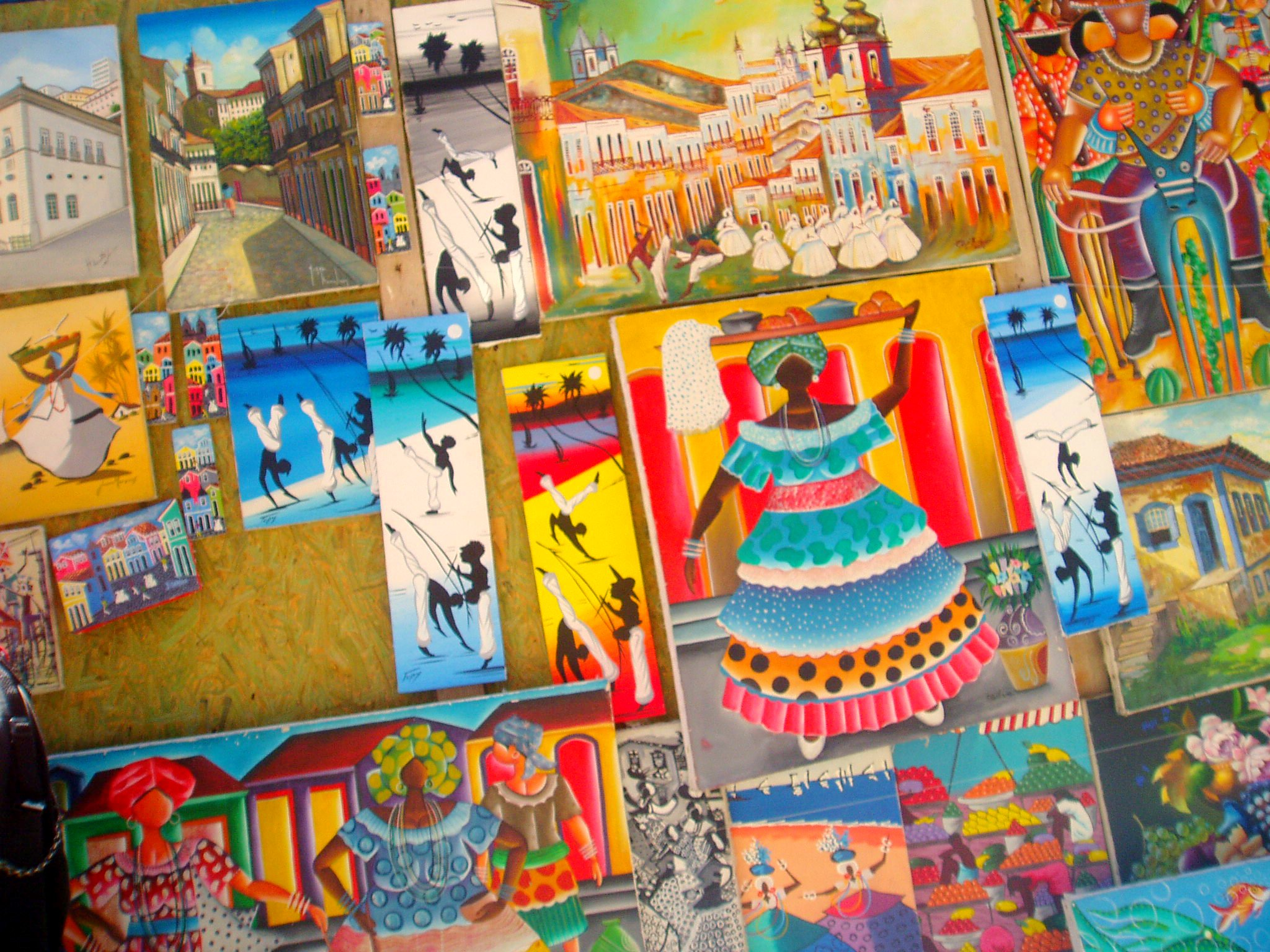
Pinturas populares contemporáneas, Bahía.

La pintura en Brasil nació con los primeros registros visuales del territorio, naturaleza y pueblos nativos brasileños, realizados por exploradores y viajeros europeos cerca de cincuenta años después del descubrimiento. Los indígenas ya realizaban, desde hace mucho tiempo, algunas formas de pintura sobre el cuerpo, en paredes de cuevas y en objetos, pero su arte no influenció la evolución posterior de la pintura brasileña, que pasó a ser dependiente de patrones traídos por los conquistadores y misionarios portugueses.
Durante el siglo XVII, la pintura en Brasil ya experimentaba un gran desarrollo, aunque difuso y limitado al litoral, que desde entonces conoció un progreso ininterrumpido y siempre con mayor rapidez y sofisticación, con grandes momentos importantes: el primero durante el apogeo del barroco, con la pintura decorativa en iglesias; después, en la segunda mitad del siglo XIX, con la actuación de la Academia Imperial de Bellas Artes; en la década de 1920, cuando se inicia el movimiento modernista, que tuvo éxito en introducir un sentido de genuino brasileño en la pintura producida en el país, y en tiempos recientes, cuando la pintura brasileña comienza a destacarse en el exterior y su sistema de producción, enseñanza, divulgación y consumo de la pintura está firmemente estabilizada a través de muchos museos, cursos universitarios y escuelas más pequeñas, exposiciones y galerías comerciales, además de ser una actividad que cuenta con incontables practicantes profesionales y novatos.

## Antes de la colonización europea

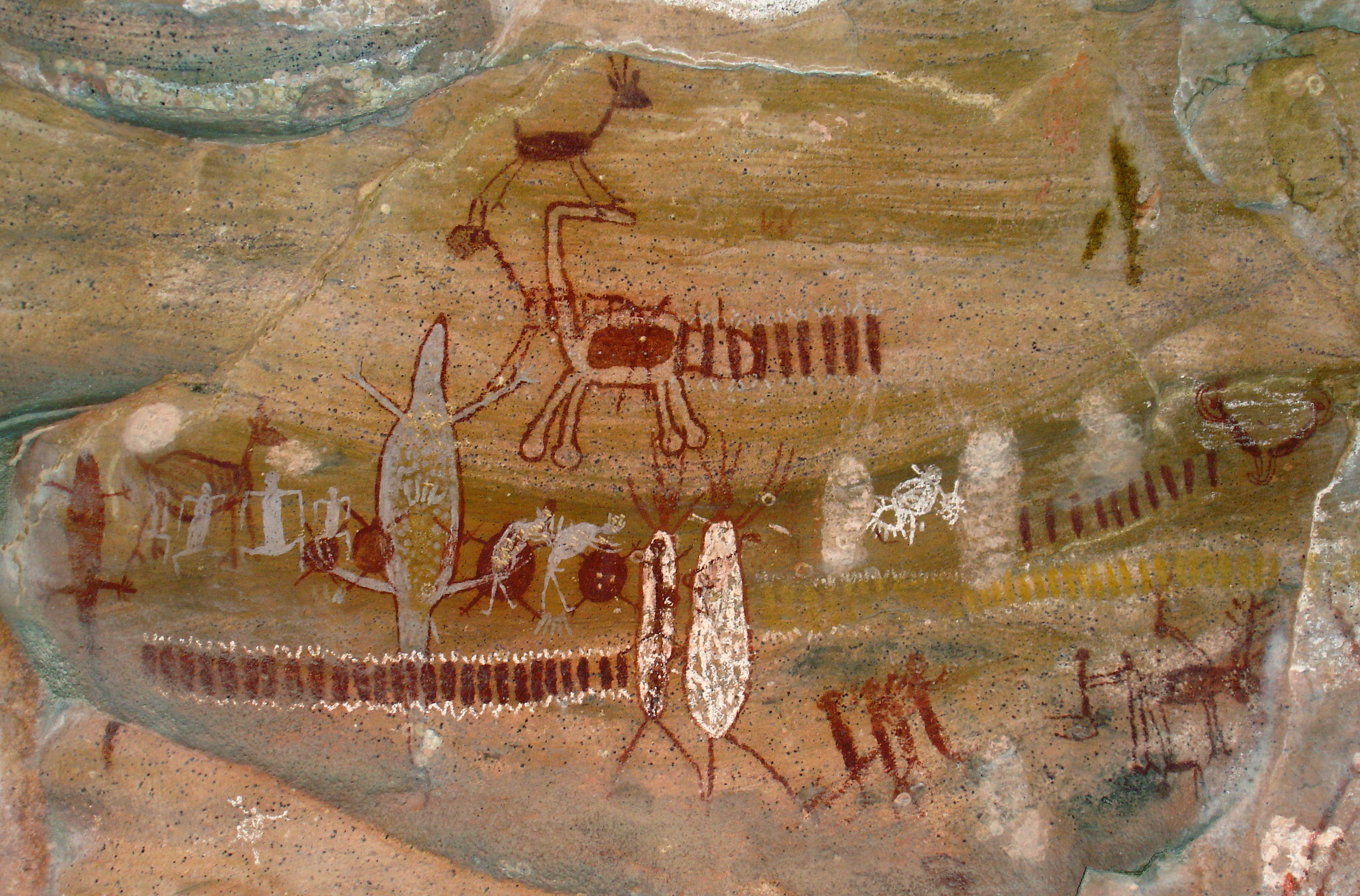
Pinturas rupestres de la Sierra de la Capivara.

Se conoce relativamente poco sobre el arte pictórico practicado en Brasil antes del descubrimiento por los portugueses. Los pueblos indígenas, que fueron encontrados por los colonizadores, no practicaban la pintura como era conocida en Europa, usaban tintas en la ornamentación corporal y en la decoración de artefactos de cerámica. De entre las reliquias indígenas que sobrevivieron de esta época se destaca un gran acervo de piezas de las culturas Marajoara, Tapajós y Santarém, pero tanto la tradición de cerámica como la pintura corporal fueron preservadas por los indios que aún viven en Brasil, estando entre los elementos más distintivos de sus culturas. También aún existen diversos paneles pintados con escenas de caza y otras figuras, realizadas por pueblos prehistóricos en cuevas y paredones rocosos en ciertas casas de campo arqueológicas. Estas pinturas probablemente tenían funciones rituales y habrían sido vistas como dotadas de poderes mágicos, capaces de capturar el alma de los animales representados y así propiciar buenas cacerías. El conjunto parietal más antiguo conocido es el de la Sierra de la Capivara, en Piauí, que exhibe pinturas rupestres datadas de 32 mil años atrás. Sin embargo, ninguna de estas tradiciones se incorporó a la corriente artística introducida por los conquistadores portugueses, que pasó a ser predominante. Como dijo Roberto Burle Marx, el arte del Brasil colonial es en todos los sentidos un arte de la metrópoli portuguesa, aunque en suelo brasileño haya pasado por varias adaptaciones dictadas por las circunstancias específicamente locales del proceso colonizador.

## Precursores

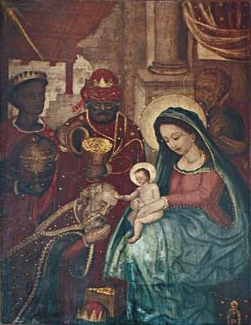
Belchior Paulo: Adoração de los Reyes Magos, Iglesia de los Reyes Magos, en Nueva Almeida, Espíritu Santo.

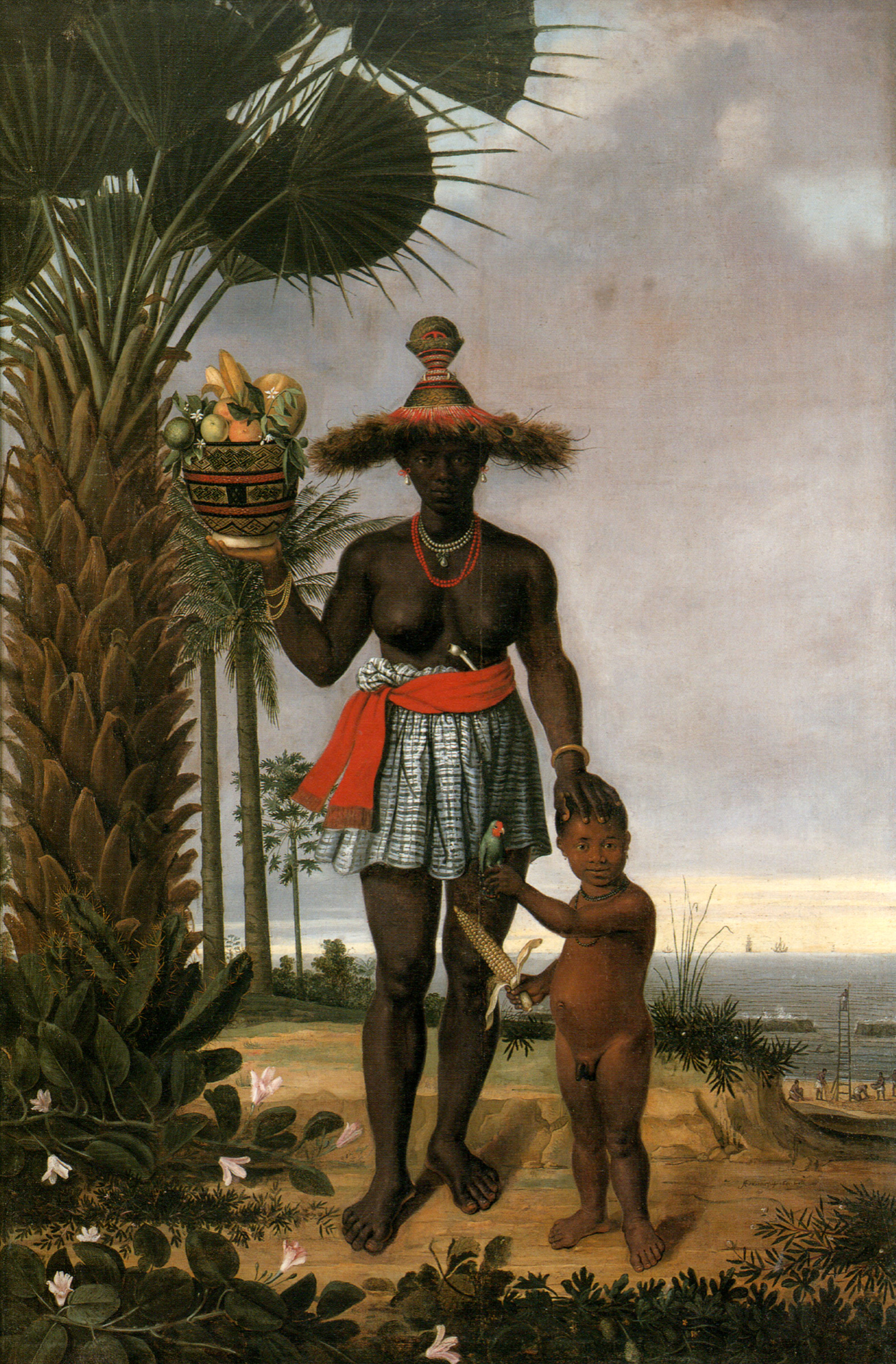
Albert Eckhout: Negra de la Costa del Oro.

Entre los primeros exploradores de la tierra recién-descubierta vinieron algunos artistas y naturalistas, encargados de hacer el registro visual de la fauna, flora, geografía y pueblo nativo, trabajando solo con acuarela y grabado. Se puede mencionar al francés Jean Gardien, que realizó ilustraciones de animales para el libro Histoire d'un Voyage faict en la terre du Brésil, autrement dite Amerique, publicado en 1578 por Jean de Léry, y el sacerdote André Thevet, quien afirmó haber realizado las ilustraciones de naturaleza para sus tres libros científicos editados en 1557, 1575, y 1584, donde se incluía un retrato del indio Cunhambebe.
La producción de los viajeros aún mostraba trazos del arte renacentista tardío (manierista), y se suscribe más en el ámbito del arte europeo, para cuyo público fue producida, que del brasileño, aunque sea de gran interés por sus retratos de paisaje y de personas de los primeros años de la colonización. El primer pintor europeo que dejó obra en Brasil del cual se tiene noticia fue el sacerdote jesuita Manuel Sanches (o Manuel Alves), que pasó por Salvador en 1560 en su camino a las Indias Orientales pero dejó por lo menos un panel pintado en el colegio de la Compañía de Jesús de esta ciudad. Más importante fue el fraile Belchior Paulo, que en 1587 junto con otros jesuitas, dejó obras de decoración esparcidas en muchos de los mayores colegios jesuitas hasta que su rastro se perdiera en 1619. Con Belchior se inicia efectivamente la historia de la pintura en Brasil.

### Pernambuco y los holandeses
El primer núcleo cultural brasileño que se asemejó a una corte europea fue fundado en Recife en 1637 por el administrador holandés conde Maurício de Nassau. Heredero del espíritu del Renacimiento, como describió Gouvêa, Nassau implementó una serie de mejorías administrativas e infraestructuras en el llamado «Brasil holandés». Además, trajo en su comitiva un grupo grande de científicos, humanistas y artistas, que produjeron una brillante cultura profana local, y aunque no hayan conseguido alcanzar todos sus altos objetivos, su presencia resultó en la elaboración de un trabajo cultural muy superior al que venía siendo realizado por los portugueses en las otras partes del territorio. Dos pintores se destacaron en su círculo, Frans Post y Albert Eckhout, realizando obras que aliaban minucioso carácter documental a una superlativa calidad estética, y hasta hoy son una de las fuentes primarias para el estudio del paisaje, naturaleza y vida de los indios y esclavos de aquella región. Esta producción, aunque haya en gran medida retornado a Europa durante la retirada del conde en 1644, representó, en la pintura, el último eco de la estética renacentista en tierras brasileñas.
Entre el siglo XVII el siglo XVIII el estilo de la pintura brasileña acompañó la evolución del Barroco practicado en Europa, un estilo de reacción contra el clasicismo del Renacimiento. Además de representar una tendencia estética, constituía una verdadera forma de vida y dio el tono a toda la cultura del periodo, una cultura que en los artes visuales enfatizaba la asimetría, el exceso, el expresivo, el irregular, el contraste, el conflicto, el dinámico, el dramático, el grandilocuente, la disolución de los límites, junto con un gusto acentuado por los efectos de opulencia y suntuosidad, haciéndose un vehículo perfecto para la Iglesia Católica de la Contrarreforma y las monarquías absolutistas en ascenso expresen visiblemente sus ideales. Las estructuras monumentales erguidas durante el Barroco, como los palacios y los grandes teatros e iglesias, buscaban crear un impacto de naturaleza espectacular y exuberante, proponiendo una integración entre las varios lenguajes artísticos y capturando al observador en una atmósfera catártica y enamorada. Para Sevcenko, ninguna obra de arte barroca puede ser analizada adecuadamente desenlazada de su contexto, pues su naturaleza es sintética, aglutinante y envolvente. Esa estética tuvo gran aceptación en la península ibérica, en especial en Portugal, cuya cultura, además de esencialmente católica y monárquica, estaba impregnada de milenarismo y misticismo, favoreciendo una religiosidad caracterizada por la intensidad emocional. Y de Portugal el movimiento pasó a su colonia en América, donde el contexto cultural de los pueblos indígenas, marcado por el ritualismo y festividad, suministró un pano de fondo receptivo.

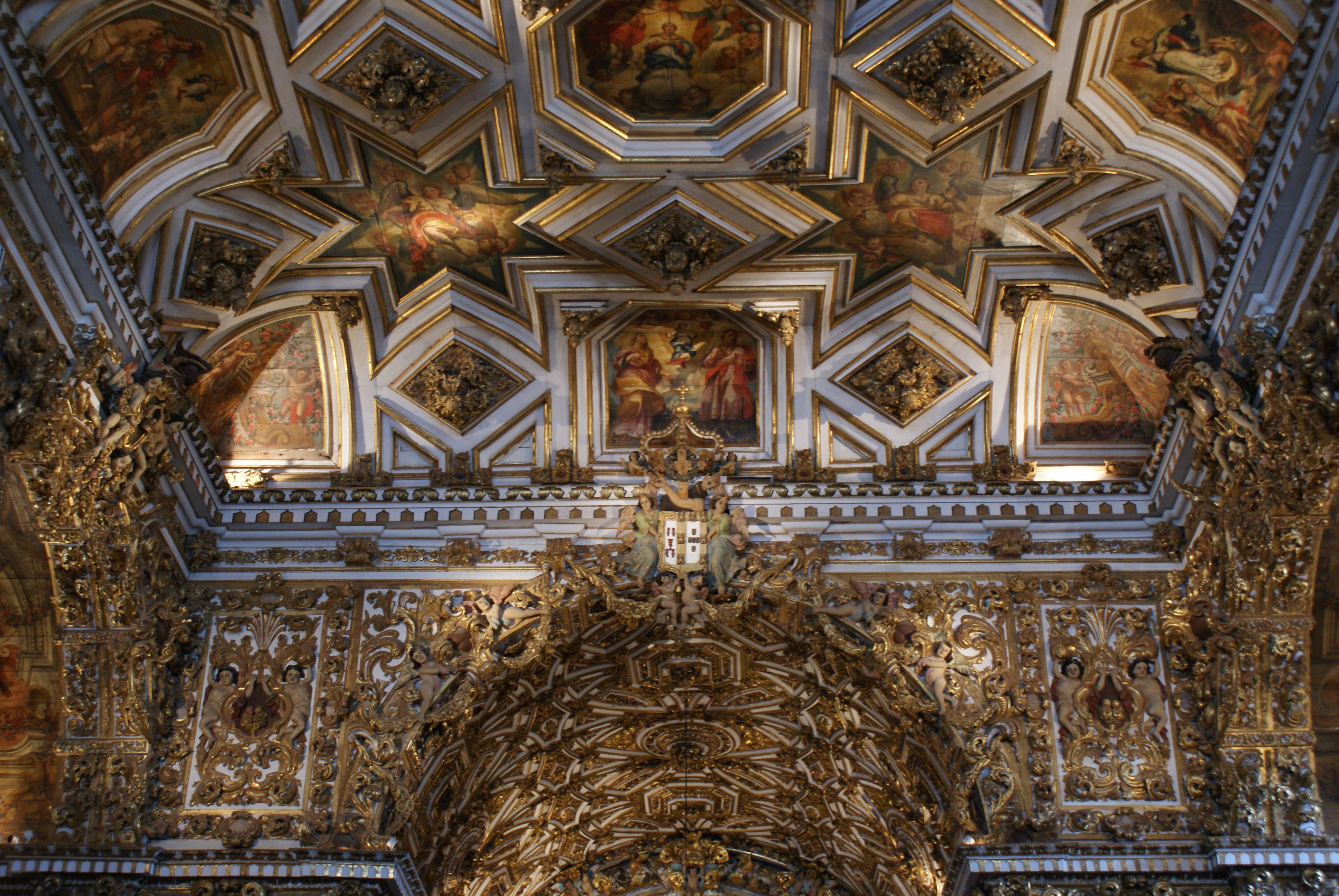
Interior de la Iglesia de Son Francisco en Salvador. El techo es cubierto de pinturas insertadas en medallones entallados, integrándose al programa decorativo total del conjunto arquitectónico.

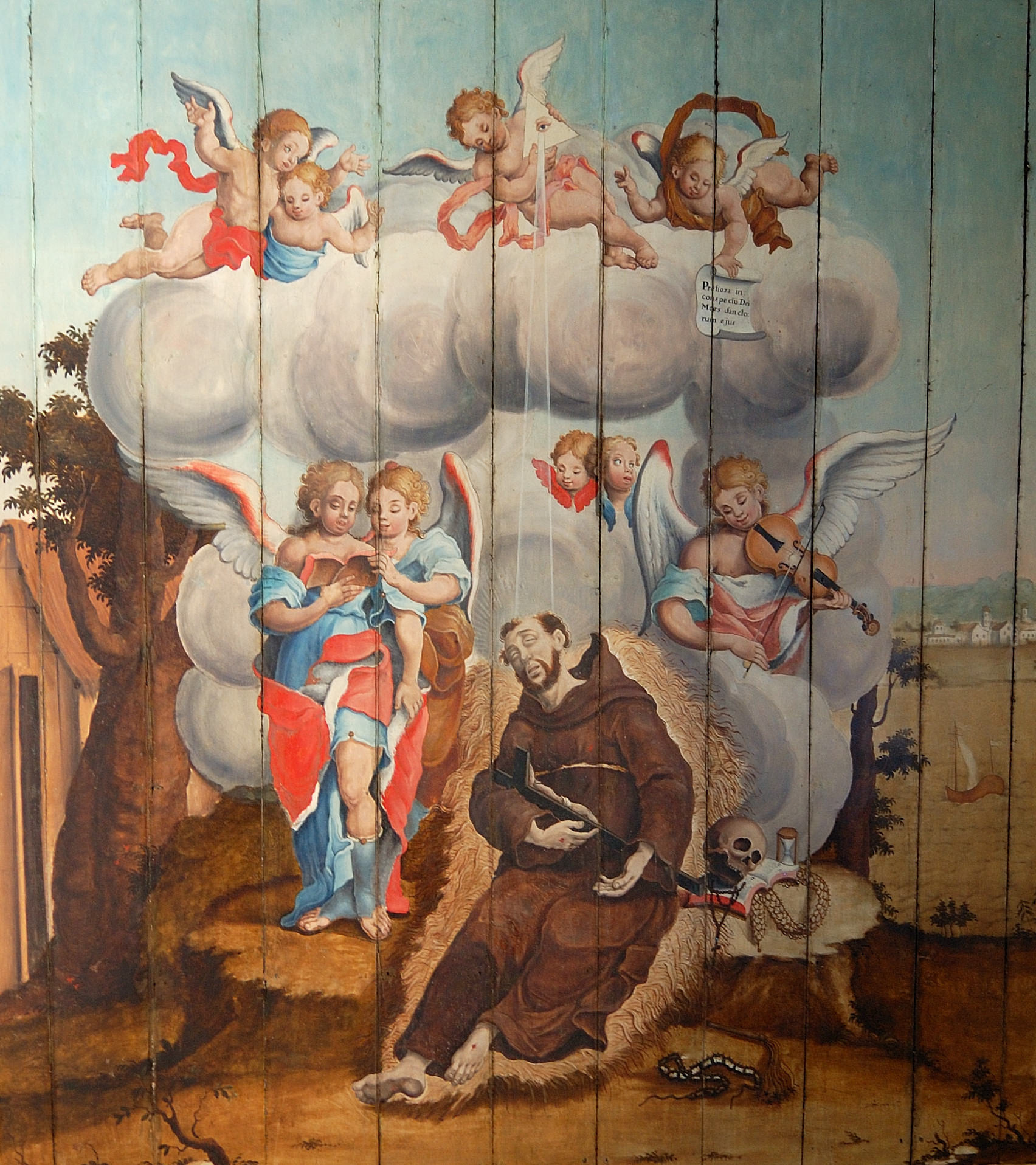
Maestro Ataíde: Son Francisco de Assis agonizante (detalle), sacristía de la Iglesia de la Orden Tercera de San Francisco de Asís, Mariana.

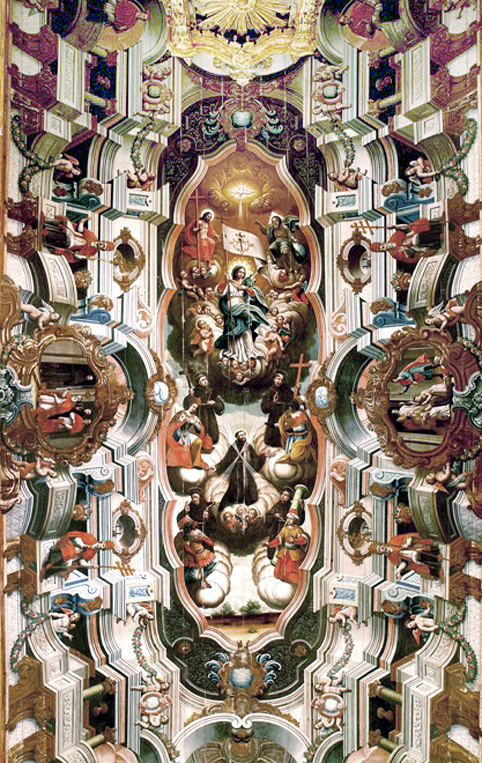
Detalle de la Glorificación de Santos Franciscanos, atribuida a José Joaquim de la Roca. Techo de la iglesia del convento de Santo Antônio, João Persona.

El barroco en Brasil fue formado por una compleja tela de influencias europeas y locales, aunque en general coloreadas por la interpretación portuguesa del estilo. Es necesario recordar que el contexto en que el Barroco se desarrolló en la colonia era completamente diverso de aquel que le daba origen en Europa. En la colonia el ambiente era de pobreza y escasez, con todo aún por hacer, y, al contrario de Europa, no había corte, la administración local era confusa, poco eficiente y morosa, abriendo un vasto espacio de actuación para la Iglesia y sus batallones de misionarios, que administraban además de los oficios divinos una serie de servicios civiles como los registros de nacimiento y óbito, estaban en la vanguardia de la conquista del interior del territorio, sirviendo cómo evangelizadores y pacificadores de los pueblos indígenas, fundaban nuevas poblaciones, organizaban buena parte del espacio urbano en el litoral y dominaban la enseñanza y la asistencia social manteniendo muchos colegios y orfanatos, hospitales y asilos. Construyendo grandes templos y conventos decorados con lujo y dinamizando inmensamente el ambiente cultural como uno todo, la Iglesia prácticamente monopolizo la pintura colonial brasileña, con rara expresión profana notable. Costa hace recordar aunque el templo católico no era solo un lugar de culto, pero era el más importante espacio de confraternización del pueblo, un centro de transmisión de valores sociales básicos y a menudo;'; el único local seguro en la muchas veces turbulenta vida de la colonia. Luego enraizando, confundiéndose con, y dando forma a, una ancha porción de la identidad y del pasado nacionales, el Barroco fue llamado por Affonso Romano de Sant'Anna del alma de Brasil.
Dominando el panorama artístico colonial, la pintura patrocinada por la Iglesia Católica anheló básicamente desempeñar una función didáctica, en consonancia con los principios definidos por la Contrarreforma. En términos técnicos, eso significó la fuerte dependencia del arte en relación con un contenido programático narrativo, donde el dibujo ocupa un papel céntrico como el definidor y organizador de la idea, permaneciendo el color como elemento secundario, suministrando en esencia y énfasis necesaria para la mejor eficiencia funcional del dibujo. En ese contexto, la pintura colonial es siempre retórica, y pretende presentar al público una lección moral, haciendo uso de una serie de convenciones formales significativas y elementos plásticos simbólicos que entonces eran de comprensión general. Como ejemplo, la escena San Francisco de Asís agonizante, del Maestro Ataíde, pintada en la Iglesia de la Orden Tercera de San Francisco de Asís en Mariana, muestra el santo cogiendo una cruz, teniendo al lado un conjunto de objetos asociados a la penitencia y a la transitoriedad de la vida: el cráneo, la reloj de arena, el Rosário, el libro, el azote y el cilicio. Arriba, un ángel toca un violín, imagen tradicionalmente vinculada al santo, mientras otros lo esperan entre nubes del Paraíso y apuntan para un triángulo con un ojo en el centro, figura simbólica tradicional de la Santísima Trinidad, que lanza un rayo de luz sobre el santo; todo significando el fin de sus probaciones terrenales y la conquista del premio de la vida eterna. En toda la imagen, el dibujo preciso, de contornos claros, garantiza el reconocimiento inmediato de cada objeto que compone la escena y la comprensión del mensaje propuesto.
El siglo XVIII, acompañando la expansión del territorio colonizado, el enriquecimiento de algunas órdenes y hermandades religiosas, así como de ricos patronos, el crecimiento de las ciudades y la relativa estabilidad económica, la pintura brasileña abandona su carácter puntual, diseminándose, se multiplica y madura, pasando a hacer escuela. Como fue una regla durante el periodo colonial en todo  Brasil, la vasta mayoría de las obras que llegaron a nosotros tiene autoría desconocida, y gran parte de ella fue ciertamente producida por religiosos de varias órdenes; por otro lado, existe una apreciable cantidad de nombres de artistas registrados en archivos eclesiásticos, atestando una gran actividad pictórica, pero sin ofreciéndonos indicaciones de cuáles obras habrían realizado y en general sin datos biográficos. Además de eso, como dijo Teixeira Leche,
«Toda la pintura colonial se vincula a tendencias y estilos europeos, buscando imitarlos con una comprensible desfasada cronológica, y con recursos técnicos limitados. Influencias flamencas, españolas y en más pequeño grado italianas, muchas veces absorbidas a través de reproducciones en grabado de obras célebres europeas, se filtran a través de la visión portuguesa para formar un conjunto respetable de obras, donde un vívido sentido cromático anima, por veces, un dibujo tosco e improvisado, de sabor eminentemente popular».
Esas influencias heterogéneas son las grandes responsables por el carácter polifacético y por la poca unidad formal de la pintura barroca de Brasil colonial, y aún en el trabajo de un mismo artista son frecuentes grandes discrepancias estilísticas. Eso es verificable incluso en el caso del mayor pintor de este periodo, el Maestro Ataíde, que actuó en la región de Minas Gerais. Otro dato importante en la pintura brasileña colonial es la popularización, a partir del siglo XVIII, del género del ex-voto, un memorial visual en acción de gracias por algún beneficio recibido por Intercepción de algún santo, que vino a hacerse un trazo característico de la religiosidad popular, dinamizando un gran mercado y poseyendo además de eso un gran valor documental. En general, los ex-votos son obra de artesanos anónimos, conmemoran la cura de alguna enfermedad, y su iconografía usualmente muestra el enfermo en una cama junto a una epifanía de su santo protector, o muestra la parte del cuerpo afligida por el mal.
La condición social de los pintores y las circunstancias de su actuación en Brasil colonial aún son poco conocidas, dando motivo para debates académicos. No se sabe exactamente se la actividad del pintor se insertaba del ámbito de los oficios liberales, disponiendo de relativa autonomía, o se permanecía subordinado a los estatutos de las artes mecánicas y artesanales. En la comprensión de Pietro Maria Bardi la sociedad lusitano-brasileña habría si pautado, para las actividades artesanales, por las reglas de las corporaciones de los oficios, las antiguas guildas medievales, regidas por estatutos definidos en 1572 en Lisboa, con una tendencia, pero, de los pintores y escultores progresivamente se aproximen de los profesionales liberales, en conformidad a documentos emitidos por el Defensor del Pueblo de Río de Janeiro en 1741. En Portugal el estatuto liberal ya había si firmado para los pintores, pero en la colonia las condiciones reales del mercado de trabajo aún tenían muy de artesanal y dejaban los artistas en una posición confusa. En líneas generales, parece que la forma corporativa fue predominante hasta el adviento del Imperio, organizada de la siguiente manera: el maestro-pintor quedaba en el tope de la jerarquía, era responsable final por las obras y por la formación y habilitación de nuevos aprendices; abajo estaba el oficial, un profesional preparado, pero sin graduación para rematar obras de figuras; enseguida venían los auxiliares, los jóvenes aprendices, y los esclavos quedaban en la base.

### Escuelas regionales

#### Bahía

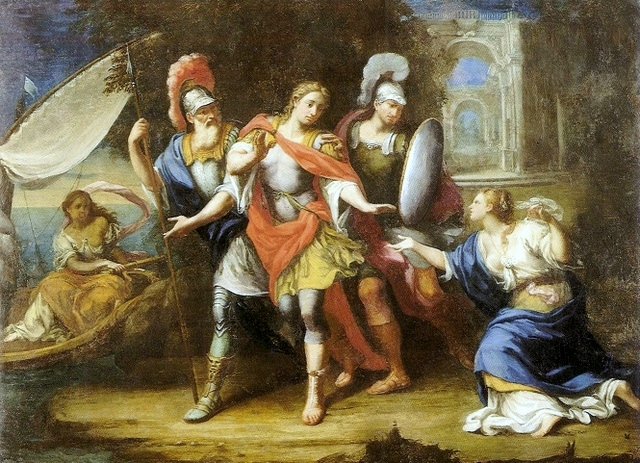
José Teófilo de Jesús: El Rapto de Helena. Museo de Arte de Bahía.

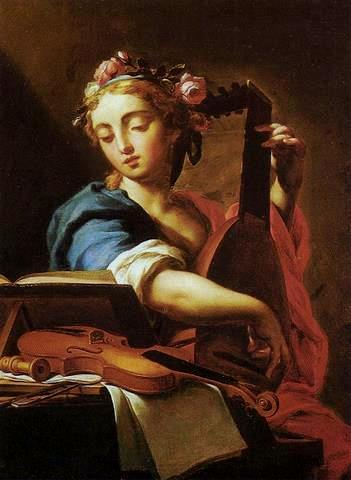
Francisco de Silva Romão: Santa Cecília. Museo de Arte de Bahía.

En Bahía se formó la primera escuela regional de pintura, y una de las más importantes, activa desde la llegada de Manuel Alves y Belchior Paulo a mediados del siglo anterior. Más conocidos son el fraile Eusébio de la Soledade, que puede haber estudiado con los holandeses de la corte de Nassau, Lourenço Veloso, cuya única pintura que resta, el Retrato del Capitán Francisco Fernandes de la Isla, de 1699, está en la Santa Casa de Salvador; João Álvares Correa trabajó en la pintura y doramiento de la sacristía de la Santa Casa de Misericórdia, y en 1714 concluyó las 24 pinturas del forro del presbiterio de la Orden Tercera del Carmen, en Salvador, y puede haber sido autor de algunas obras preservadas en la Orden Tercera del Carmen de Río de Janeiro; y Francisco Conejo pintó una Santa Cena y quince figuras más de santos y personalidades de la Compañía de Jesús para el colegio jesuita de Bahía.
Antônio Simões Ribeiro, que alrededor de 1735 llegó la Salvador y trabajó en diversas iglesias locales, fue el introductor en Bahía de la técnica de pintura de ilusión arquitectónica en los techos de iglesias, un recurso sistematizado por el italiano Andrea Pozzo en su tratado Perspectiva Pictorum atque Architectorum. Tal decoración producía un efecto ceno-gráfico típico del Barroco, pues ofertaba ilusiones de arquitecturas abiertas al espacio, al encuentro de cielos donde volaban santos, ángeles y otras figuras gloriosas de la Iglesia. Ribeiro dejó una gran posteridad artística. Entre sus alumnos más destacados está Domingos de la Costa Filgueira.
Otro grupo trabajó junto a José Joaquim de la Roca, que aparece registrado en 1764 como ayudante del pintor Leandro Ferreira de Souza, pero su nombre se pierde hasta 1769, periodo en que puede haber estudiado en Lisboa. Pintó el forro de la Iglesia de Nuestra Señora de la Concepción de la Playa, una de sus mejores realizaciones, que le valió la fama de su tiempo como el mejor pintor de Bahía, suplantando a su rival Filgueira, que nunca más realizó ninguna obra de figuras. Los años siguientes Roca pintó diversos otros techos en perspectiva, permaneciendo en actividad hasta el inicio del siglo XIX. De sus discípulos se destacaron Antonio Pinto y Antonio Días, autores de la pintura del forro de la nave de la Matriz del Paso, en Salvador, y Antônio Joaquim Franco Velasco, pero especialmente José Teófilo de Jesús. Teófilo estudió en Lisboa y entró en contacto con Pedro Alexandrino de Carvalho, haciéndose, a partir de 1816, el pintor más notable de Bahía hasta su muerte en 1847, aunque su predilección fuera la pintura de caballete. Dejó una obra voluminosa y calificada, excepcional también por abordar muchos temas profanos, trabajando hasta edad avanzada, pero formó solamente a un alumno. Otros alumnos de José Joaquim fueron Manoel José de Souza Coutinho, Mateus Lopes, José de Costa Andrade, João Nunes de la Mata. Francisco de Silva Romão también dejó obras de calidad.

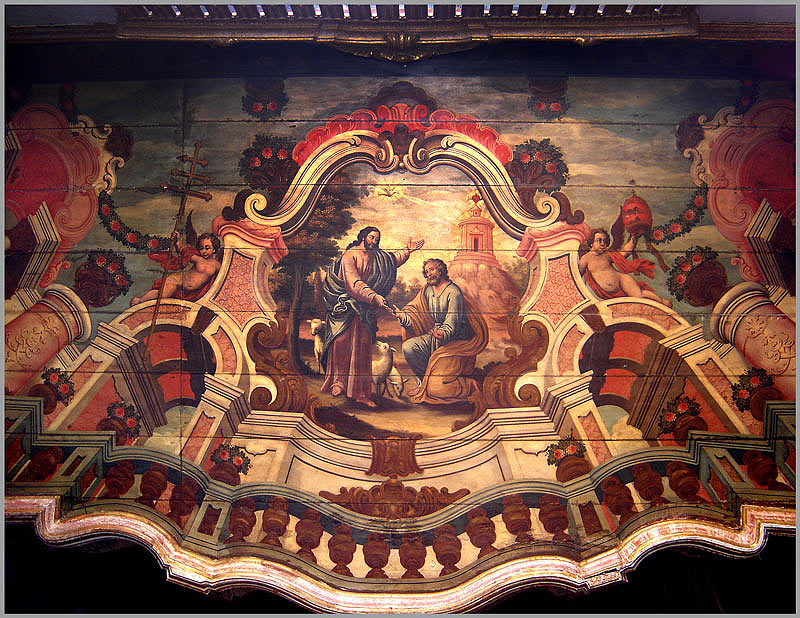
Manuel de Jesús Pinto: La Fundación de la Iglesia. Concatedral de San Pedro de los Clérigos, Recife.

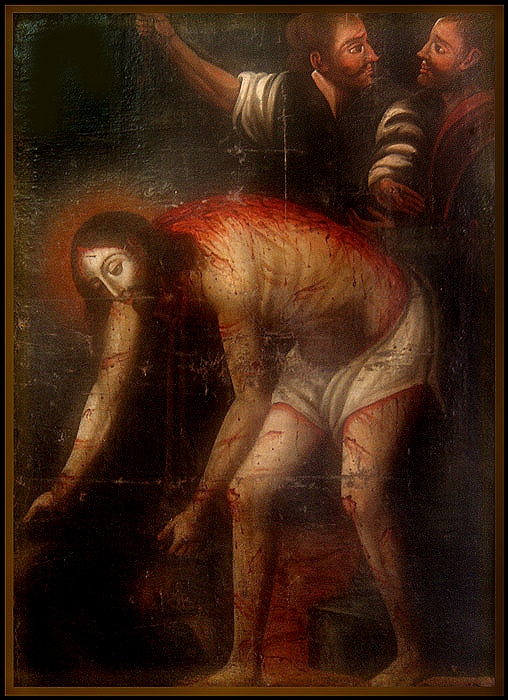
Anónimo: Flagelación de Cristo, Museo de Arte Sacra de Pernambuco.

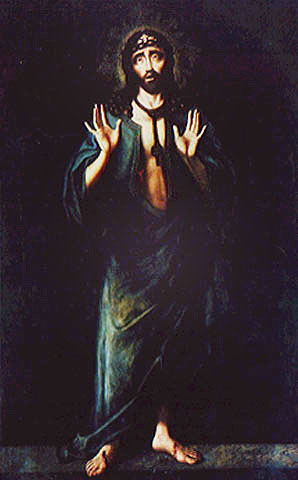
Fraile Ricardo del Pilar: Señor de los Martirios. Monasteiro de San Benito, Río de Janeiro.

#### Pernambuco
Las primeras expresiones notables de pintura barroca en Pernambuco están en la Capilla Dorada de la Orden Tercera de San Francisco de Asís de la Penitencia, en Recife. De autoría incierta, Gonsalves de Melo propuso que algunas de las pinturas de santos y santas al menos pudieron haber sido realizadas por José Pinhão de Matos, tal vez el mejor pintor pernambucano en actividad de su tiempo. La capilla alberga aún dos grandes paneles de data posterior, representando los principales mártires franciscanos. También sin autoría definida están los importantes paneles de la Iglesia de San Cosme y Damião, en Igaraçu, ilustrando episodios de la historia de la ciudad, y numerosas otras piezas esparcidas por varias ciudades, especialmente Olinda. Los principales artistas barrocos de Pernambuco fueron João de Deus Sepúlveda, José Eloi y Francisco Bezerra, con las figuras más pequeñas, pero también interesantes, de Manuel de Jesús Pinto, João José Lopes de Silva, Sebastião Canuto de Silva Tavares, Luis Alves Pinto y José Rebelo de Vasconcelos.
Sepúlveda, el más importante del grupo, vino de una familia de artistas y dejó obras notables en la Iglesia de la Orden Tercera del Carmen, en la Concatedral de San Pedro de los Clérigos y en la Iglesia de Nuestra Señora de la Concepción de los Militares. José Eloi produjo varios paneles para el Monasteiro de San Benito de Olinda, con un estilo original. Bezerra fue el autor de los diez paneles sobre la vida de San Pedro que otrora adornaban el forro de la Concatedral de San Pedro de los Clérigos, y que se perdieron, pero su habilidad puede ser evaluada por las escenas de la vida de San Benito que ejecutó en 1791 para la sacristía de la Iglesia del Mosteiro de Son Bento de Olinda. Permanecen también acordados Domingos Rodrigues, Jacó de Silva Bernardes y Antonio Gualter de Macedo, que actuaron en diversos locales entre Pernambuco y Río de Janeiro.

#### Maranhão y Pará
Entre los artistas del Maranhão y Pará sobre los cuales se dispone de informaciones biográficas están Luís Correa y Agostinho Rodrigues. Del primero, sin embargo, no se identificó ninguna obra con seguridad, pero puede haber ayudado Rodrigues y João Xavier Traer, como pensó Germain Bazin, a pintar paneles en la Iglesia de San Francisco Xavier, en Belén. Baltazar de Campos produjo pantallas sobre la Vida de Cristo para la sacristía de la Iglesia de San Francisco Xavier, y João Felipe Bettendorff decoró varias iglesias en la región. Merecen nota dos acuarelistas del Real Gabinete de Historia Natural del Museo de la Ayuda de Lisboa, Joaquim José Codina y José Joaquim Freire, que acompañaron Alexandre Rodrigues Ferreira en su expedición de 40 mil kilómetros a través de la selva amazónica, entre 1783-92, produciendo una obra considerable de documentación visual de aquellos parajes, hoy dispersa entre Portugal y lo Brasil.

#### Río de Janeiro
La llamada Escuela Fluminense de Pintura esta mejor documentada. Fue fundada con la llegada del fraile alemán  Ricardo del Pilar, a mediados de la década de 1660. Su obra más conocida está en la sacristía del Monasterio de San Benito, un gran panel representando el Señor de los Martirios, que data de los últimos años de su vida y evidenciando afinidades con pinturas flamenco-portuguesas de los siglos XV y XVI. Caetano de la Costa Coelho en 1732 produjo para la Iglesia de la Orden Tercera de San Francisco de la Penitencia la primera pintura perspectivista hecha en Brasil, anticipando la introducción de la técnica en Bahía. Para Araújo Puerto-alegre, el verdadero seguidor del fraile Ricardo y jefe de la Escuela Fluminense de Pintura fue José de Oliveira Rosa, pintor de temas religiosos, alegorías y retratos. Su obra más importante fue el gran panel decorativo, ya destruido, de la sala de audiencias del Palacio Imperial, representando el Genio de América; pero subsisten otras piezas en la antigua Iglesia de los Carmelitas y en el Monasterio de San Benito. Manuel da Cunha, esclavo, desde muy temprano mostró talento artístico, obteniendo después permiso para estudiar con João de Souza, perfeccionándose más tarde en Lisboa. En Porto-alegre le atribuyó la autoría del recubrimiento de la Capilla del Señor de los Pasos y pinturas de tema religioso hechas para la Iglesia del Castillo y la de San Francisco de Paula. Cunha también fue profesor, manteniendo inclusive en su residencia un curso regular con duración de siete años.

#### Minas Gerais

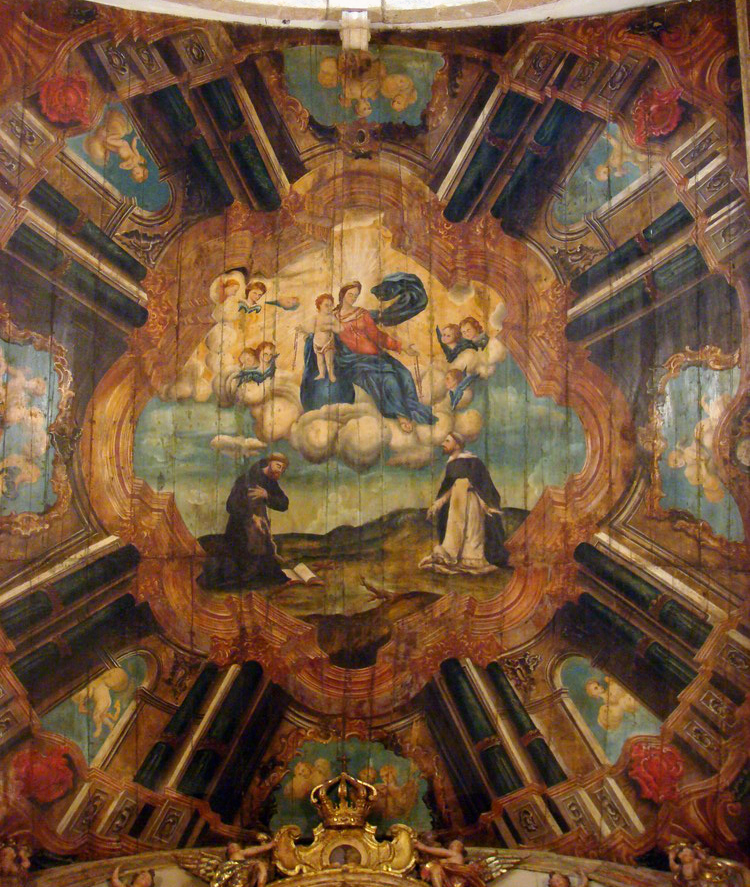
Autor desconocido: Nuestra Señora con el Niño entregando el rosário a S. Francisco y S. Domingos. Recubrimiento del presbiterio de la Iglesia de Nuestra Señora del Rosário de los Negros, Tiradentes. Transición del Barroco para el Rococó

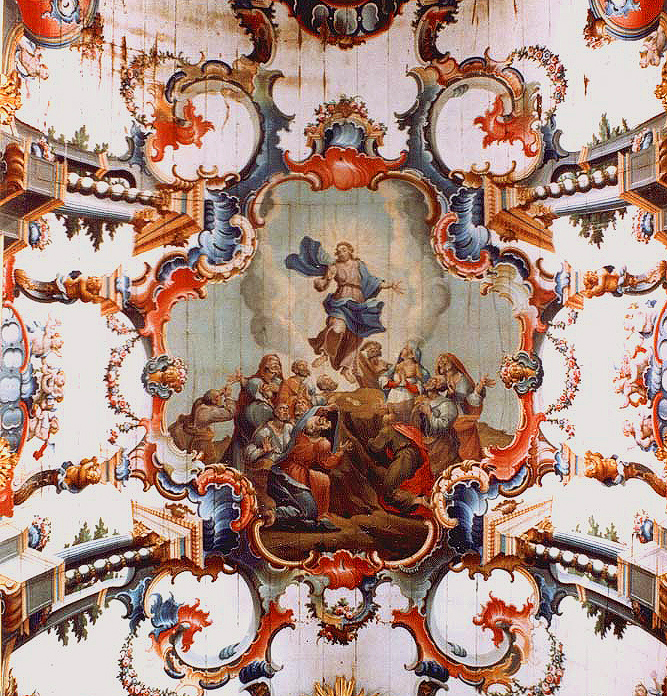
Maestro Ataíde: techo rococó de la Iglesia de San Antonio en Santa Bárbara.

Otro núcleo importante surgió en la región de Minas Gerais en función de los ciclos del oro y diamantes, donde aconteció un rico florecimiento urbano con muchas nuevas iglesias que necesitaban de ornamentación interna. Hasta 1755 la pintura minera imitó las tendencias que se desarrollaban en las regiones litorales, pero, sin alcanzar una verdadera integración a la arquitectura, y con un estilo arcaizante y pesado. Ejemplo típico de esa primera fase es el recubrimiento de la nave de la Matriz del Pilar, en Ouro Preto.
La segunda fase es delimitada por la introducción de la pintura perspectivista por Antônio Rodrigues Bello, autor de la pintura del recubrimiento del presbítero de la Matriz de Cascada del Campo. De ahora en adelante los recubrimientos en artesonado son sustituidos por los de tablado corrido, más adecuados a recibir el nuevo tipo de decoración pictórica. En un tercer momento, en fines del siglo XVIII, la pintura perspectivista rebosa los límites arquitectónicos naturales en conjuntos de grande fantasía imaginativa, ya descritos dentro de la estética del Rococó. Dos centros principales se destacan en la región minera; Diamantina y Ouro Preto. El primero, más antiguo, fue animado por la producción de José Suenes de Araújo y sus discípulos, un tanto similar al trabajo bahiano, en composiciones severamente estructuradas, de coloreado melancólico y fuerte vena dramática.
Bien distinguido fue el núcleo de Ouro Preto, marcado por el rico colorido y las formas leves, típicamente rococós, muchas veces exhibiendo la influencia de estilos orientales. Este centro tiene en la obra de Maestra Ataíde su apogeo; el techo que pintó en la Iglesia de San Francisco de Asís de Ouro Preto, representando la Asunción de Nuestra Señora entre ángeles músicos y santos e ilustrando la apertura de este artículo, es tenido como el punto culminante de toda la pintura colonial brasileña. Ataíde también dejó diversas pinturas de caballete, como la serie representando escenas de la vida de Abraão, en la Iglesia de San Francisco de Ouro Preto, y la renombrada Cena del Señor, del Colegio del Caraça, una de sus últimas obras y la única que firmó y dató. Ataíde también colaboró con el célebre Aleijadinho pintando las estatuas de la Vía Sacra en el Santuario del Bueno Jesús de Matosinhos en Congonhas. También son dignos de notar José Suenes de Araújo, João Batista de Figueiredo, João Nepomuceno Correia y Castro, Joaquim José de la Natividade, Antônio da Costa Nascimento, Antônio Martins de la Silveira, Manuel Ribeiro, Joaquim Gonçalves de la Roca y Silvestre de Almeida Lopes.
La Capitanía de Minas Gerais tuvo el diferencial de, por determinación regia, verse impedida de acoger órdenes religiosas conventuales y misioneros, que fueron las mayores mecenas de arte por el resto de Brasil colonial, una vez que la prioridad administrativa era la explotación del oro y diamantes y no la evangelización del gentío. Con eso, la religiosidad y el arte sacra en la región dependieron mucho de la organización de hermandades laicas, instituciones de origen medieval que preveían el bienestar para sus miembros y también financiaron la construcción y decoración de incontables templos y capillas. Varias de esas hermandades fueron formadas por negros y mulatos, lo que explica la aparición de representaciones étnicas correspondientes en el arte a que dieron origen, aun cuando figuraban santos, papas y Doctores de la Iglesia sabiamente blancos, lo que, en las palabras de Carla Oliveira, de cierta forma subvertía el discurso visual europeo y hacía una afirmación de clase y etnia «en una sociedad colonial que en todo negaba las calidades de mestizos y negros».

#### São Paulo

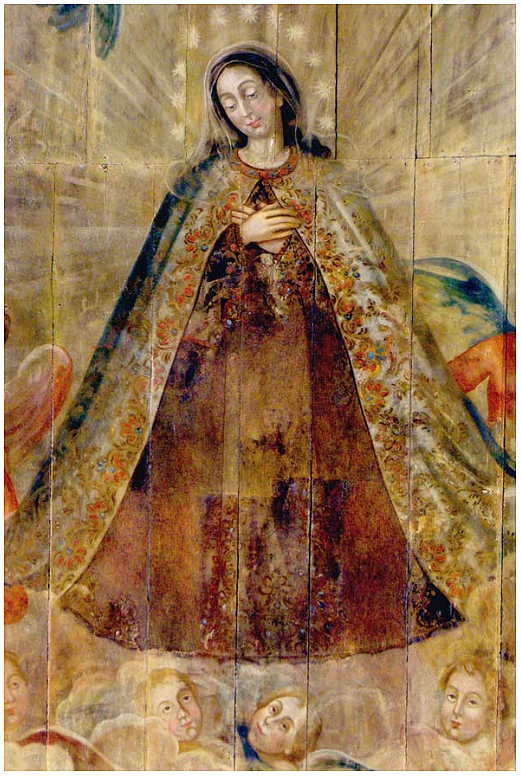
Fraile Jesuita del Monte Carmelo: detalle del techo de la Capilla de la Orden Tercera del Carmen, en São Paulo.

La Provincia de São Paulo, que los tiempos de la colonia incluía São Paulo y Paraná, nunca llegó a desarrollar una escuela de pintura comparable a los centros antes citados, contando con pocos artistas y una economía bien menos dinámica. No obstante una modesta escuela regional se formó especialmente a partir de la actuación de José Patrício de Silva Manso, a mediados del siglo XVIII, aunque ejemplos escasos ya hubieran aparecido antes, incluyendo obras en géneros muy raros en Brasil, como un retrato ecuestre de Francisco Nunes de Siqueira hecho por João Moura, en la capital, y decoraciones en estilo similar al grottesco del Maneirismo italiano, en la capilla de la Hacienda San Antônio, en San Roque. La obra-prima de Manso fue posiblemente el forro del presbítero de la Iglesia de Nuestra Señora de la Candelária, en Itu, que traiciona la influencia de la pintura de ilusión arquitectural practicada en Minas.
Fue alumno de Manso el fraile jesuita del Monte Carmelo, considerado por Mário de Andrade el principal pintor paulista colonial, destacándose en su producción las obras en las Iglesias de Nuestra Señora del Carmen de Itu y de São Paulo, marcadas por la vena ingenua del pintor popular. Manoel do Sacramento y Antônio dos Santos, a quién son atribuidas las pinturas de la Iglesia de la Orden Tercera del Carmen en Mogi de las Cruces, de gran calidad, se aproximan en estilo de la pintura minera (de Minas Gerais), y pueden haber sido ellos mismos mineros. El último pintor importante en São Paulo fue Miguel Arcanjo Benício de la Asunción Dutra, conocido como Miguelzinho Dutra, que aunque estuviera activo ya en el Imperio continuó la tradición anterior. Trabajó en la Iglesia de Nuestra Señora de la Buena Muerte en Piracicaba, pero se destacó sobre todo con sus ingenuas acuarelas, en las cuales fijó aspectos de la ciudad y tipos populares, una producción de valor documental solo comparable al trabajo de Hercule Florence, integrante de la Expedición Langsdorff. En Paraná sólo merecen un recuerdo Joaquim José de Miranda y João Pedro, el Mulato, autores de guanches y acuarelas que fijan tipos populares y escenas históricas, en un perfil ingenuo.

#### Otros centros
Mato Grosso, Goiás y Río Grande del Sur también tuvieron alguna producción en pintura, pero aún en más pequeña escala que São Paulo. Francisco Xavier de Olivo, activo en Mato Grosso principalmente como cartógrafo, puede haber sido autor de algunos retratos para la Cámara de Cuiabá; el padre José Manuel de Siqueira actuó como ilustrador, y João Marcos Ferreira trabajó en el retablo de la Matriz del Señor Bueno Jesús de Cuiabá; Reginaldo Fragoso de Albuquerque y Antônio da Costa Nascimento trabajaron en Pirenópolis; Bento José de Souza, de Vila Buena de Goiás, realizó diversos retablos para iglesias locales, y André Antônio da Conceição fue autor del recubrimiento de la Iglesia de San Francisco de Paula en la misma villa. En Río Grande del Sur hay registro de actividad pictórica en el ámbito de las reducciones jesuíticas, pero toda la producción se perdió.
Otras imágenes del Barroco brasileño

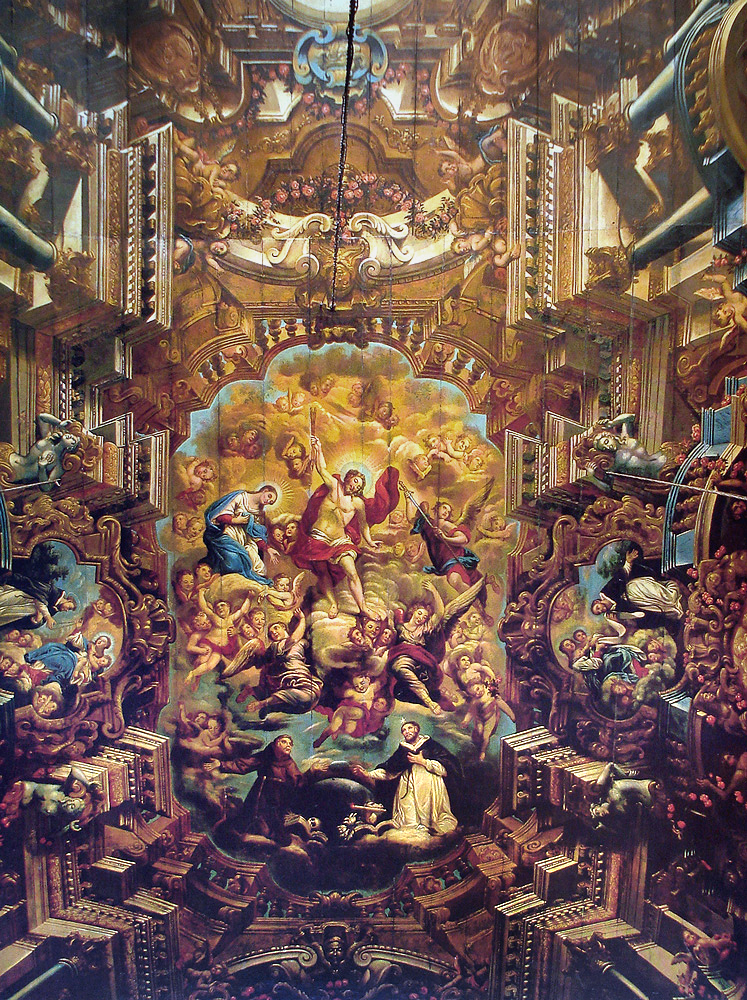
José Joaquim de la Roca; Apoteose de Son Domingos, Iglesia de Son Domingos, Salvador, Bahía
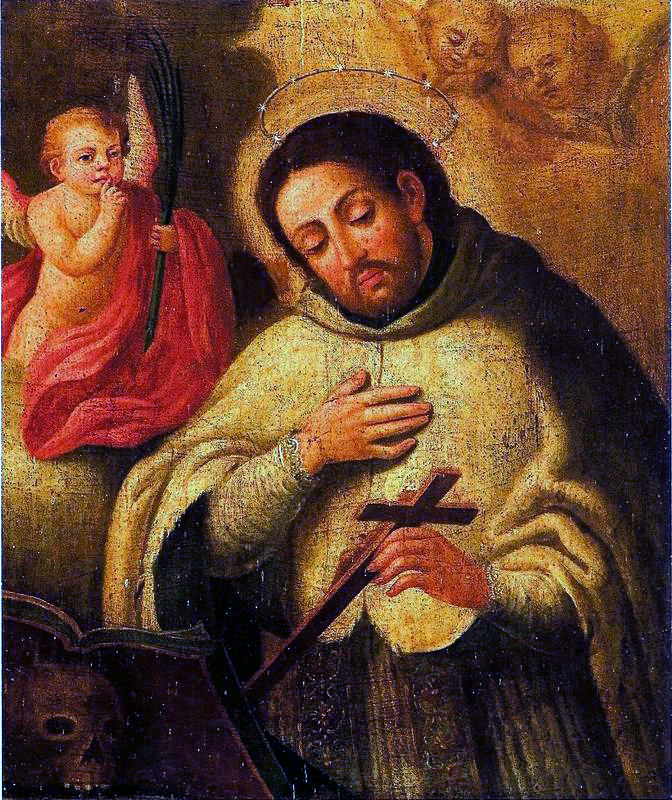
Veríssimo de Freitas: Son João Nepomuceno, Museo Afro Brasil
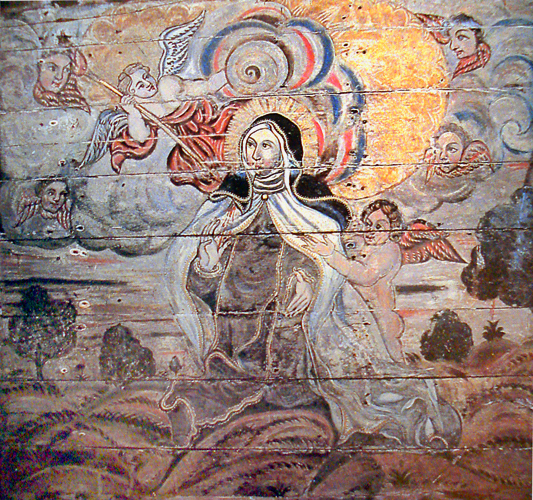
Anónimo: Santa Teresa, Iglesia de Carmo, Son Cristóvão, Sergipe
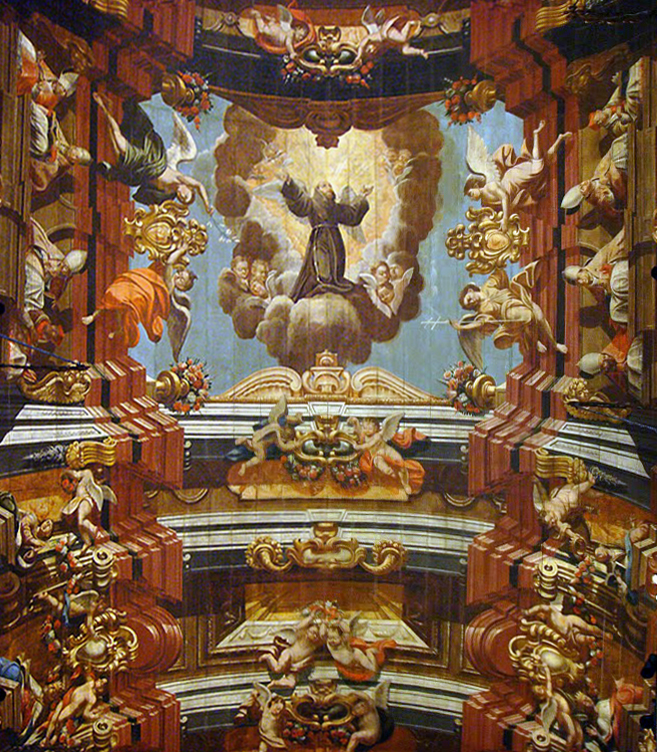
Caetano de la Costa Conejo: Glorificação de Son Francisco, Iglesia de la Orden Tercera de Son Francisco de la Penitencia, Río

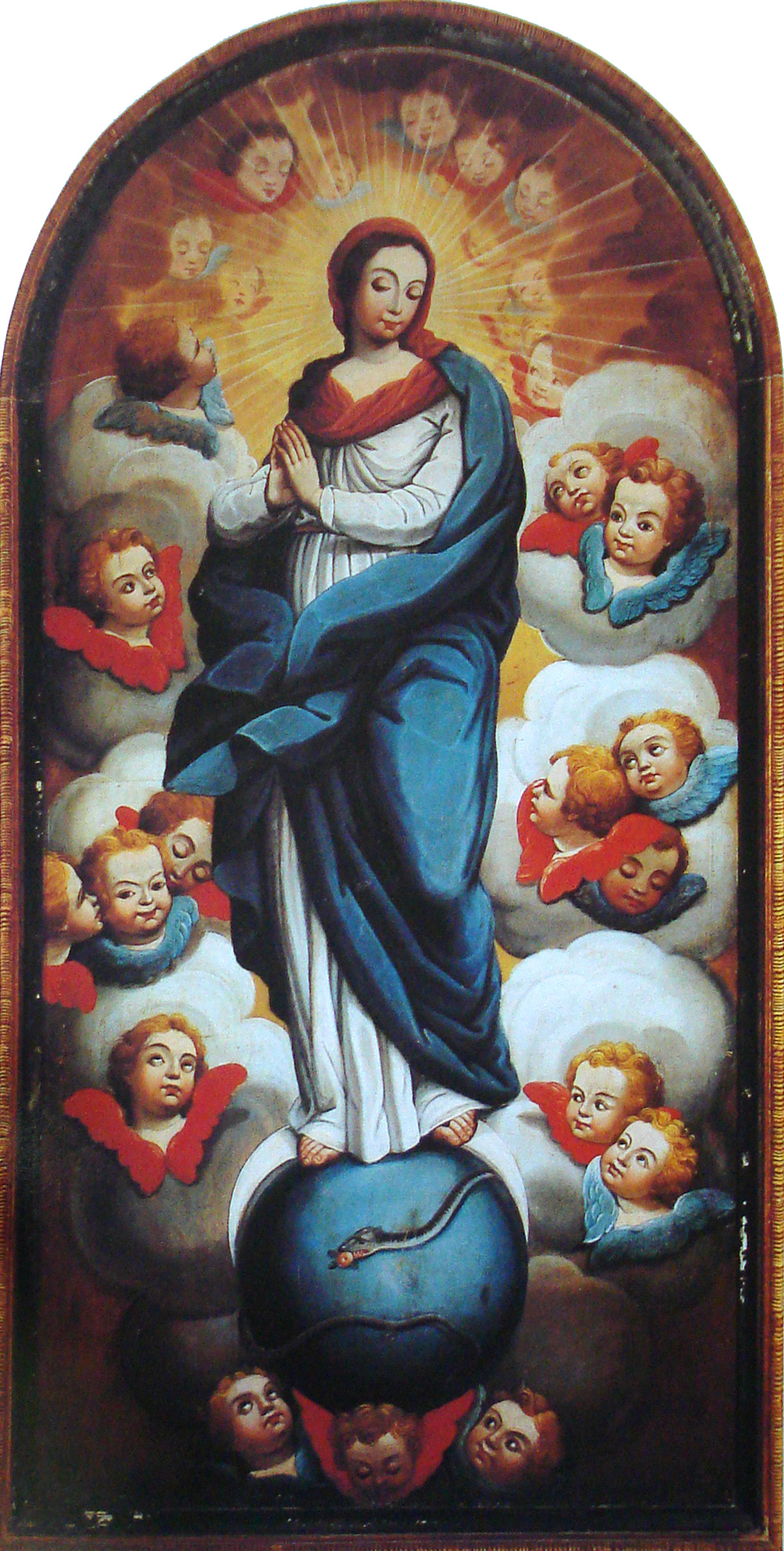
João Nepomuceno Correa y Castro: Inmaculada Conceição, Museo de la Inconfidência, Ouro Preto, Minas Gerais
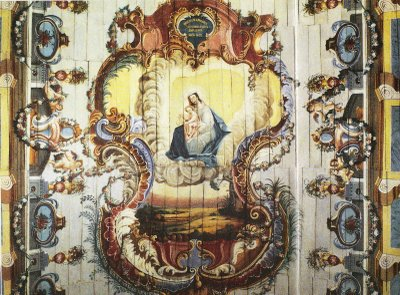
Antônio de la Costa Nacimiento: techo de la Matriz de Pirenópolis (perdido en incendio), Goiás
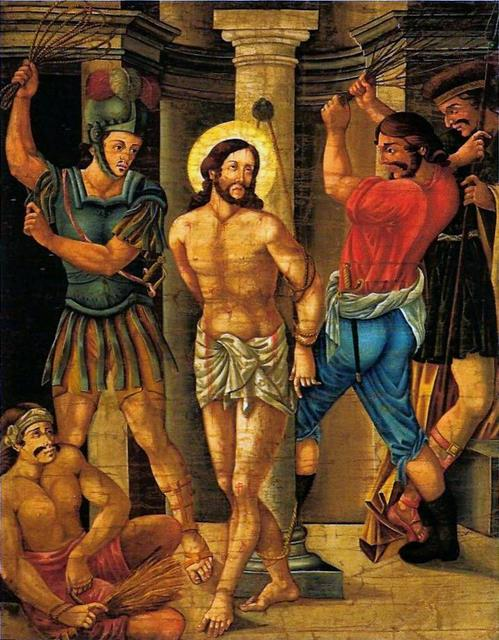
Joaquim José de la Natividade: Bandera de la Procesión de Cristo, Museo Afro-Brasil, Salvador, bahia
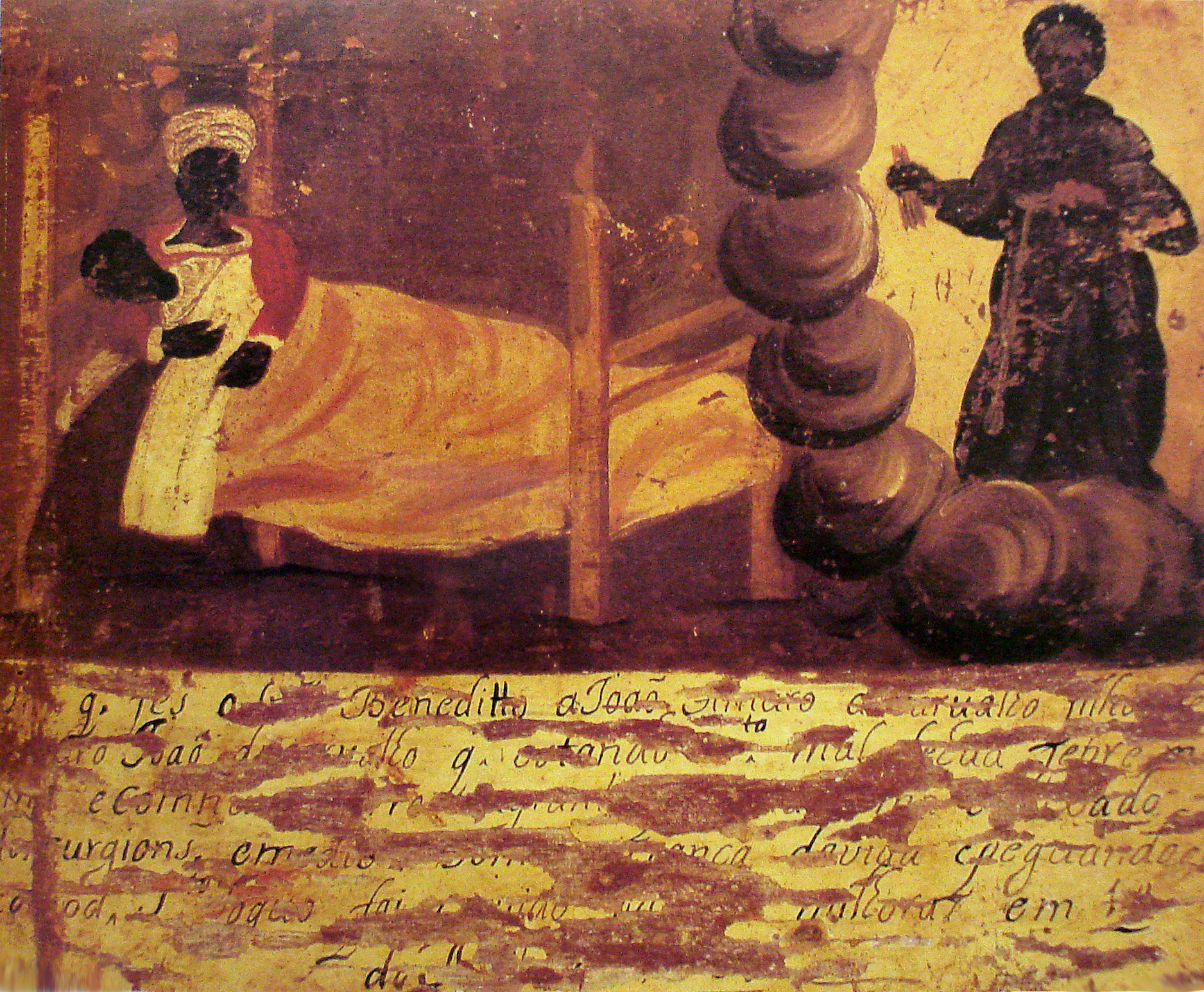
Ex-voto de invocación a Son Benedito, Museo de la Inconfidência

## Transición para el Neoclasicismo
A partir de mediados del siglo XVIII se observa un cambio gradual en el espíritu colonial por el impacto de ideales iluministas y clasicistas traídas de Europa, reflejando el declive de la influencia de la Iglesia sobre la sociedad europea en aquella época y reaccionando contra los excesos dramáticos del Barroco y el decorativismo cortesano y caprichoso del Rococó. Pero, según Anna de Carvalho, en el arte estos cambios ocurrieron más en nivel teórico que práctico, pues los valores del mundo portugués aún no habían si desenganchado totalmente de su participación en las manifestaciones monárquicas y religiosas, resultando en una paradoja la transmisión de aquellos conceptos de modernidad, cae en la vertiente rococó, en la neo-clásica, aún más que el barroco aún subsistía como un plano de fondo de aquella sociedad. Tampoco había en la metrópoli, y mucho menos en la colonia, un sistema de enseñanza artística estandarizado e institucionalizado bajo la forma de las Academias, que ya existían desde el siglo XVII en otros países, capaces de incorporar, sistematizar y transmitir las novedades racionalistas y científicas del Iluminismo y del Neoclasicismo para el campo de los artes portuguesas. Intentos de estandarizar, como la creación de cursos de arte de Real Casa Pia y de la Academia del Desnudo, fueron apenas recibidas por la población, debido a los prejuicios aún instalados.
De cualquier forma, los cambios eran inevitables, y surgieron primero en Río de Janeiro, que desde 1763 ha sido transformada en capital de la colonia y era el principal desagüe de la producción de los mineríos (de  Minas Gerais), lo que propició la formación de una clase burguesa abastada que competía con la nobleza y el clero en la encomienda de obras de arte. Como consecuencia, la pintura brasileña comenzó a experimentar una mayor laicización, proliferando los géneros de retrato civil, paisaje, escena urbana, alegoría profana y naturaleza-muerta. Además de eso, diversos artistas del fin del Barroco tuvieron la oportunidad de estudiar en Europa, sintonizándose con las tendencias más progresistas, que se hicieron visibles en una producción híbrida, con rasgos tanto referenciales barrocas y rococós como neo-clásicos.

Es importante destacar que en el restante del país aún se practicará pintura de fuerte herencia barroca por un periodo significativo. Como ejemplo basta la mención a Manuel de Ataíde, líder de la escuela minera, que fallece en 1830, a José Teófilo de Jesús, una de las mayores figuras en Bahía, que desaparece de la escena solamente en 1847, y José Rodrigues Nunes, muerto en 1881, dejando el primero una obra perfectamente rococó; el segundo, trabajos en que se percibe una actualización estilística un poco ligera, con elementos pre-clásicos, y el tercero, una obra aún en todo barroca. Además de estos muchos otros, principalmente los artistas de estratos más populares, mantuvieron viva la antigua tradición hasta cerca del final del siglo XIX. Tales ejemplos apuntan para la complejidad de la evolución del arte de la pintura en Brasil y a la multiplicidad de fuerzas en movimiento, hablando por una trayectoria bien poco lineal. Entre los maestros más conocidos de la transición se puede citar, en Bahía, José Maria Cândido Ribeiro y Antônio Joaquim Franco Velasco, que por su parte fue profesor de José Rodrigues Nunes y Bento José Rufino Capinam. En el Río, Leandro Joaquim, que dejó obras religiosas, algunos retratos y paisajes, siendo bien conocidos seis paneles con escenas de Río de Janeiro, que están entre las más antiguas en su género; José Leandro de Carvalho tal vez el retratista más solicitado de Río de Janeiro en el inicio del siglo XIX, produciendo también para la corte de Don João VI; João Francisco Muzzi, que innovó con el género del retrato colectivo, Manuel Días de Oliveira, alumno en Roma del celebrado italiano Pompeo Batoni, y Francisco Pedro do Amaral, la última gran figura de la Escuela Fluminense, uno de los primeros alumnos de Debret y jefe de decoraciones de la Casa Imperial, trabajó en el Palacio de la Quinta de la Buena Vista y en el Palacio Imperial, pero sus mejores obras están en el palacete que perteneció a la Marquesa de Santos, hoy el Museo del Primer Reinado

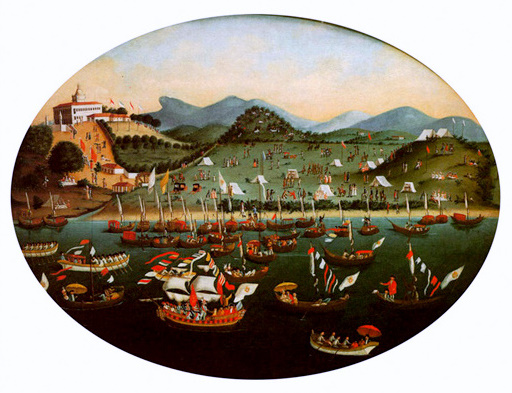
Leandro Joaquim: Procesión Marítima, fin del siglo XVIII, Museo Nacional de Bellas Artes.
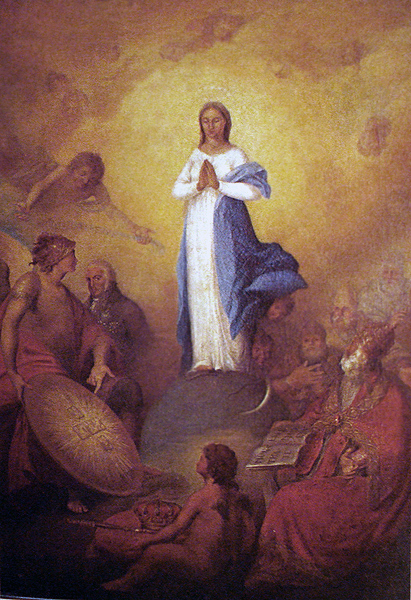
Manuel Días de Olivo: Alegoría de Nuestra Señora de la Conceição, 1813, Museo Nacional de Bellas Artes.
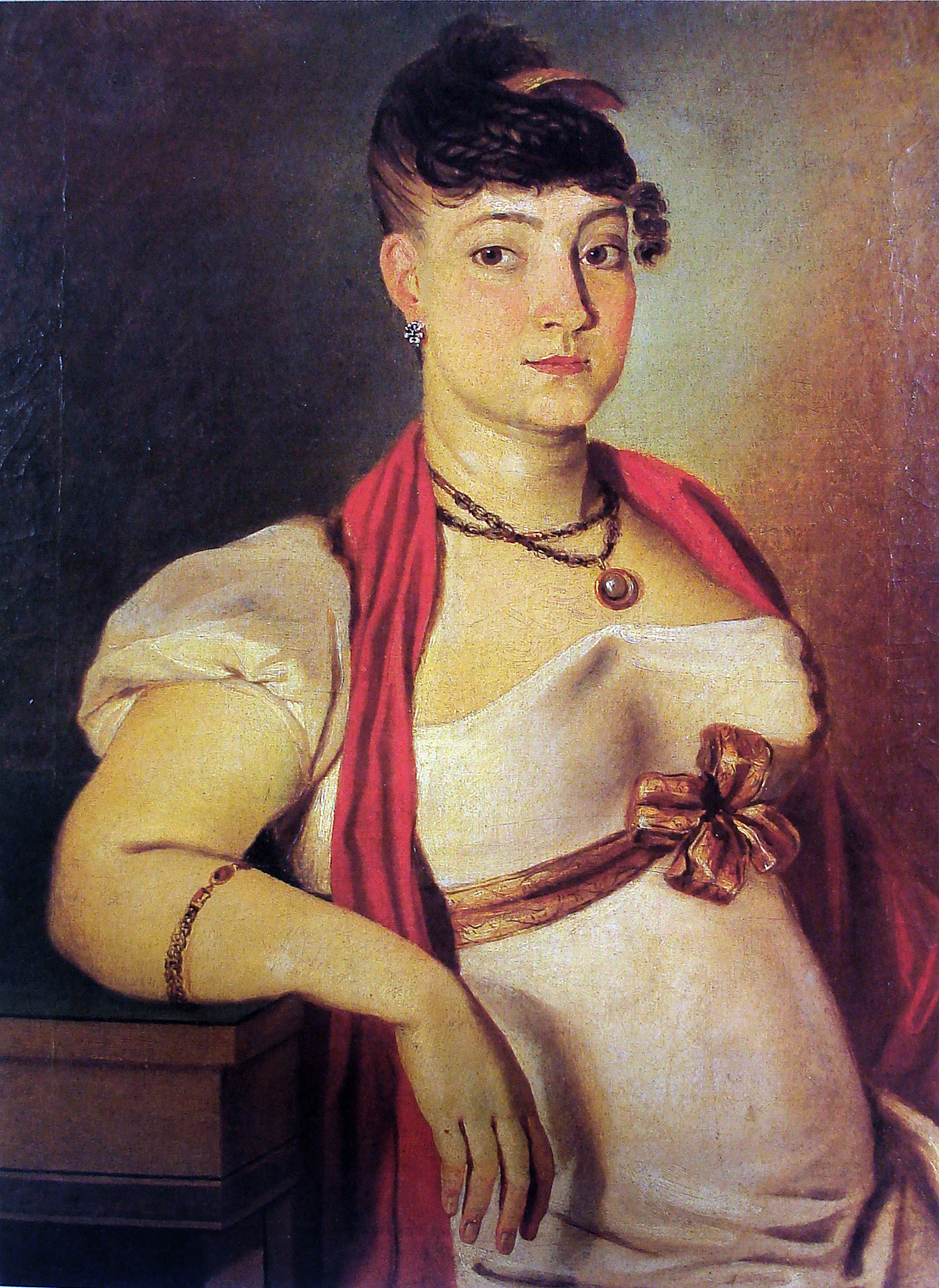
Antônio Velasco: Retrato de señora, 1817, Museo Castro Maya.
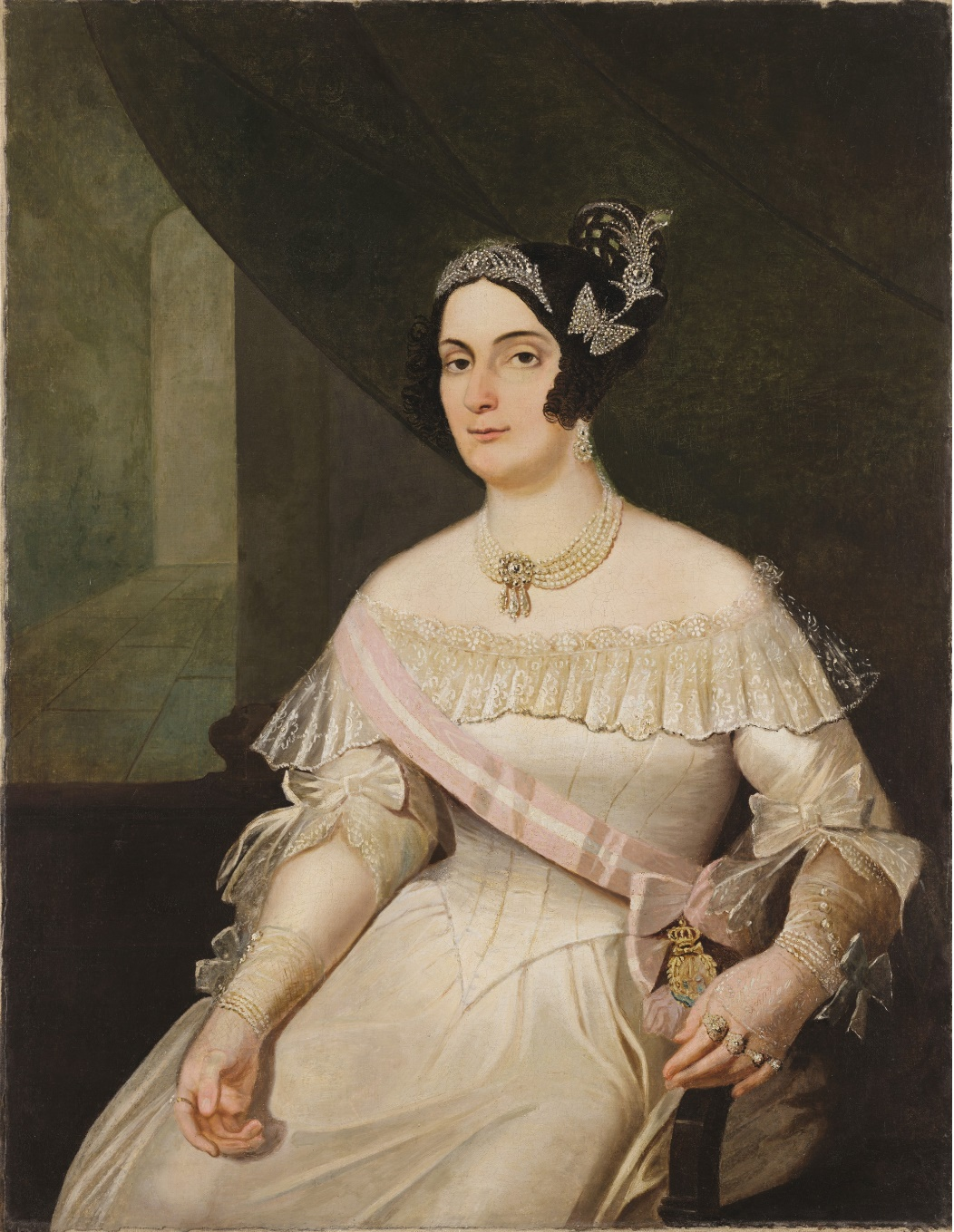
Francisco Pedro de Amaral:Retrato de la Marquesa de Santos, Museo Histórico Nacional.

## Academismo

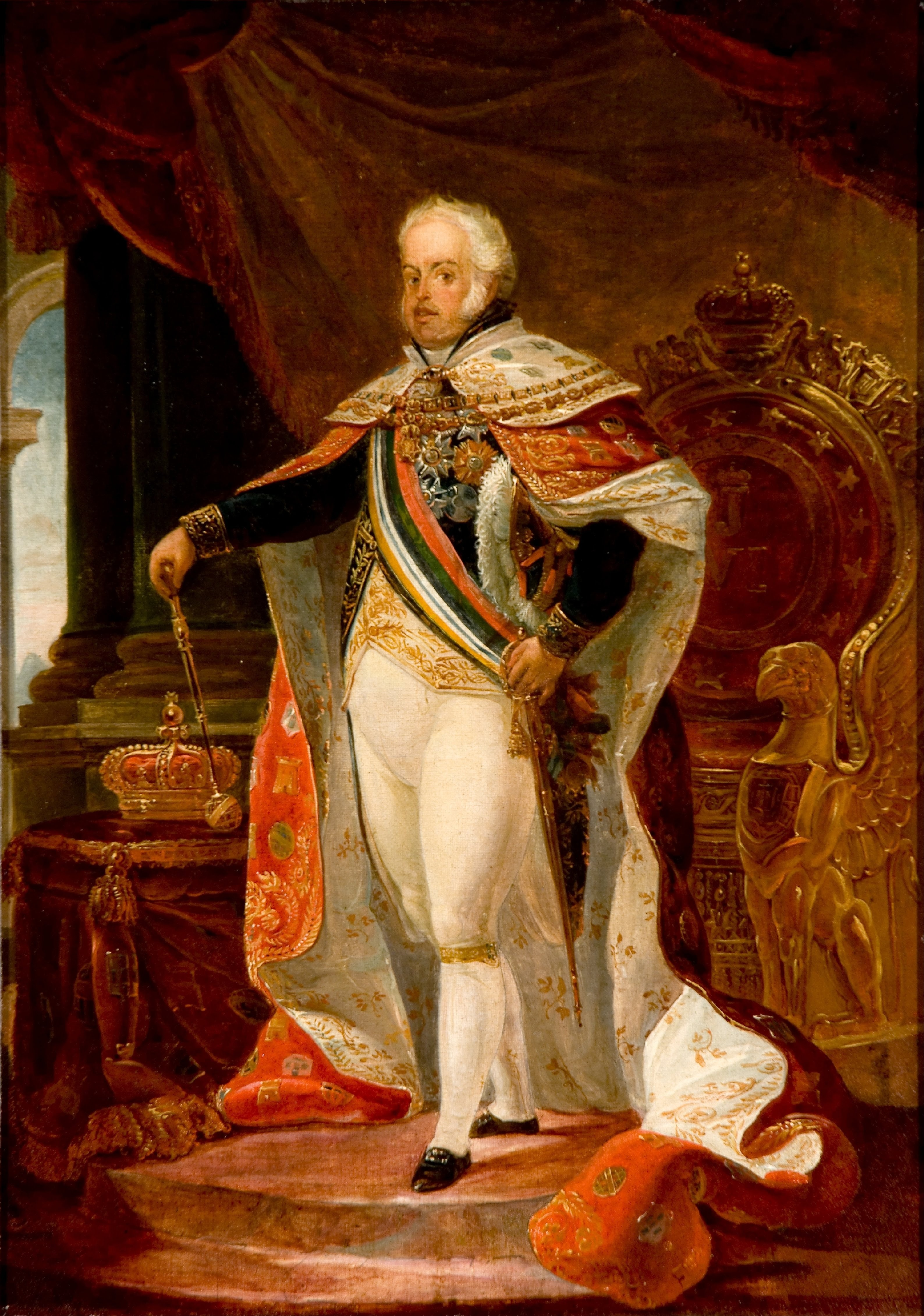
Jean-Baptiste Debret: Don João VI en trajes de su aclamação. Museo Nacional de Bellas Artes.

Con la transferencia de la corte portuguesa para Río de Janeiro, en 1808, comenzó un nuevo ciclo cultural en Brasil. De entre las varias providencias tomadas por Don João VI para mejorar la vida en la colonia constan la fundación de escuelas, museos y bibliotecas, pero tuvo impacto aún mayor sobre los artes nacionales el primer proyecto de institucionalización, estandarización y estabilización de la enseñanza de arte con la creación de la Escuela Real de Ciencias, Artes y Ofícios en 1816. Las verdaderas causas del lanzamiento de este proyecto son un tanto obscuras, pero parece que la iniciativa partió de entrada de un grupo de artistas franceses liderados por Joachim Lebreton, que propuso al rey en un memorando la fundación de un establecimiento de enseñanza superior de arte. El grupo vino a ser conocido como la Misión Artística Francesa, y entre varios artistas contaba con los pintores Jean-Baptiste Debret y Nicolas Antoine Taunay, responsables por la divulgación consistente del estilo Neoclásico en tierras brasileñas.
Lebreton propuso instaurar una nueva metodología de enseñanza con disciplinas sistematizadas y graduadas. La enseñanza se daría en tres fases:
- Dibujo general y copia de plantillas de los maestros
- Dibujo de retablos y naturaleza
- Pintura con plantilla viva

Paralelamente Lebreton estructuró la enseñanza de escultura, grabado y arquitectura y sugirió aunque se introdujera la enseñanza de la música, así como sistematizó el proceso y criterios de evaluación y aprobación de los alumnos, crono-grama de clases, indicó formas de aprovechamiento público de los formados y proyectaba la ampliación de colecciones oficiales con sus obras, seleccionó los recursos humanos y materiales para el buen funcionamiento de la Escuela, y previó la necesidad de la formación de artífices auxiliares competentes a través de la propuesta de creación paralela de una Escuela de Dibujo para los Artes y Oficios, cuya enseñanza sería gratuita pero igualmente sistemática. La orientación didáctica establecida por Lebreton balizou el funcionamiento de la Academia, con algunas modificaciones, hasta el fin del Segundo Reinado.

La escuela fue creada en el papel, pero tardo en establecerse, enfrentando muchas oposiciones, intrigas y hostilidades declaradas por parte de artistas ya establecidos. Lebreton murió en 1819, y hasta entonces las clases fueron dadas más o menos informalmente. La posesión de Henrique José da Silva, crítico implacable de los franceses, como director de la Escuela en 1820 agravó el ostracismo sufrido por los extranjeros. Nicolas Antoine Taunay, desistió y abandonó el país en 1821, pero dejó su hijo Félix-Émile, que también vendría a ser pintor designado y director de la institución. Debret formó algunos discípulos y permaneció en Brasil por diez años, periodo en que realizó extensa e inestimable documentación visual de la naturaleza, de los indios y esclavos y de la vida urbana del Río y de otras regiones brasileñas en una serie de acuarelas y dibujos, después reproducidos en la justamente célebre obra Viaje pitoresca e histórica a Brasil, publicada por él en Francia. La Misión tuvo resultados poco visibles de inmediato, y siendo un injerto cultural en un ambiente poco receptivo, sufrió severas críticas desde el origen. Su mayor contribución al sistema de arte brasileño fue la introducción de un sistema educacional de nivel superior, basado en plantillas institucionales europeas de tradición antigua y eficiencia comprobada, y con un objetivo claramente progresista, pero la implantación de esta plantilla llevaría décadas para consolidarse en el Río y más aún en el resto del país.

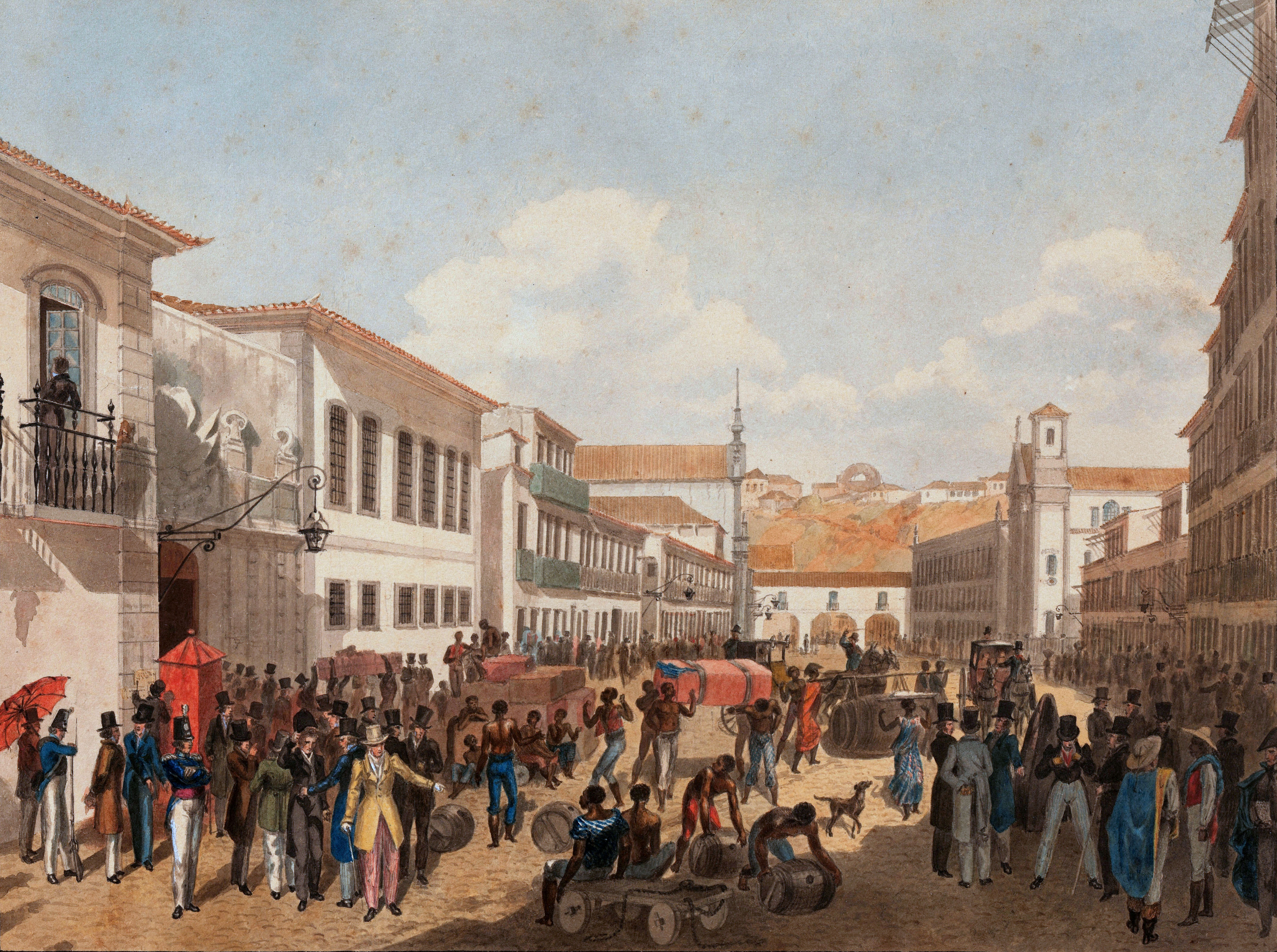
Félix Taunay: Calle Derecha, 1823, Pinacoteca del Estado de São Paulo.
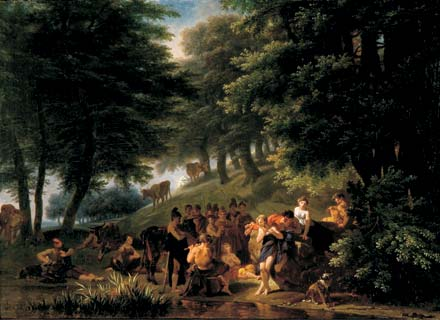
Nicolas Antoine Taunay: Apolo visitando Admeto, Museo Nacional de Bellas Artes.
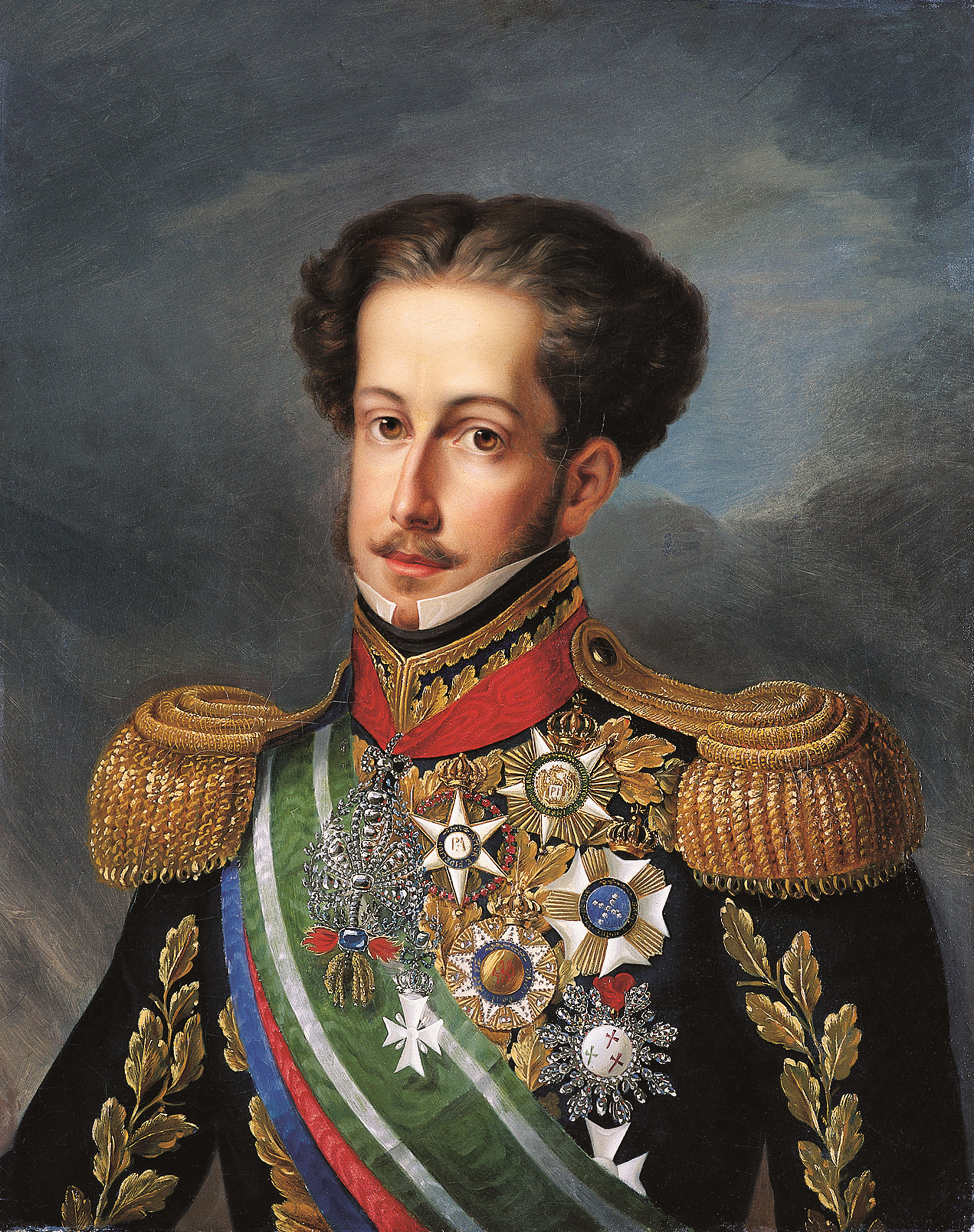
Simplício de Sá: Don Pedro I, ca. 1830. Museo Imperial.
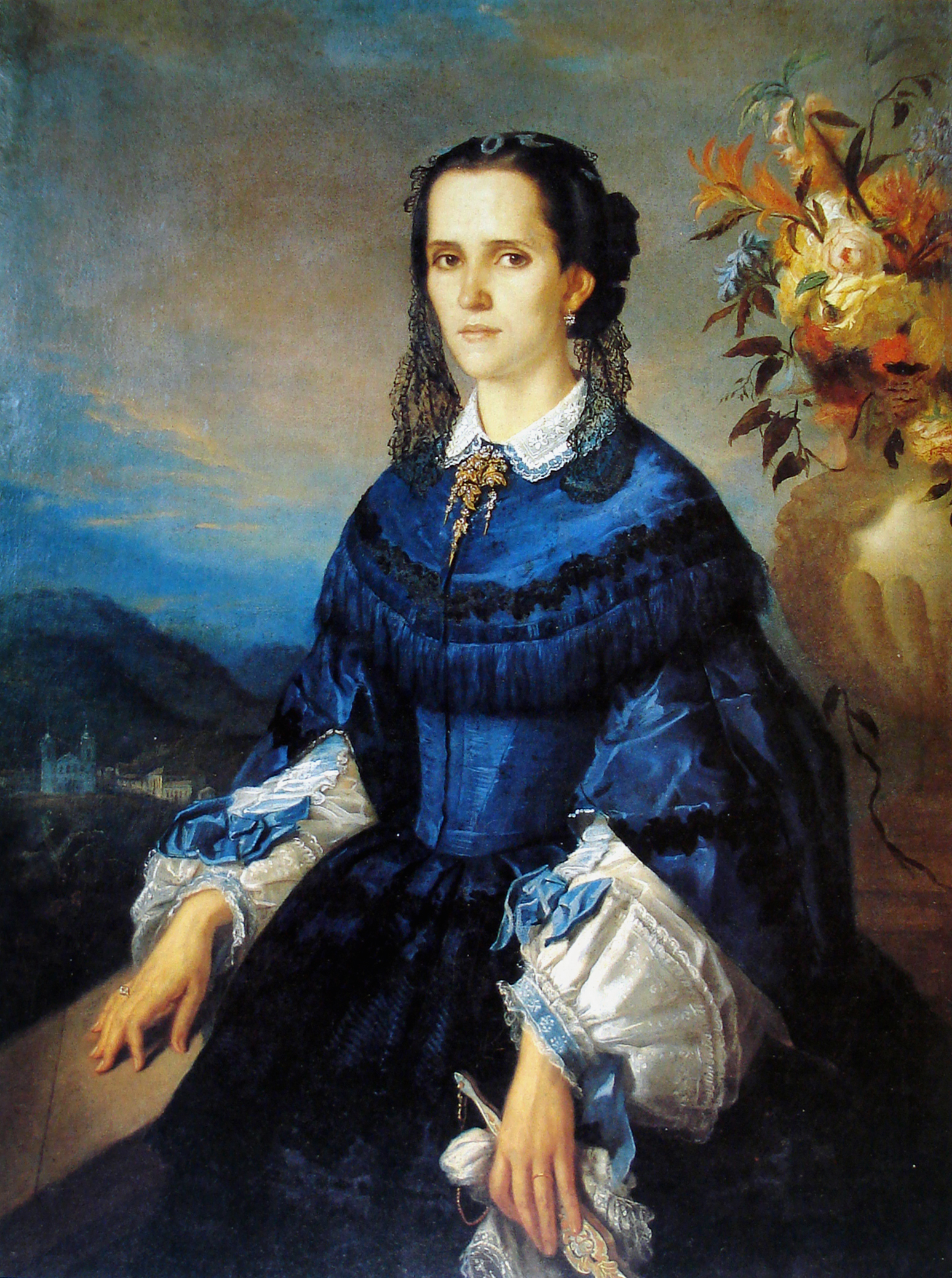
Augusto Müller: Retrato de la Baronesa de Vassouras, Museo Imperial.

Después de muchos impases y funcionamiento precario, la Escuela, es designada como Academia Imperial de Bellas Artes, inició sus actividades regulares solamente el 5 de noviembre de 1826, por fuerza de la intervención del Conde de Valença y del Visconde de Sao Leopoldo. Su primera exposición pública de obras de arte, la primera en el género ocurrida en todo lo Brasil, fue abierta el 2 de diciembre de 1829, contando con más de 150 trabajos en varias técnicas, de alumnos y profesores. En la pintura expusieron Debret, con diez cuadros, entre los cuales La Sagração de D. Pedro I, El Desembarque de la Imperatriz Leopoldina y el Retrato de D. João VI; Félix-Émilie Taunay, con cuatro paisajes de Río de Janeiro; Simplício de Sá, con algunos retratos; José de Cristo Moreira, con figuras historias, marinas y paisajes; Francisco de Sousa Lobo, con retratos y figuras históricas; José de los Reyes Carvalho, con marinas, cuadros decorativos, flores y frutas; José de Silva Arruda, con varios estudios, y Afonso Falcoz, con estudios de cabeza, retratos, esbozos y dibujos.
Después de la muerte de Henrique José da Silva en 1834 la dirección de la escuela pasó a Félix-Émile Taunay, que retomó la orientación primitiva francesa desvirtuada por su antecesor e implementó diversas mejorías. En la misma época Simplício Rodrigues de Sá asumió la cátedra de Dibujo y después la de Pintura Histórica. Enseguida Debret volvió para a Europa, y se inició un otro periodo improdutivo y conflituoso, haciendo con que una tercera exposición solo aconteciera en 1840. Este año un impulso nuevo vino a través de la institución de los premios y condecorações, y de las exposiciones regulares, y en 1845 fueron instituidos los premios de viaje al exterior para perfeccionamiento.
Pero ya en la exposición de 1849 Manoel de Araújo Porto-alegre tejió fuertes críticas a los resultados presentados, acusando de poca preparación a los artistas. Él tendría oportunidad de introducir mejorías en la enseñanza al asumir la dirección de la Academia entre 1854 y 1857, ampliando el edificio e introduciendo nuevas cátedras, además de crear la pinacoteca de la Academia, que fue siendo enriquecida con la producción de maestros y alumnos destacados, como Agostinho José da Motta, que obtuvo el Premio de Viaje a Europa, de donde volvió para dar clases en la escuela que lo había formado, siendo excelente pintor de paisajes y naturalezas-muertas; José Correa de Lima, buen retratista y futuro profesor de Vítor Meirelles, y Augusto Müller, paisajista y retratista de talento superior y digno seguidor de la escuela francesa, posteriormente titular de Pintura de Paisaje.

### Apogeo de la Academia

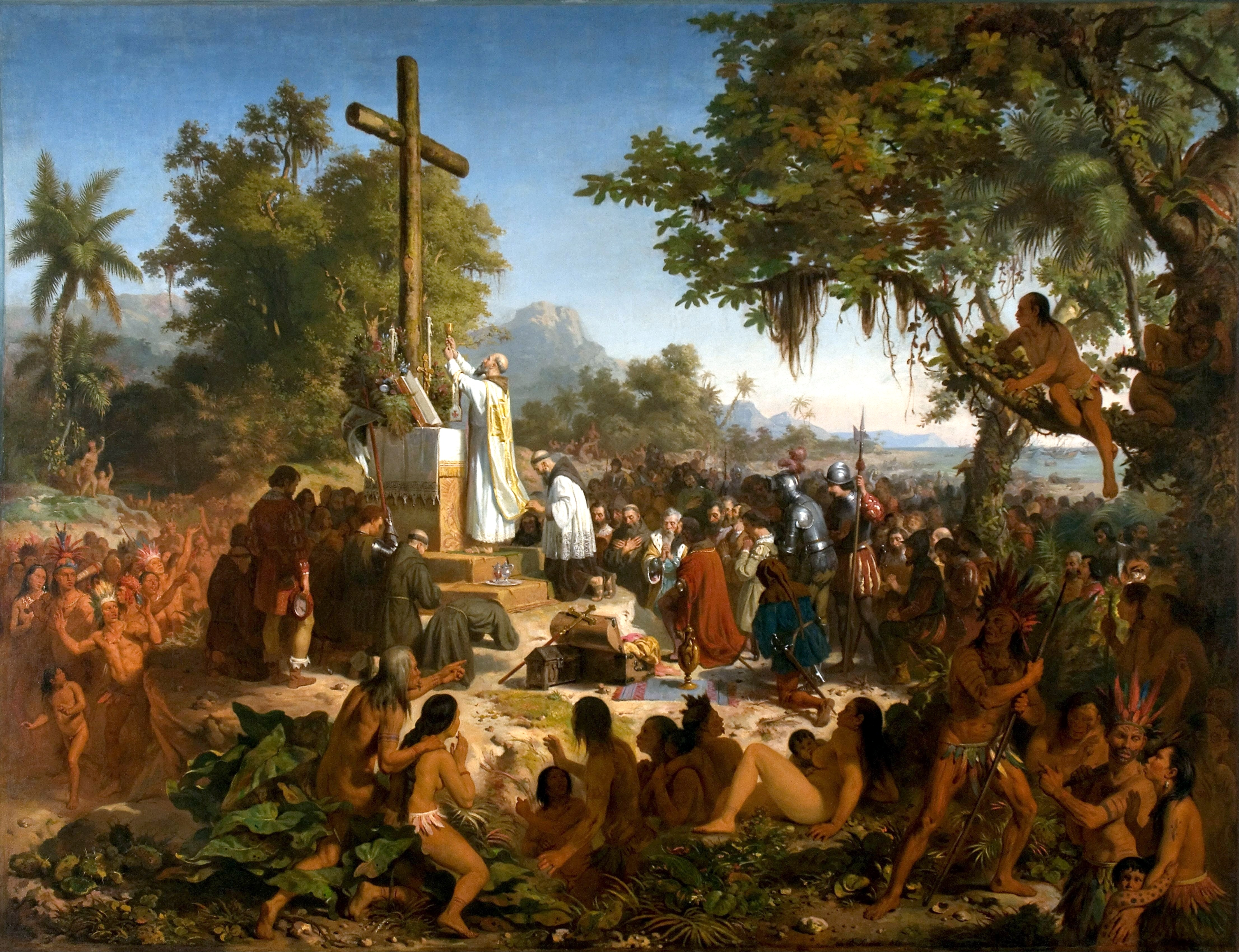
Víctor Meirelles: La primera Misa en Brasil, creando los iconos de una brasilidade nascente. 1861, Museo Nacional de Bellas Artes.

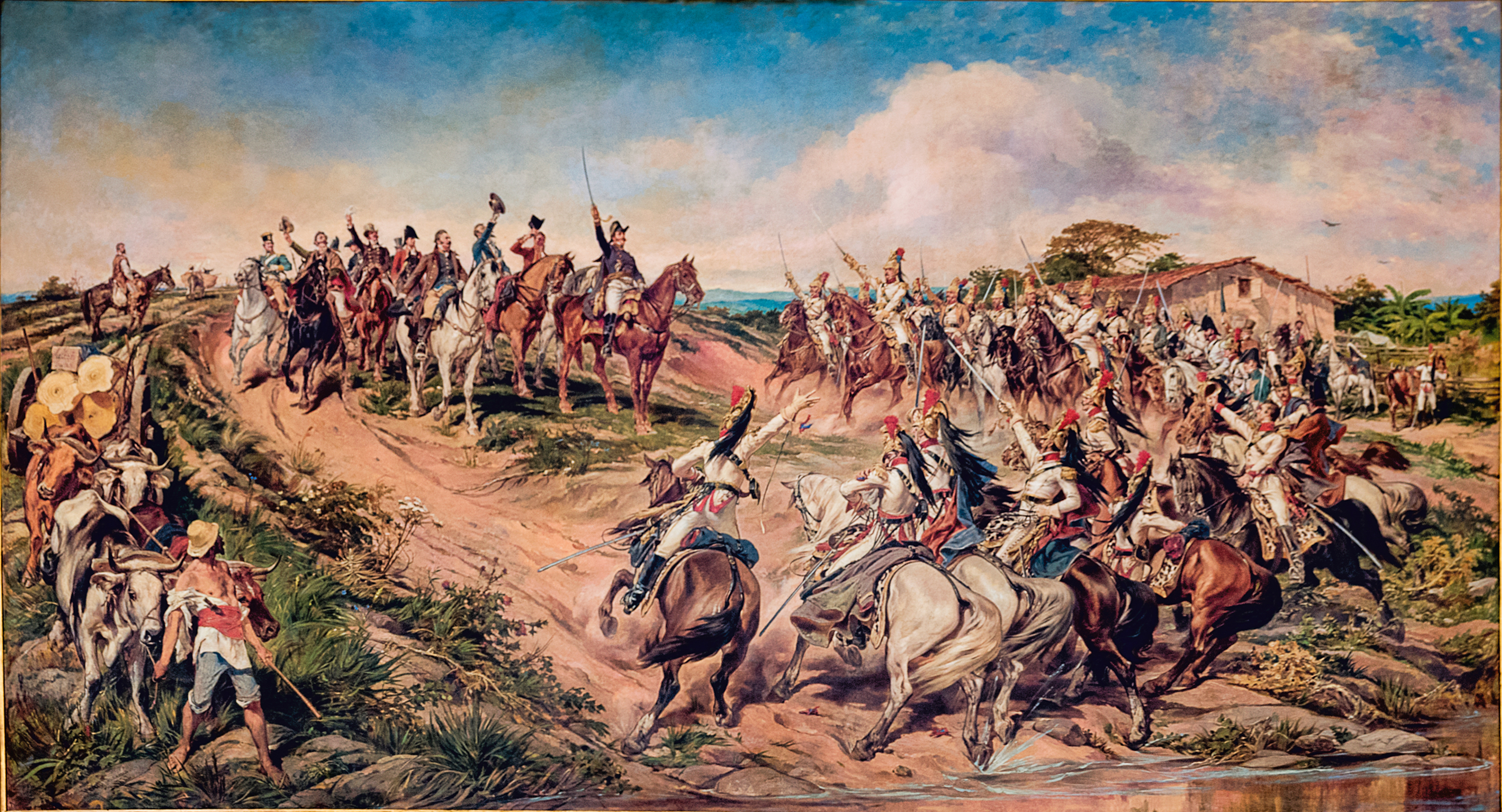
Pedro Américo: Independencia o Muerte!, también conocido como El Grito del Ipiranga, 1888, Museo Paulista.

La estabilidad del Segundo Reinado y el mecenazgo personal del emperador Don Pedro II crearon condiciones para más un ciclo de gran desarrollo en las artes. Pero, sistemáticamente, esta estabilidad política de cierta forma dejó el ambiente nacional un tanto ajeno a las vanguardias del momento, y a algunos problemas sociales que existían. Los bolsistas en Europa poco contacto tuvieron con figuras renovadoras, prefiriendo mantenerse en una línea segura y aceptable a la sociedad que los sostenía. La producción céntrica de esta fase puede ser descrita como romántica, con un imaginario y tratamiento de índole heroica, dramática y ufanista, y se alineó en un proyecto nacionalista sin precedentes en la historia cultural de Brasil, resultando en una serie de obras-primas donde brillan algunas de las más notorias imágenes del arte brasileño de todos los tiempos.
A la vez, durante este periodo, no teniendo el Brasil una historia oficial antigua y noble como la europea, la temática indígena adquiere relieve como símbolo de una brasilidad arquetípica, auténtica y pura. Aunque tales personajes hayan sido muy glamurizados, su pasaje para un plano destacado en el gran arte académico fue un dato importante en el rescate de las raíces nacionales. El negro, sin embargo, con raríssimas excepciones, solo va a dejar de figurar como elemento anónimo y mera parte del paisaje para asumir el primero plano cuando el movimiento abolicionista ya estaba ganando una fuerza imparable, para después durante la República hacerse más común y aceptado. La obra de las figuras mayores de esta generación demuestra bien los intereses de la orden vigente. Pedro Américo, uno de los mayores pintores brasileños del siglo XIX, privilegió escenas históricas con temas nacionales, en un estilo grandioso que tanto glorificaba las hazañas del pueblo y de sus protagonistas cómo la augusta benevolencia y firmeza de la Corona. Sus obras más importantes, El grito del Ipiranga y La batalla del Avaí son piezas capitales del academicismo nacional, y son panegíricos del nacionalismo y de la orden establecida, sin que eso les quite vigorosas calidades estéticas. También pintó incontables escenas religiosas y alegóricas, y muchos retratos.

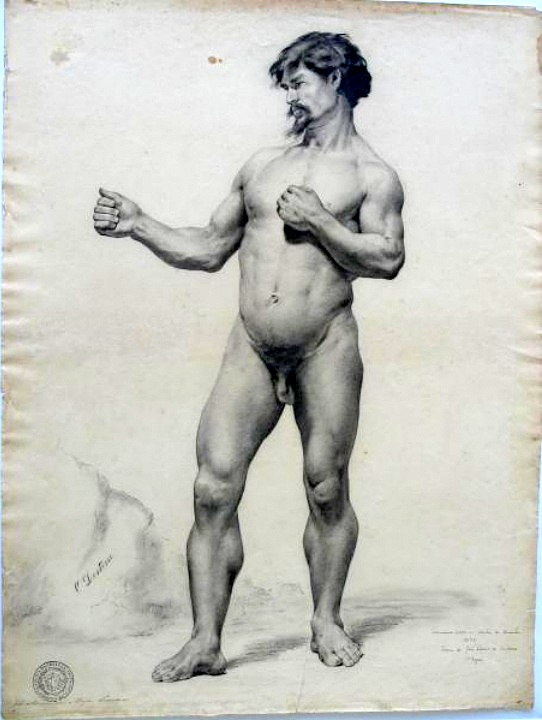
José de Medeiros: Estudio de desnudo, 1878, Museo Don João VI. El dibujo era considerado la base de toda la pintura académica.

Otro maestro de esta fase es Vítor Meirelles, que también pertenencia a la misma estirpe de grandes creadores, serviles a sus mecenas, pero poseedores de un talento que transciende la política y la ideología heroica, antes de ellas hacen uso para expresar la fuerza de su propio genio. También fue autor de cuadros que permanecen vivos hasta hoy en el imaginario nacional: La primera Misa en Brasil, de característica tranquila y composición impecable, Moema, pieza clave del nacionalismo indigenista, típicamente romantizado, la Batalla naval del Riachuelo, la Batalla de los Guararapes y el Pasaje de Humaitá, tres obras sobre momentos de la historia nacional tratados con gran aliento y maestría. Sus otras composiciones, sobre temas sacros o mitológicos, son menos impresionantes, más formales, pero siempre correctas.
Por esta altura la Academia ya se transforma en una institución sólida y respetada, y cumplía un papel determinante y selectivo en la orientación de las tendencias artísticas que deberían o no prosperar. La enseñanza daba frutos visibles y de calidad, influenciando otros centros, el acervo de la pinacoteca de la Academia era constantemente enriquecido, exposiciones independientes comenzaban a aparecer fuera de sus muros como prueba de la fertilización del suelo artístico nacional, y otros nombres importantes surgían en el escenario, como Rodolfo Amoedo y Henrique Bernardelli.

En São Paulo se destacaban Oscar Pereira da Silva y gabán Almeida Júnior, dueño de un estilo original, transitaba con la misma facilidad y genio de temas históricos para momentos burgueses y escenas de la vida del brasileño común, del país rústico, introduciendo notas de realismo inéditas en la producción académica anterior y que serían una fuerza renovadora en relación con la tendencia romántica. También fue importante la creación en 1873 del Liceu de Artes y Ofícios, que en 1905 pasaría a contar con una Pinacoteca, la actual Pinacoteca del Estado de São Paulo, uno de los mayores museos de arte del país. En Bahía una Academia de Bellas Artes en los mismos moldes de la carioca (de Río de Janeiro) fue fundada en 1877 y desarrollaba actividad regular y provechosa.

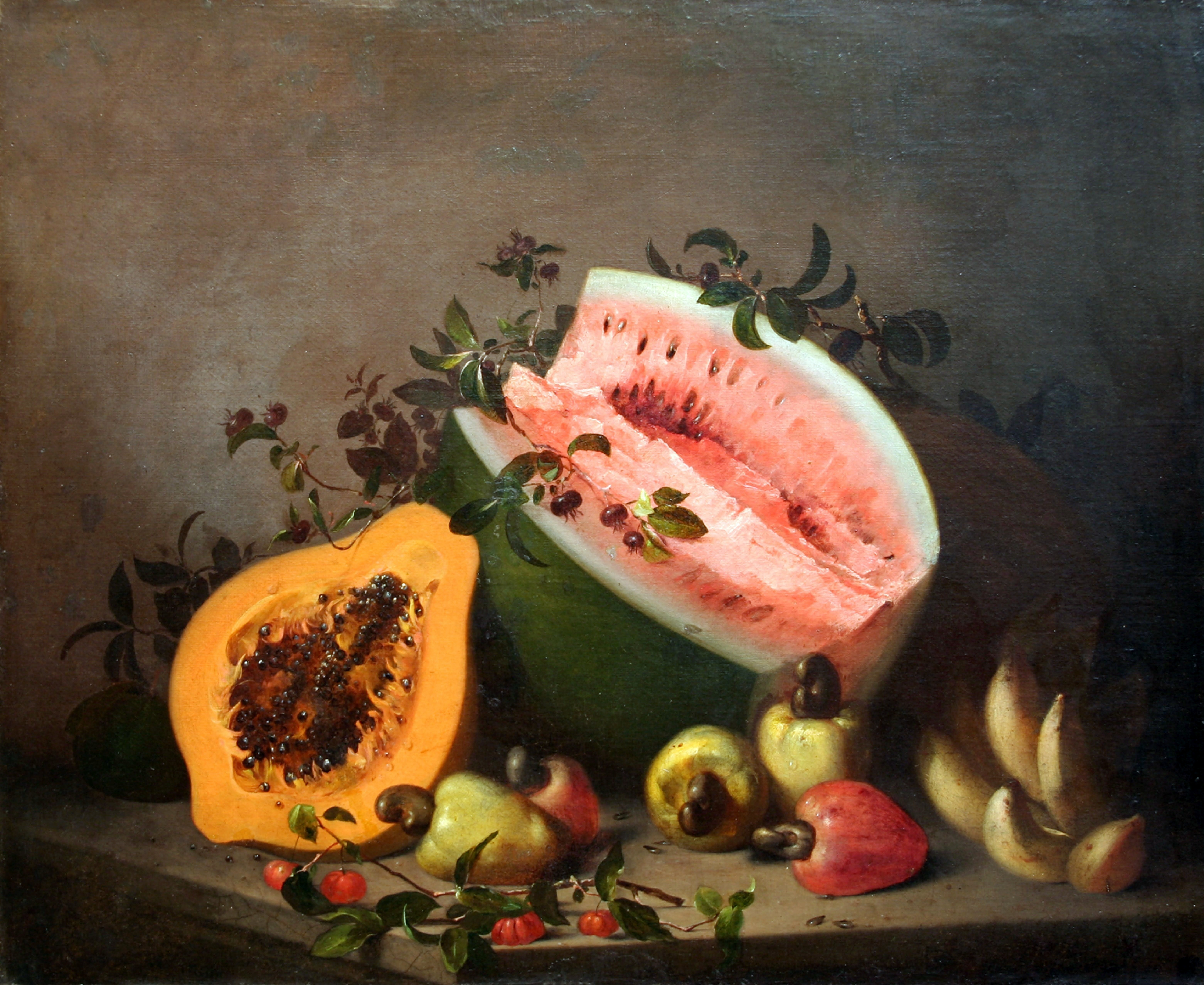
Agostinho José de la Moto: Mamão y melancia, 1860, Museo Nacional de Bellas Artes.
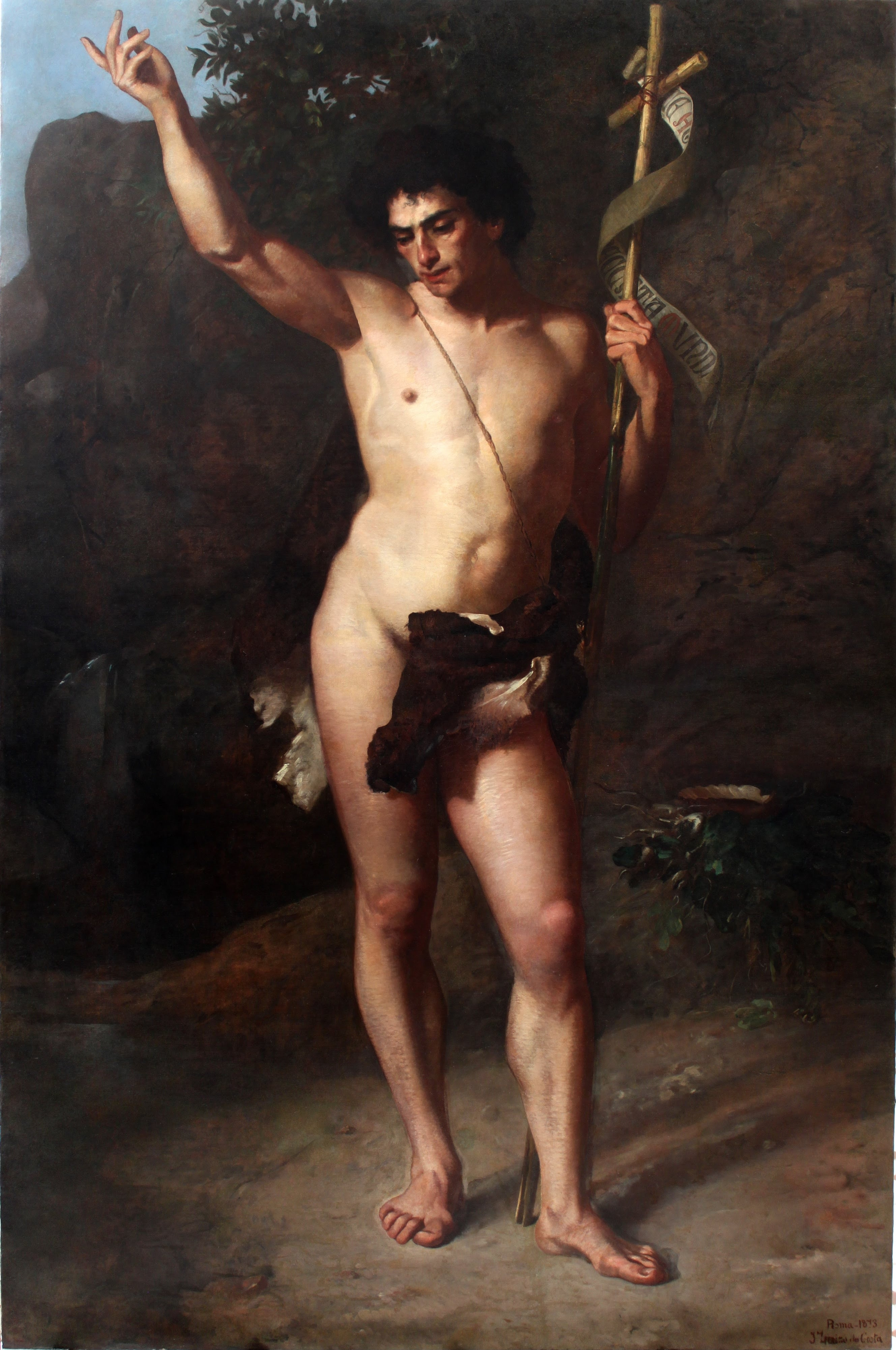
João Zeferino de la Costa: Son João Batista, 1873, Museo Nacional de Bellas Artes.
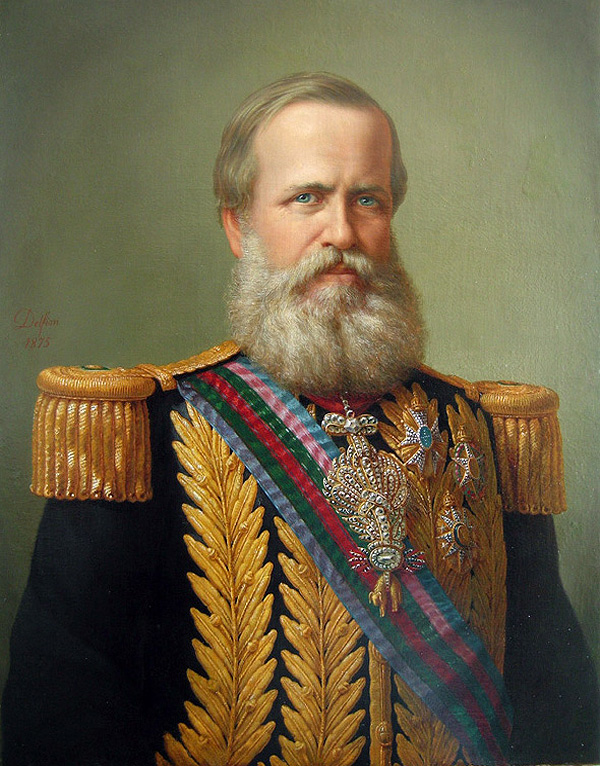
Delfim de la Cámara: D. Pedro II, 1875, Acervo Artístico del Ministerio de las Relaciones Exteriores - Palacio Itamaraty.
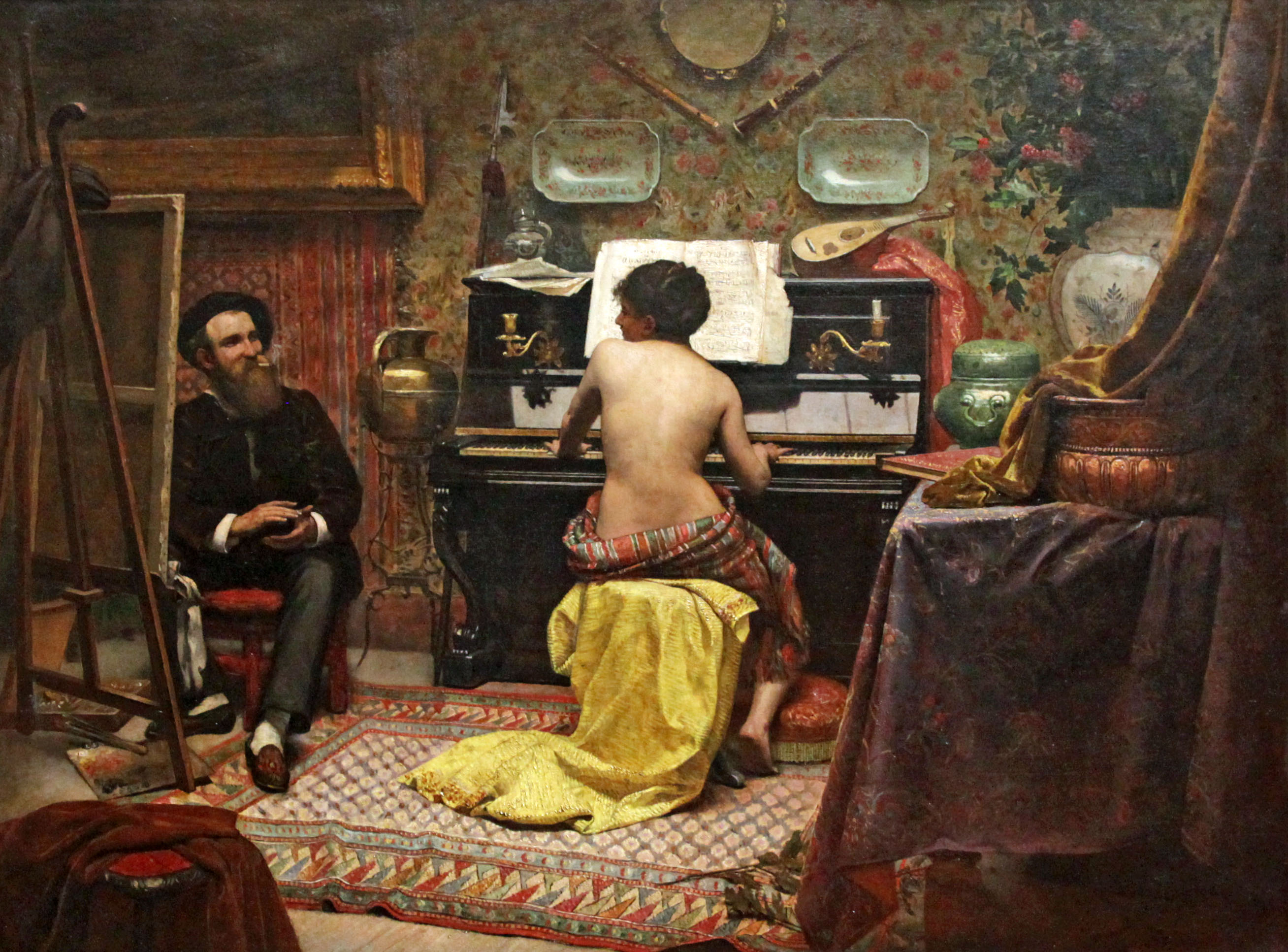
Almeida Júnior: Descanso de la plantilla, 1882, Museo Nacional de Bellas Artes.

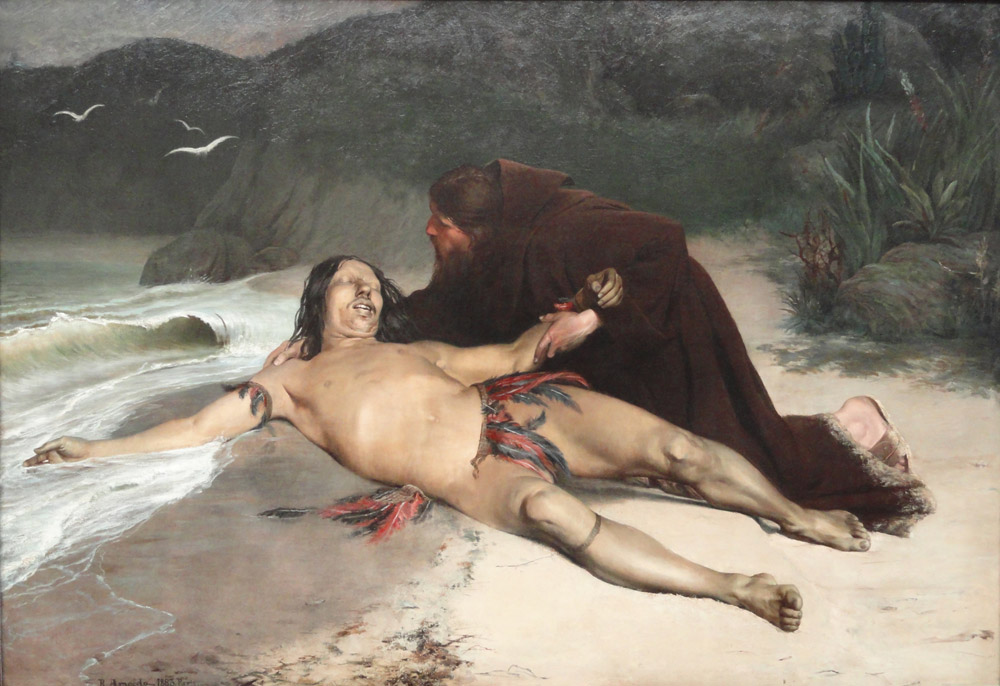
Rodolfo Amoedo: El Último Tamoio, 1883, Museo Nacional de Bellas Artes.
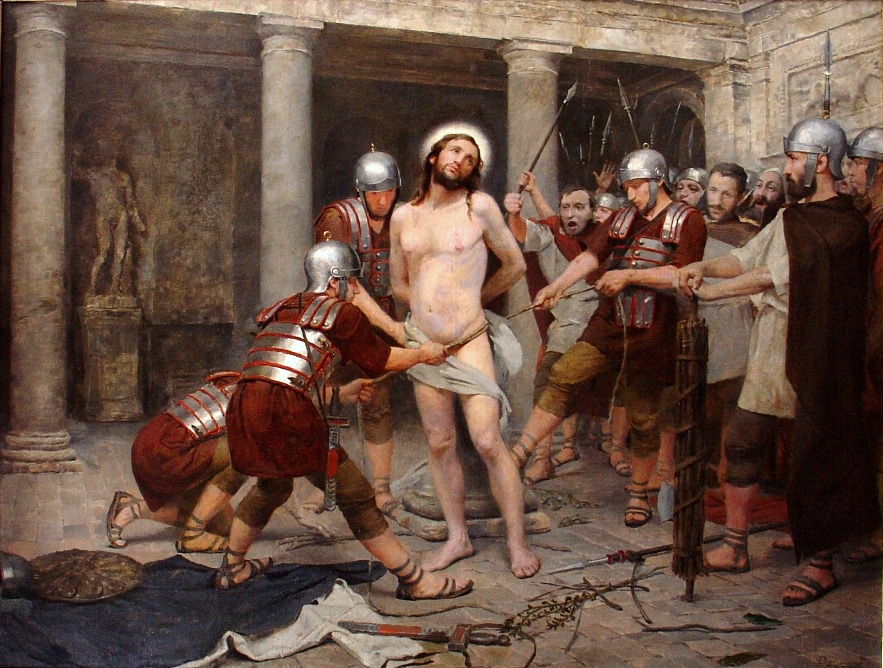
Belmiro de Almeida: La flagelação de Cristo, 1887, Museo de Arte Sacra de la Orden Tercera de Son Francisco de la Penitencia.
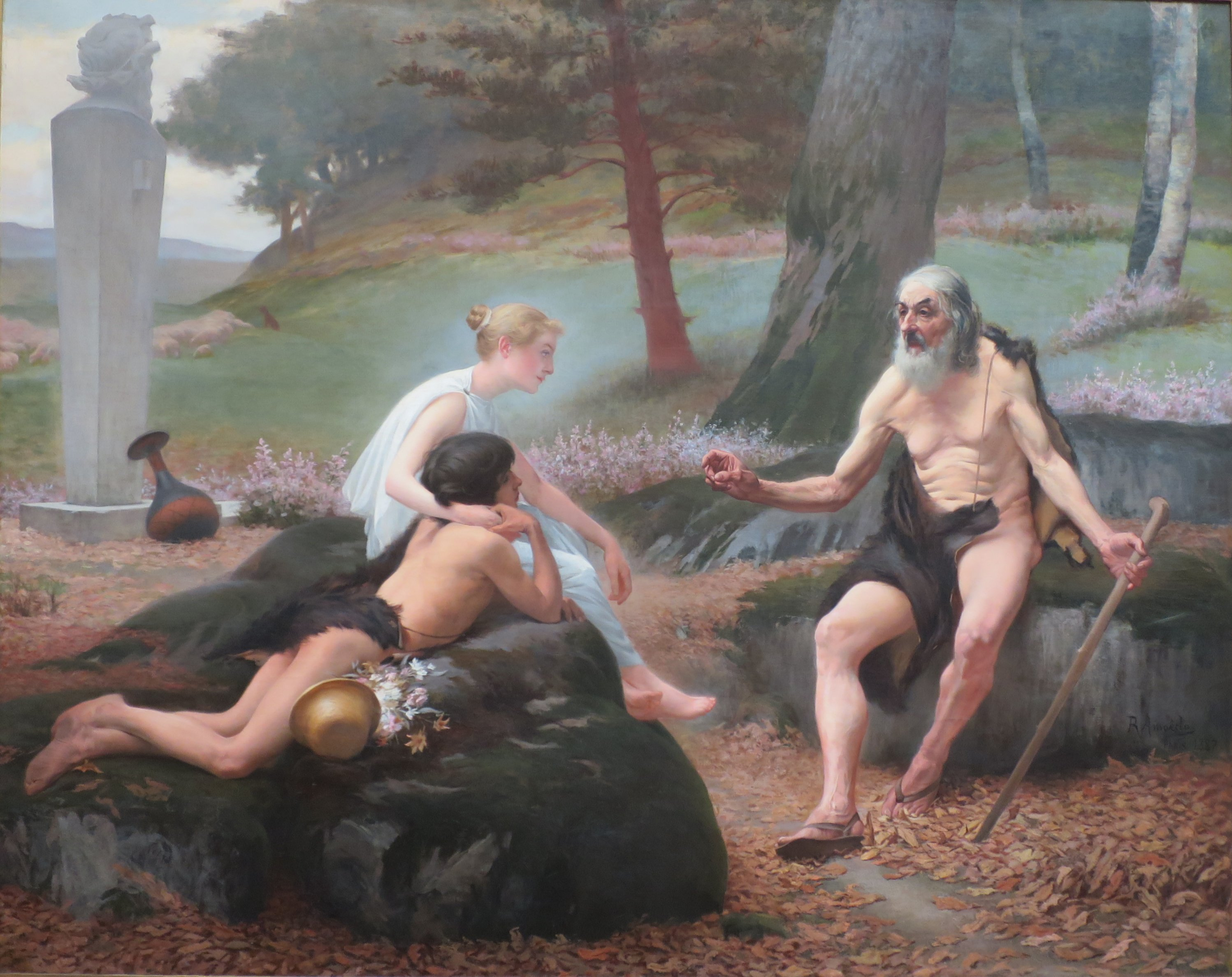
Rodolfo Amoedo: La narración de Filectas, 1887, Museo Nacional de Bellas Artes.
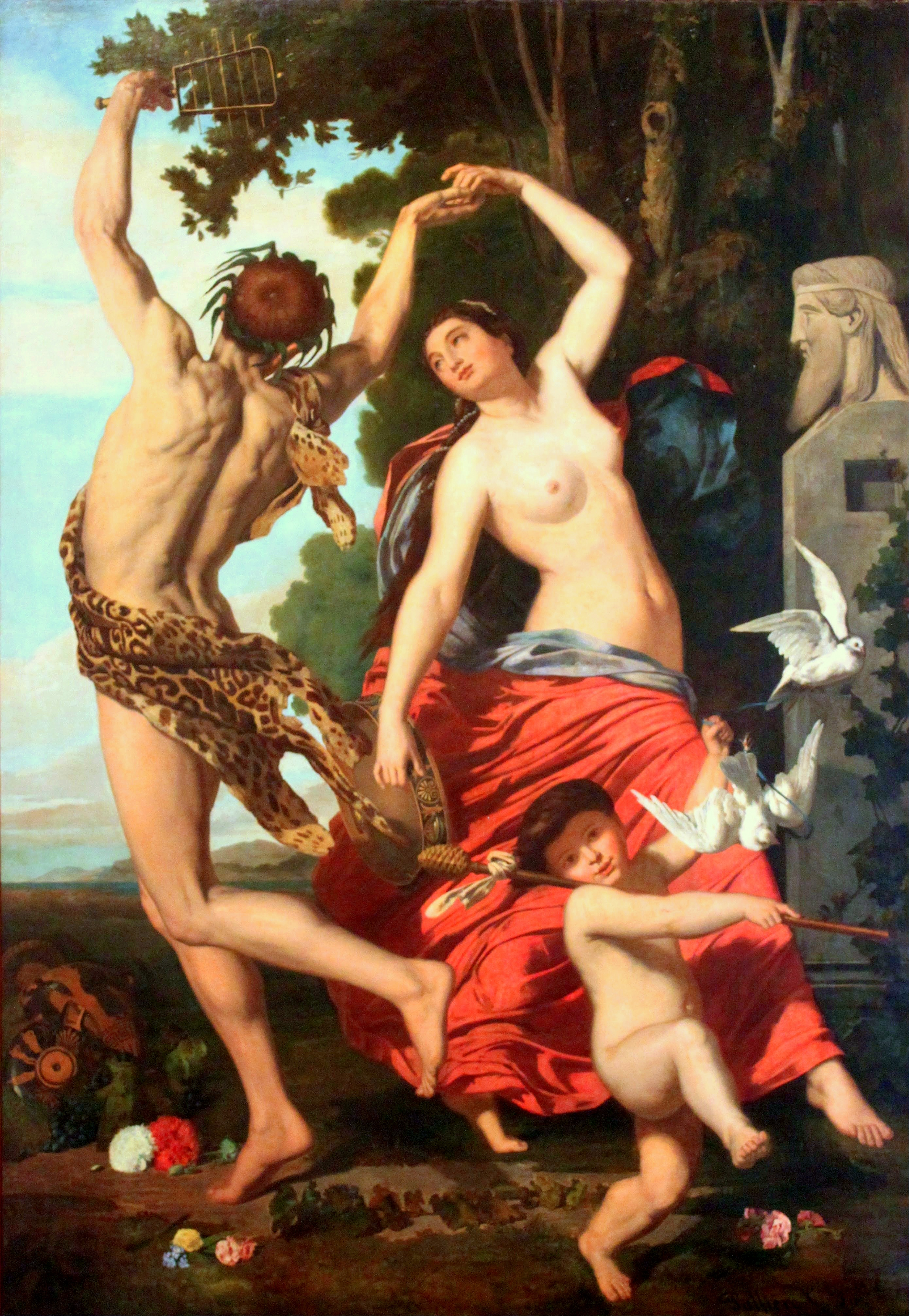
Léon Pallière: Fauno y Bacante, c. 1887, Museo Nacional de Bellas Artes.

### Otros extranjeros
El exuberante paisaje tropical de Brasil siempre causó admiración y atrajo a extranjeros. Durante el siglo XIX se establecerían aquí diversos artistas extranjeros, por intervalos largos o más cortos, principalmente en Río de Janeiro, y dejarían registros apreciables del paisaje y de las costumbres. Algunas figuras activas el siglo XIX son Richard Bate y Friedrich Hagedorn, acuarelistas, Augustus Earle, pintor de escenas animadas de género, Charles Landseer, retratista de tipos y costumbres, y Maria Graham, preceptora de la Princesa Maria da Gloria y autora de una serie de afinados paisajes de la capital del Imperio. Más importante fue Thomas Ender, acuarelista integrante de la comitiva de la Princesa Leopoldina y autor de preciosas escenas de costumbres y de trabajo. Pero estos fueron presencias aisladas, espectadores del escenario que poseían ya una formación previa al llegar, y no tuvieron mayor influencia en el desarrollo de la pintura nacional, aunque hayan dejado un legado atractivo y valioso de testimonios del ambiente natural y humano.

Georg Grimm: Vista del cavalão, 1884. Museo Nacional de Bellas Artes.

Bastante activo en el circuito oficial fue François-René Moreau, que entre 1840 y 1859 participó de muchas de las exposiciones de la Academia, viajó extensamente por Brasil y fue uno de los fundadores del Liceo de Artes y Ofícios, además de realizar una cantidad de retratos de personalidades ilustres de la época, inclusive la escena de la Sagração de Don Pedro II, por la cual recibió el hábito de la Orden de Cristo. Su hermano Louis-Auguste también expuso en la Academia y en 1841 obtuvo Medalla de Oro por la pantalla Rancho de Mineros, y recibió la Orden de la Rosa por Jesus Cristo y el Ángel. Otro premiado fue Raymond Monvoisin, que llegó a Río en edad ya avanzada pero cuya obra causó excelente impresión. Abraham-Louis Buvelot, con una obra paisajista muy sensible, fue elogiado por Puerto-alegre. También merecen atención Nicola Antonio Facchinetti, gran paisajista, Eduardo de Martino, marinista de primera línea, y ya cerca del final del siglo son notables los portugueses José Maria de Medeiros y Augusto Rodrigues Duarte, que en sus obras históricas de afinada ejecución traducen perfectamente el Romanticismo aún en vigor.

Por encima de todos Georg Grimm dejó su marca en el escenario nacional. En su aparición en 1882 en los salones de la Academia expuso nada menos que 105 paisajes de naturaleza, obteniendo inmenso éxito. El mismo año fue indicado como Interino de la cátedra de Paisajes, Flores y Animales, popularizando la práctica de la enseñanza al aire libre que había sido introducida posiblemente por Agostinho da Motta muchos años antes, valiéndose de las novedosas técnicas representadas por el surgimiento de las tintas en tubos y pantallas pre-preparadas. Su permanencia en la Institución duró solo dos años, inadaptado al formalismo reinante. Con su salida un grupo de discípulos lo acompañó, creándose una escuela que reveló algunos de los mejores paisajistas brasileños: Castagneto, Parreiras y García y Vásquez, y unos pocos más. Su influencia perduraría hasta cerca de la década del 20 del siglo venidero.

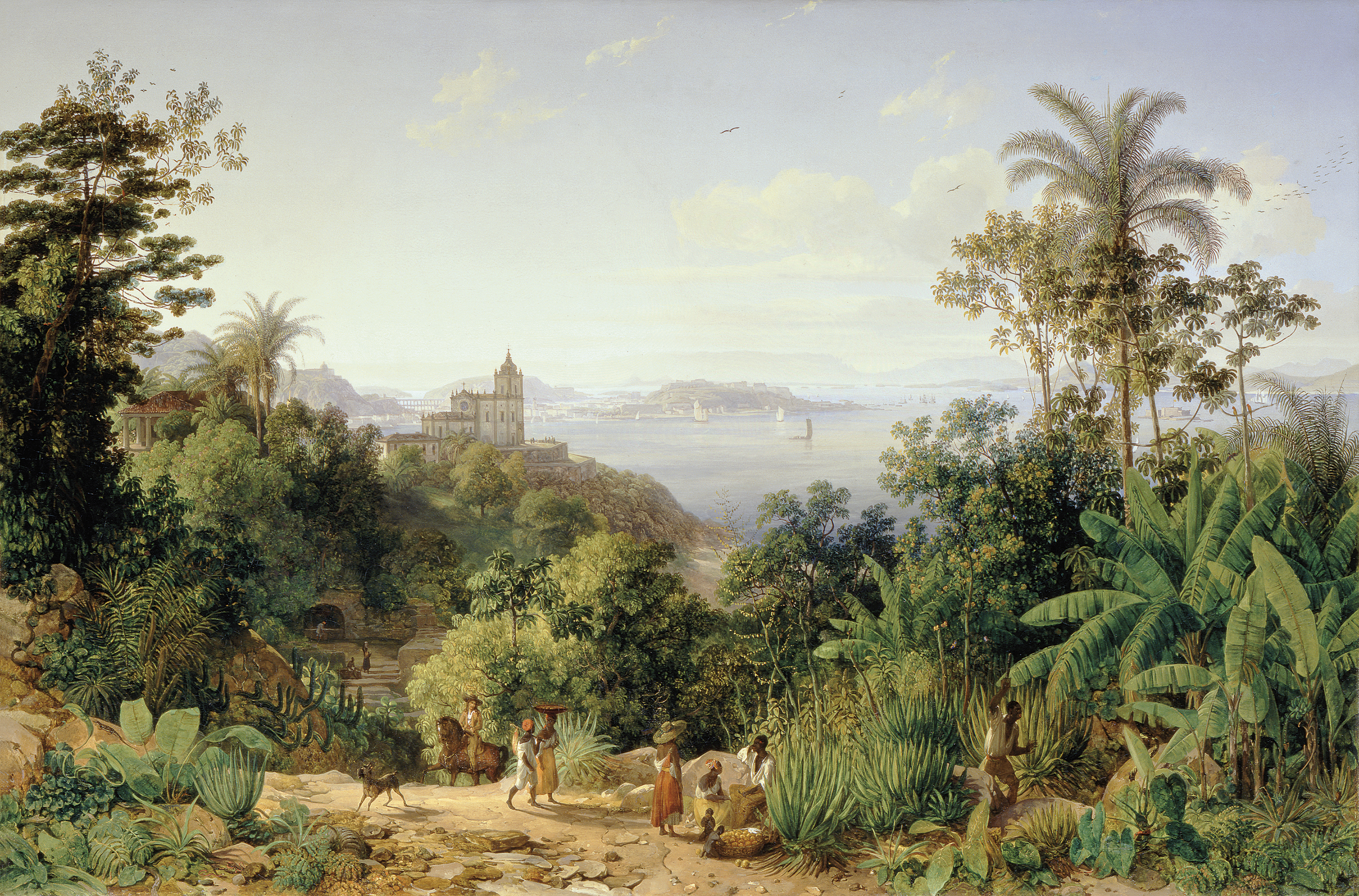
Thomas Ender: Vista del Río, 1817, Academie dé Bildenden Künste, Viena
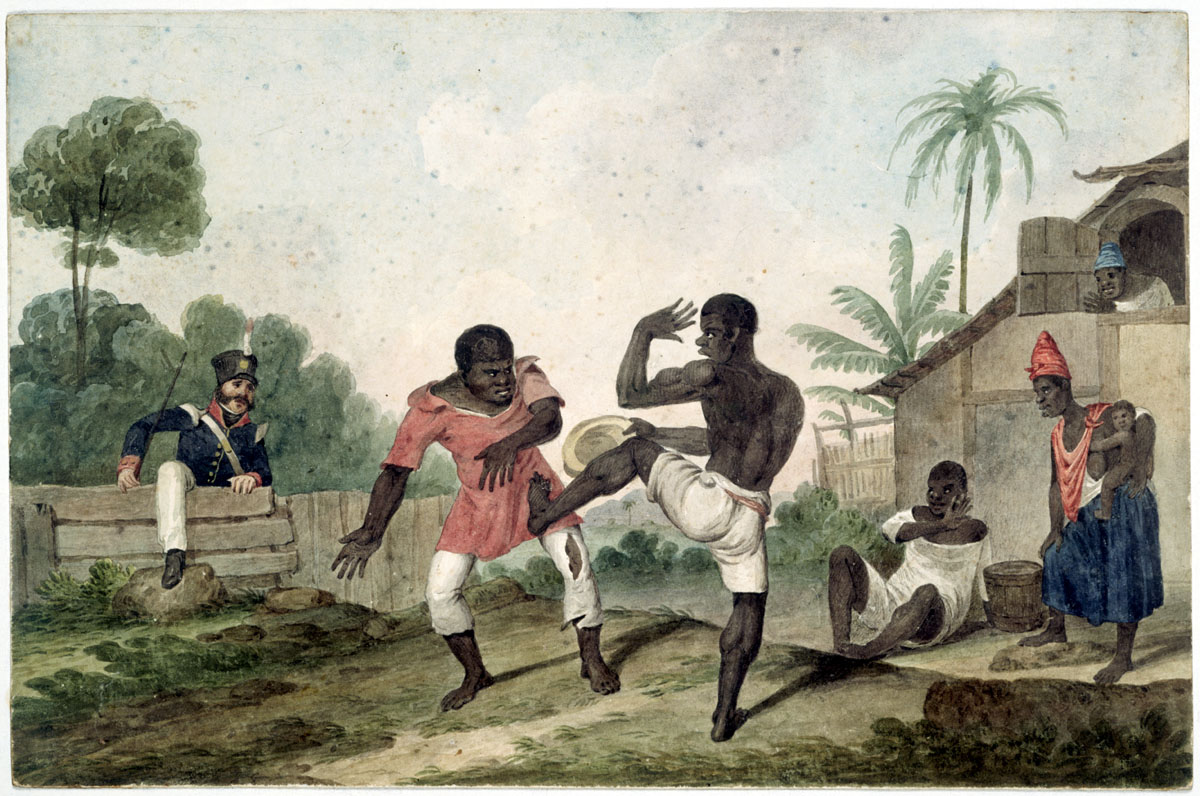
Augustus Earle: Capoeira, 1824, Biblioteca Nacional de Canberra
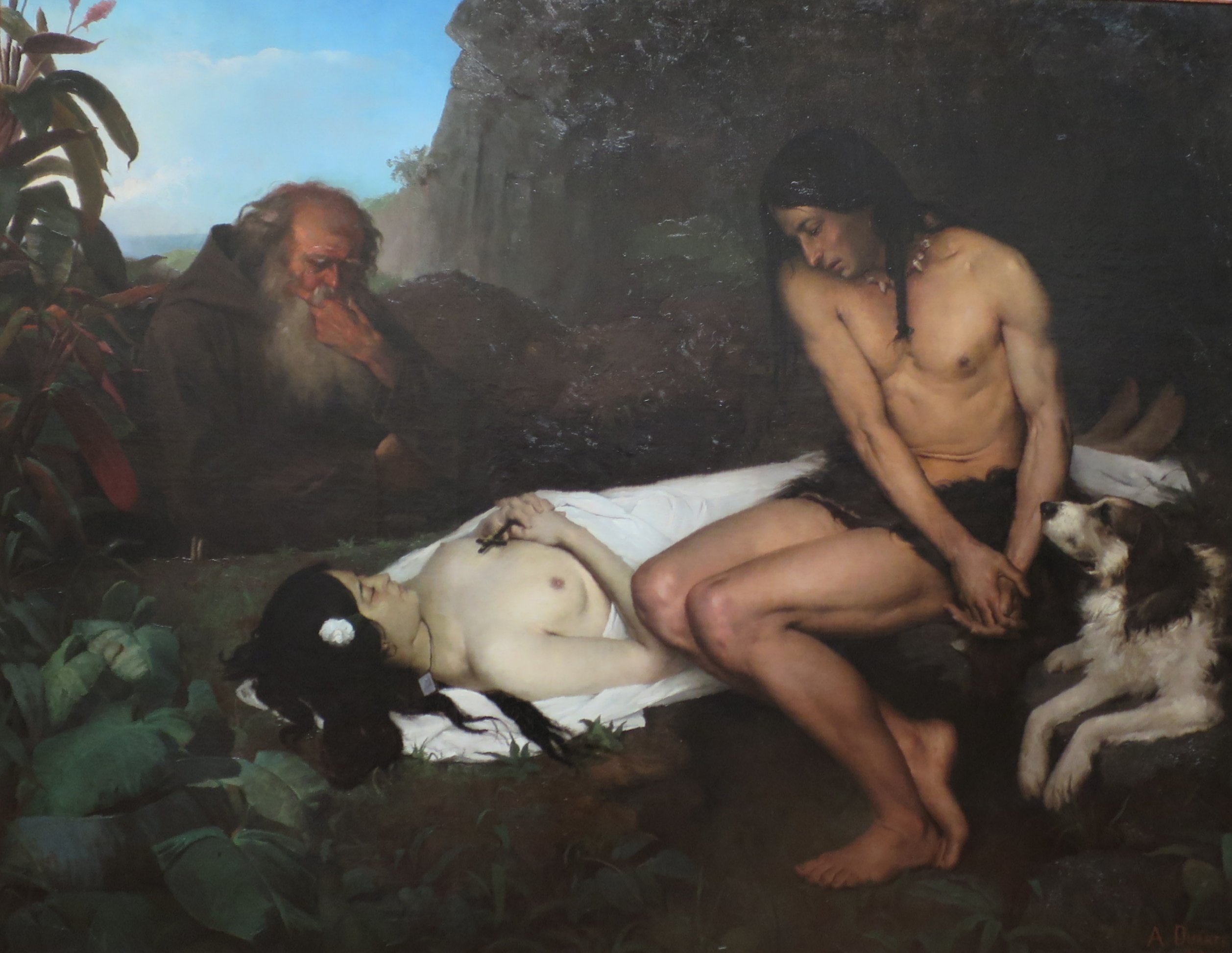
Augusto Rodrigues Duarte: Las exéquias de Atalá, 1878, Museo Nacional de Bellas Artes
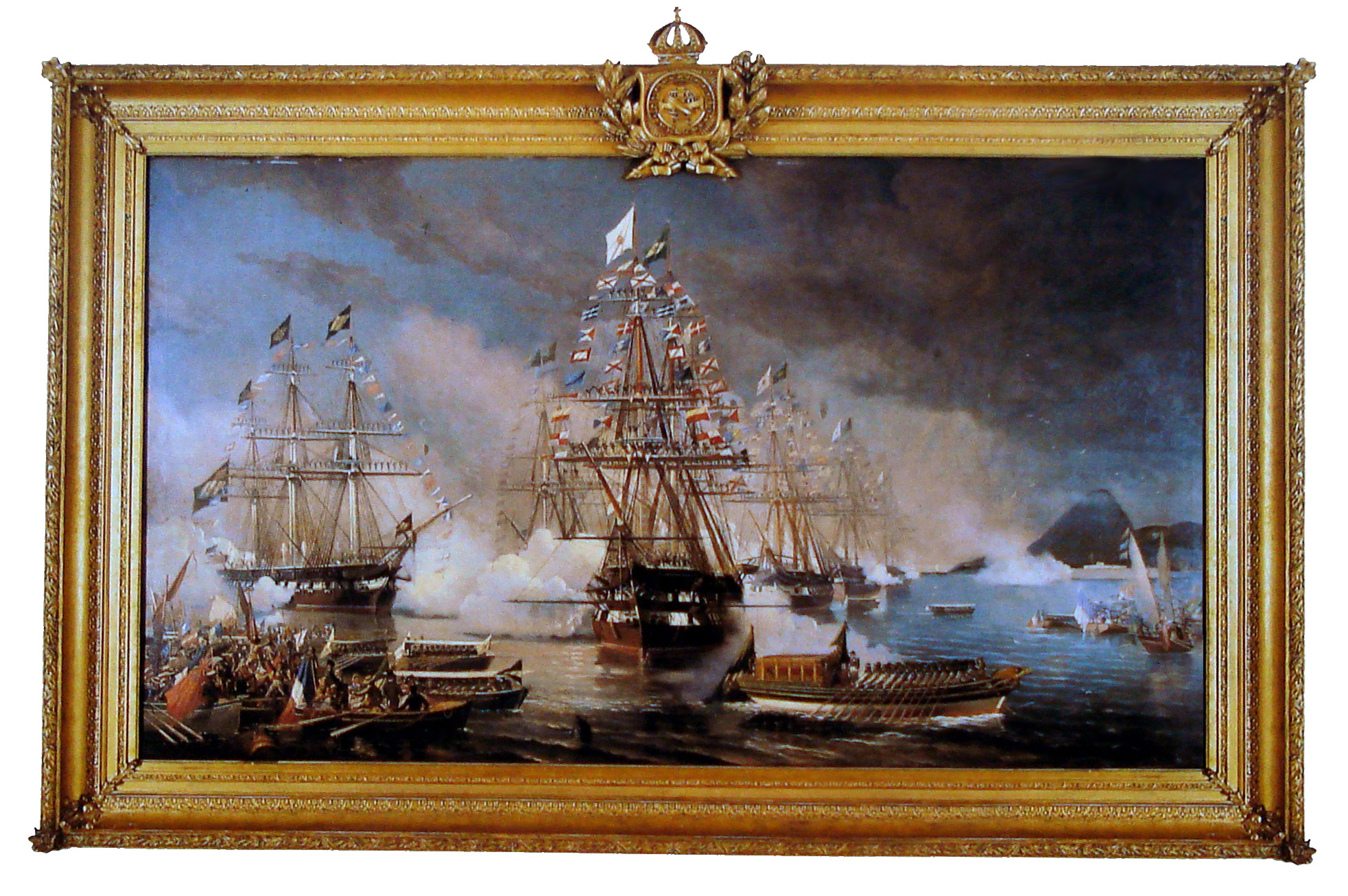
Eduardo de Martino: Fragata Constitución, 1872, Museo Histórico Nacional

## La crisis de la Primera República
Desde años antes de la Proclamación de la República la Academia venía siendo atacada por los críticos de la generación más nueva, liderados por Gonzaga Duque, que veían su sistema de valores como utópico, anímico, elitista, desfasado, servil al Estado y por demás dependiente de Europa, desconectado de los tiempos modernos y sin mayor relieve para la cultura nacional.  Pero, los estudiosos contemporáneos tienden a considerar esas opiniones parciales, datadas históricamente y hoy ultrapasadas, y reafirman la importancia del proyecto académico imperial como uno todo, aunque él pueda ser criticado en algunos aspectos. Lo que faltó a Duque y su círculo parece haber sido en esencia la falta de una perspectiva histórica adecuada, no llevando en cuenta los determinantes progresos que condujeron el desarrollo artístico brasileño el siglo XIX, ni parecen haber estimado correctamente las posibilidades reales de renovación cultural en ancha escala de un país que apenas estaba consolidándose como entidad independiente y tenía una larga y radicada herencia barroca que aún durante los años finales del siglo XIX aún sobrevivía en varias regiones y en varias expresiones del arte y cultura popular, poco afectadas por lo que pasaba en la capital de la nación.

Henrique Bernardelli: La Proclamação de la República, c. 1900.

Instaurándose la república en 1889, ya al año siguiente surgieron otras señales de crisis. Rodolfo Bernardelli asumió la dirección de la Academia, ahora transformada en Escuela Nacional de Bellas Artes y en breve la intensa actividad anterior se opacó. Fue acusado de malversación de fondos, las galerías fueron cerradas y decaerían posteriormente, escogió profesores que lo apoyaban para perpetuarse en el cargo, y cambió los estatutos, con lo que las clases se vaciaron. Pero creció inexorable un movimiento contra su orientación, la cual, se decía, «transformó la Escuela de Bellas-Artes en una feria».
La crisis institucional y estética generada, no obstante, dio lugar a una reevaluación de conceptos y objetivos, ya que nacida en la monarquía hace cien años la institución no podría permanecer idéntica en el nuevo régimen republicano y en medio a una atmósfera social todo diversa, aburguesada, multifacética y en ebullición, con las ciudades en crecimiento acelerado y bajo el impacto de las recientes innovaciones tecnológicas. El propio nuevo Estado republicano se valió inmediatamente de la pintura para ilustrar sus nuevos valores y héroes, reinterpretando para sus propios propósitos la formalización iconográfica anterior y a la vez intentando alejarse de ella por la introducción de personajes y estéticas más actualizadas, que no tenían una vinculación significante con el pasado monárquico y tenían en vez una conexión con perspectivas de modernidad, democracia y progreso. Para eso encontró intérpretes expertos en los propios académicos, como Pedro Américo en sus obras tardías como el Tiradentes esquartejado, y en Manuel Lopes Rodrigues, autor de una Alegoría de la República que es un icono impactante en la nueva orden, además de cooptar otros maestros ya consagrados o en ascenso como Rodolfo Amoedo, Henrique Bernardelli, Eliseu Visconti y Antônio Parreiras. En el inicio de la década de 1930 la Escuela Nacional fue incorporada a la Universidad Federal de Río de Janeiro, concluyendo su historia como institución autónoma.
Aún en ese periodo conturbado, algunos nombres resaltan por su mérito innegable. De hecho para la pintura las cosas no estaban muy mal, y el vigor y variedad de la producción de estos artistas emergentes, muchos de los cuales mujeres, lo demuestra: Pedro Alexandrino Borges, Arthur Timótheo da Costa, Helios Seelinger, Carlos Chambelland, Rodolfo Chambelland, Georgina de Albuquerque, Antônio Garcia Bento, Belmiro de Almeida, Leopoldo Gotuzzo y principalmente Eliseu Visconti, todos y cada uno reflejaron en sus trabajos la diversidad de tendencias de la época, como el realismo, el impresionismo, el simbolismo, el eclecticismo y el art nouveau, abriendo una enorme cantidad de nuevos campos formales en la pintura y acelerando las transformaciones en dirección a una nueva orden de valores que sería patentada en la polémica modernista.

Fuera del centro del país, son de señalar las presencias más o menos aisladas de Jerônimo José Telles Júnior, paisajista en Pernambuco, Manuel Lopes Rodrigues en Bahía, Rosalvo Alexandrino de Caldas Ribeiro, enseñando en Alagoas, Benedito Calixto, actuando en el litoral de São Paulo. Merece nota también el caso de Río Grande del Sur, donde eran bastante activos, junto con figuras más pequeñas, Pedro Weingärtner y Antônio Cândido de Menezes, ambos con sólida formación académica y dejando obra de calidad, especialmente el primero de ellos.

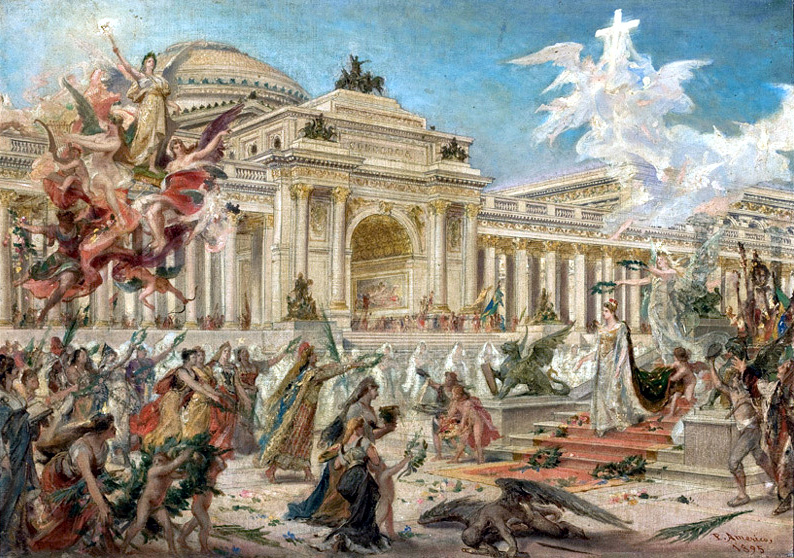
Pedro Américo: Paz y Concórdia, 1895, Museo de Arte de São Paulo.
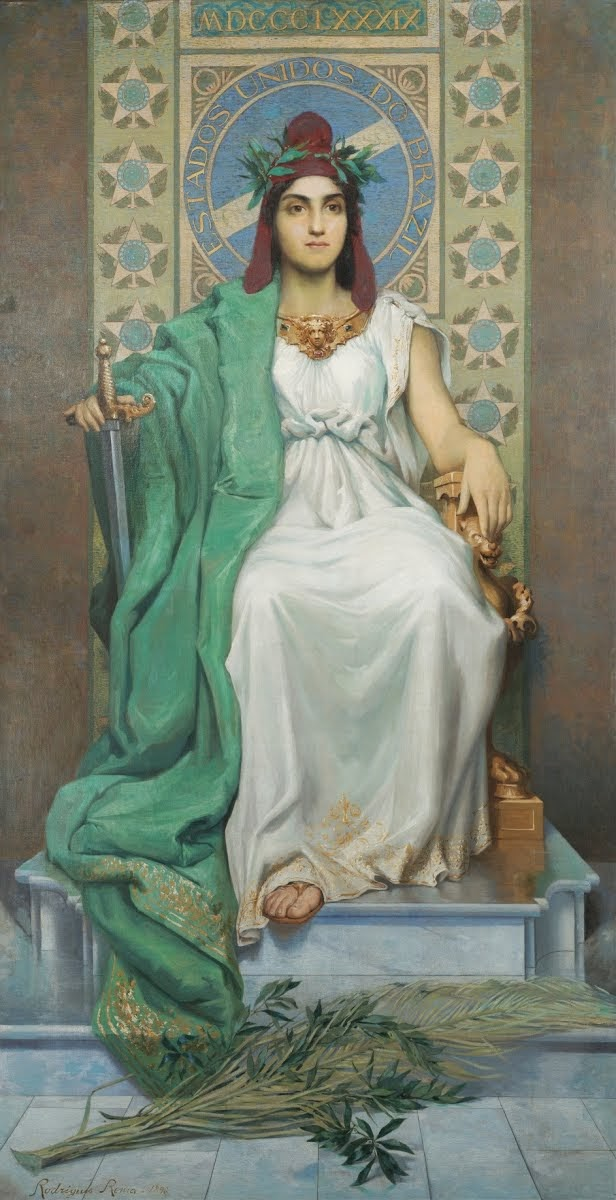
Manuel Lopes Rodrigues: Alegoría de la República, 1896, Museo de Arte de Bahía.
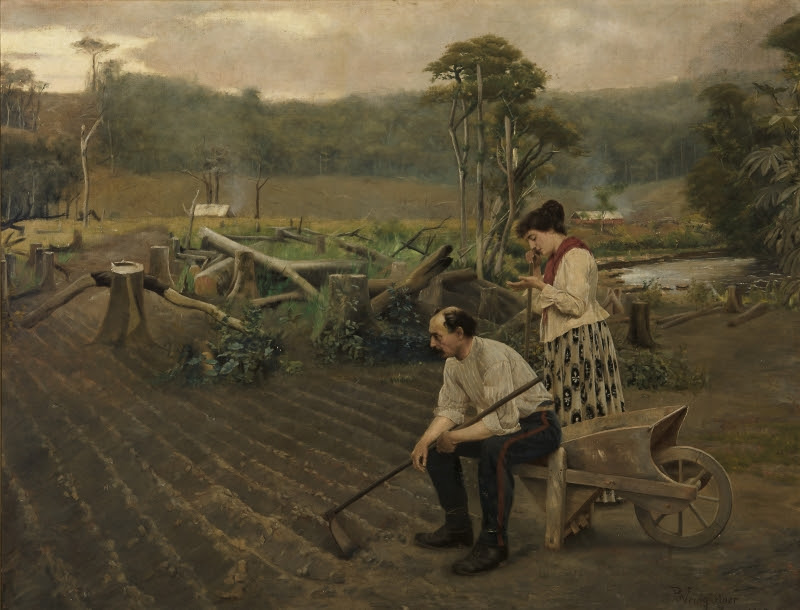
Pedro Weingärtner: Tempora mutantur, 1898. Museo de Arte del Río Grande del Sur.
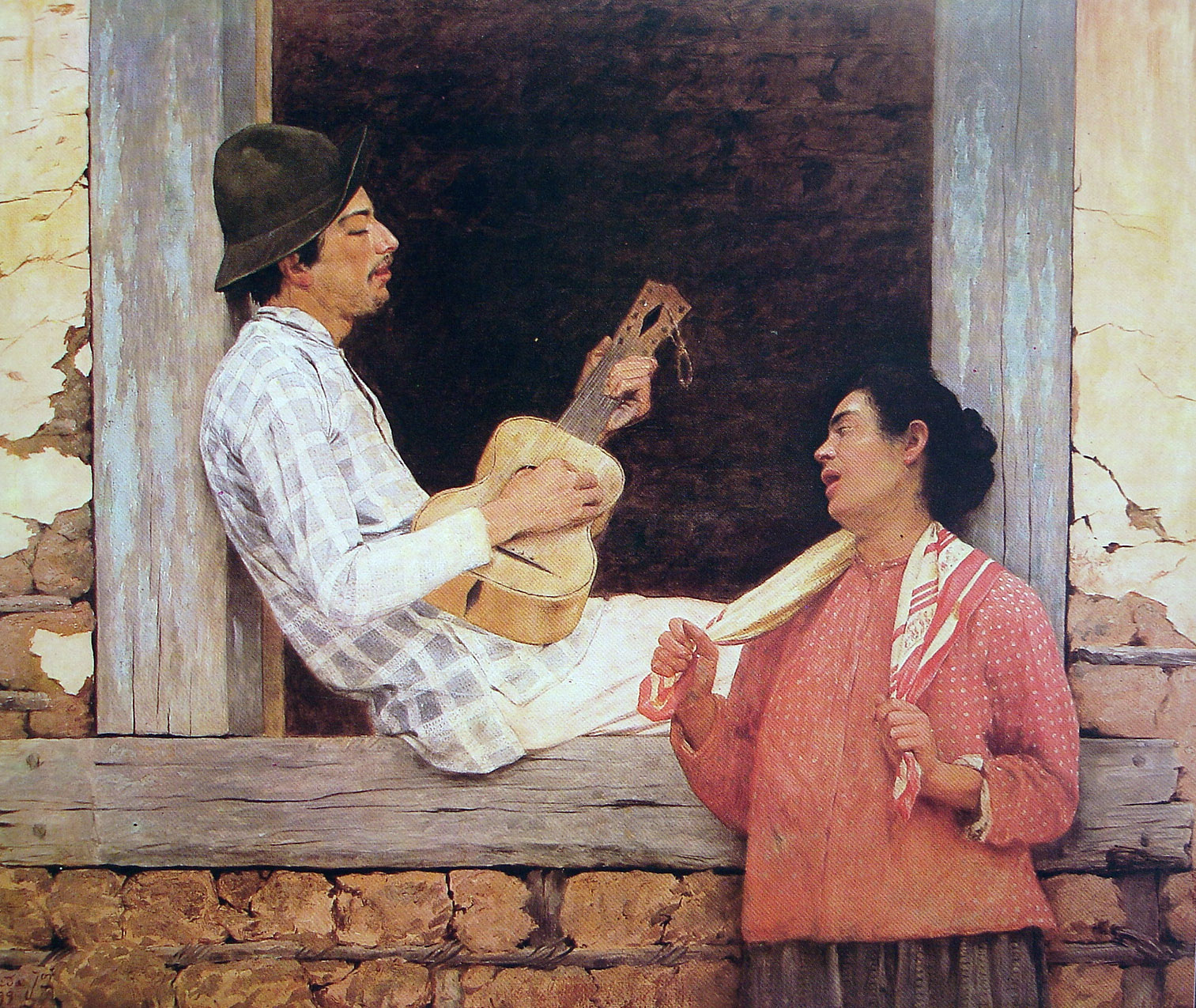
Almeida Júnior: El Violeiro, 1899, Pinacoteca del Estado de São Paulo.
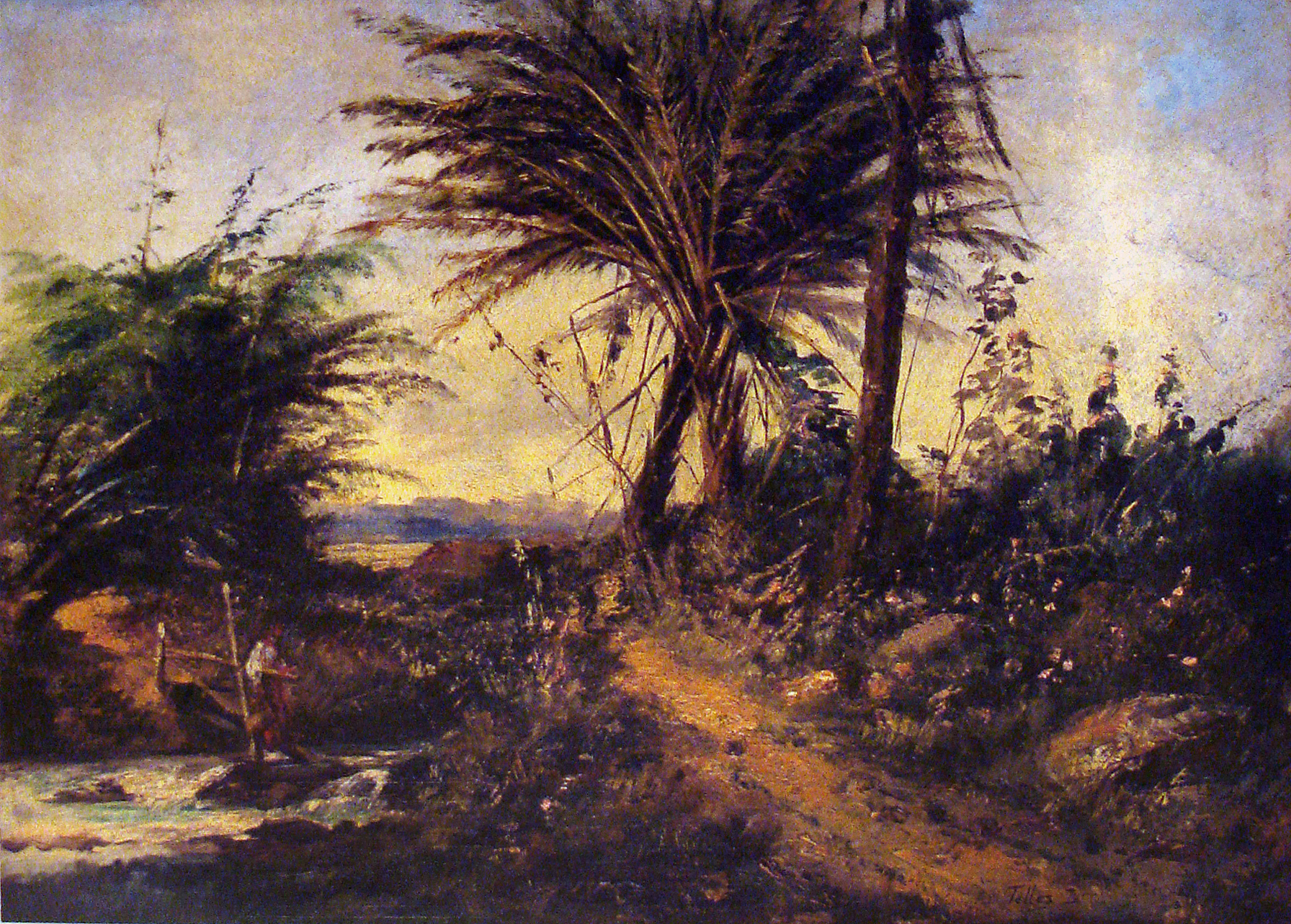
Jerônimo José Telles Júnior: Paisaje, s/d. Museo del Estado de Pernambuco.

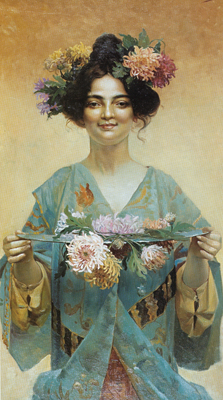
Oscar Pereira de Silva: Moça con Bandeja, s/d., Colección particular.
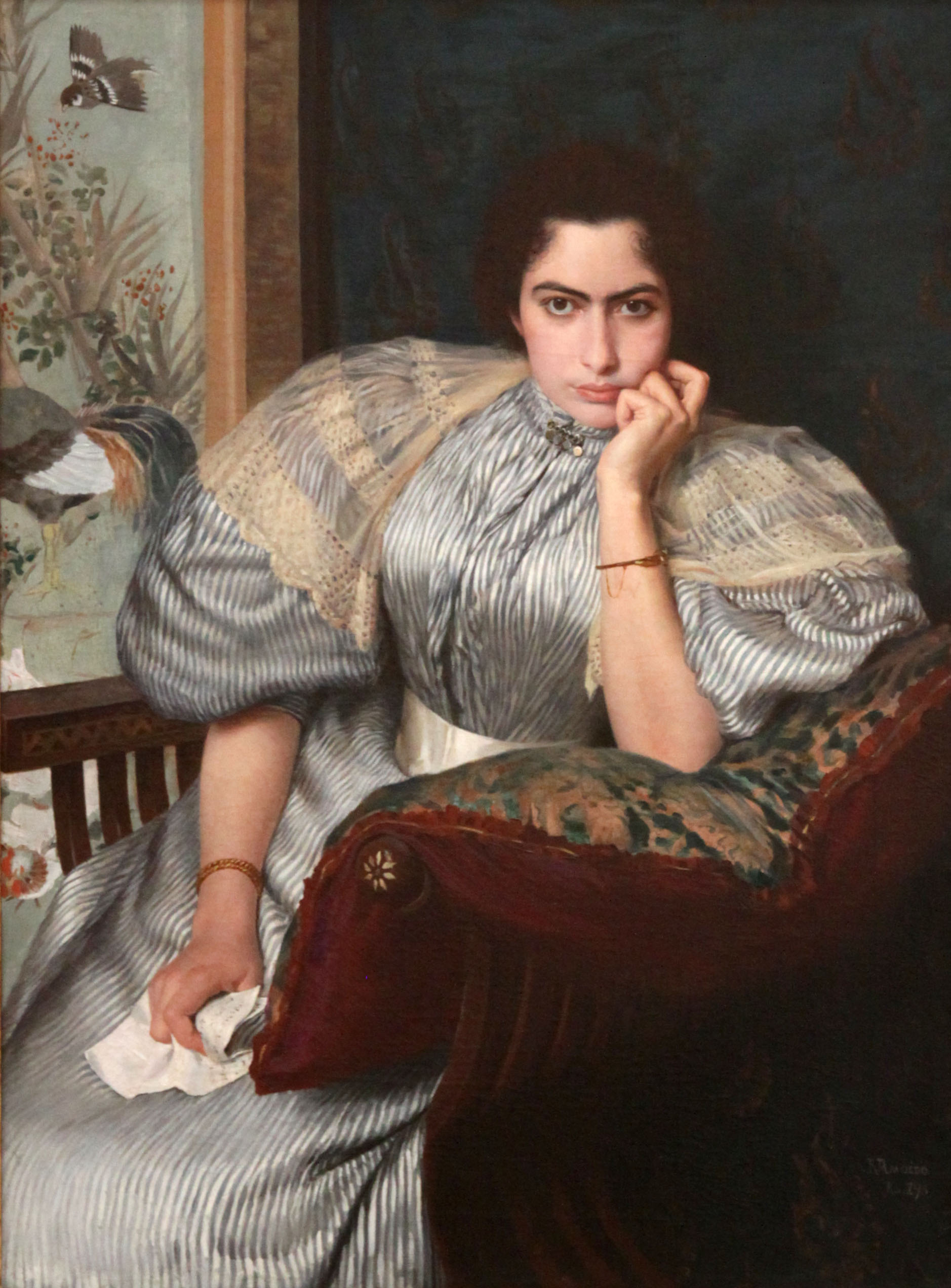
Rodolfo Amoedo: Malas Noticias, 1895, Museo Nacional de Bellas Artes.
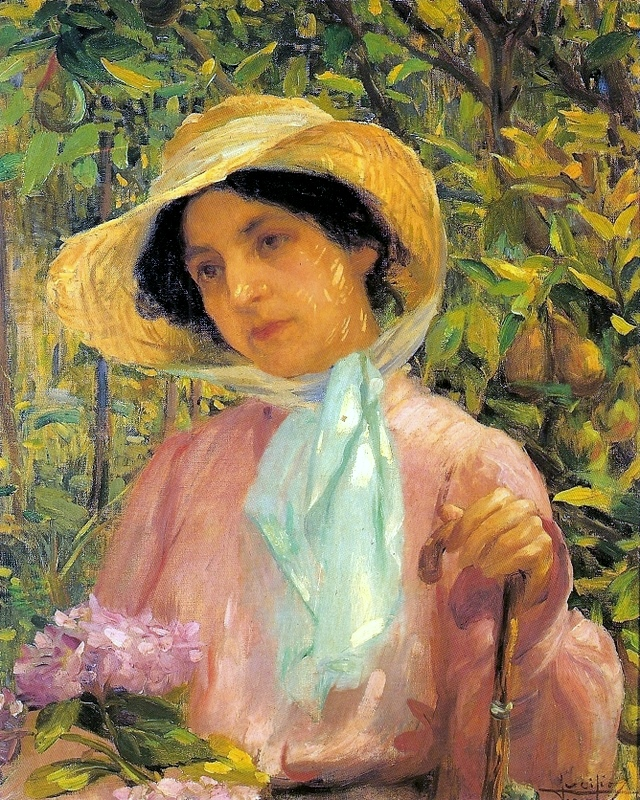
Lucílio de Albuquerque: Retrato de Georgina de Albuquerque, 1907, Pinacoteca del Estado de São Paulo.
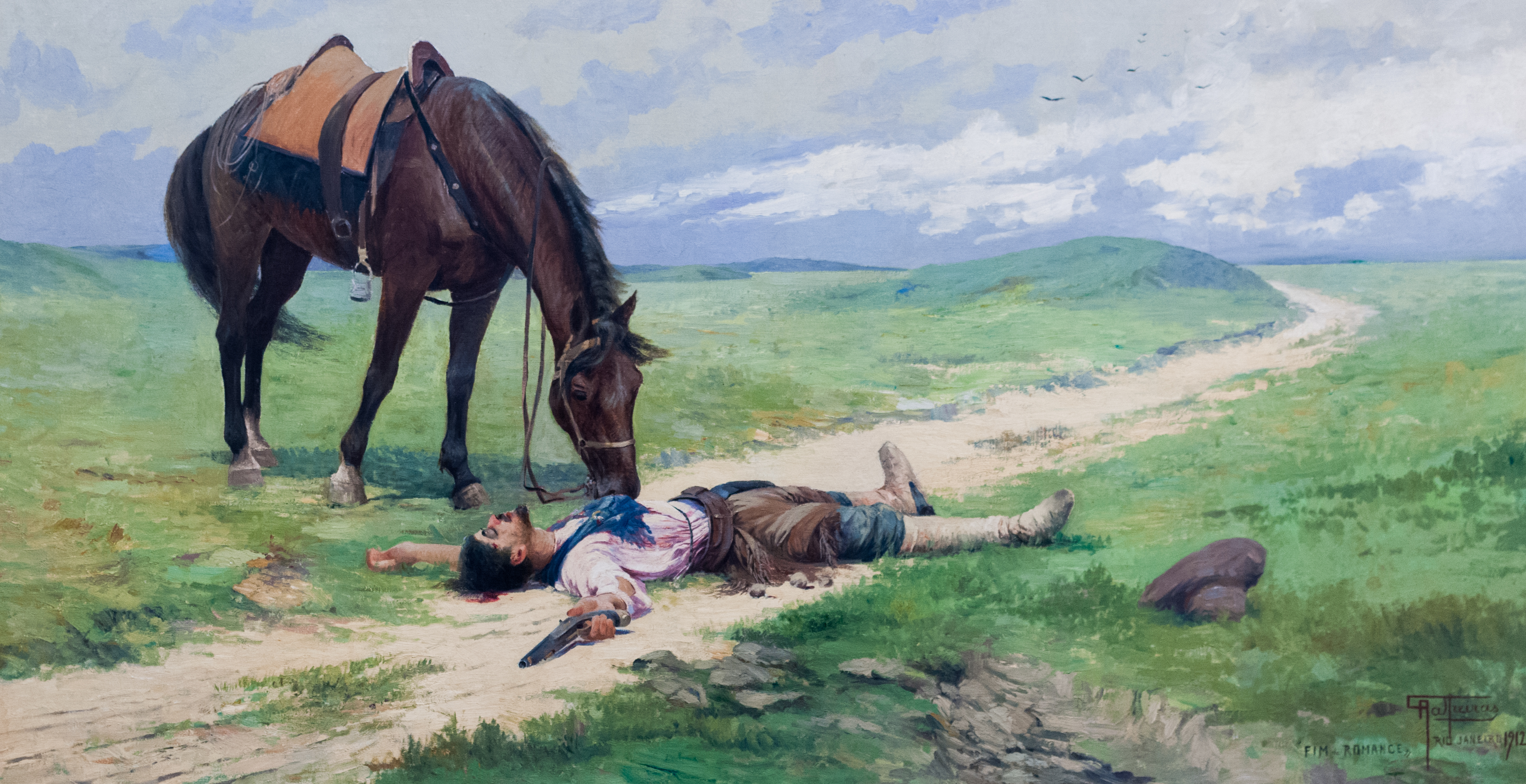
Antônio Parreiras: Fin de romance, 1912, Pinacoteca del Estado de São Paulo.
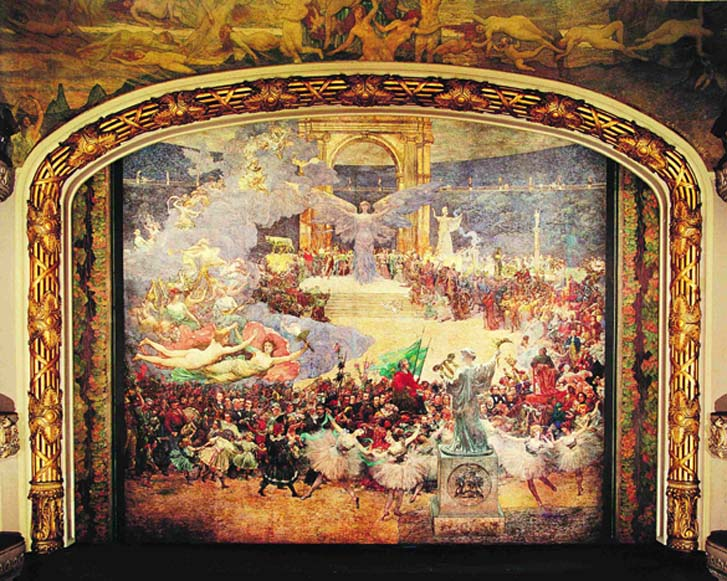
Eliseu Visconti: La influencia de los Artes sobre la Civilización, 1908, pano de boca del Teatro Municipal de Río de Janeiro.

## Modernismo

### La Semana de Arte Moderno y la primera generación de modernistas
En las primeras décadas del siglo XX São Paulo ya se afirmaba como una de las grandes ciudades brasileñas, impulsada por la riqueza oriunda del cultivo del café y por la industrialización, y con una gran clase burguesa. Distante de la influencia directa de la Academia, el ambiente artístico pudo evolucionar de forma un poco más libre, dentro de un espíritu más cosmopolita, donde había mayor afluencia de artistas extranjeros, trayendo ideas progresistas de Europa, aunque los primeros avances significativos se hayan dado visiblemente en el área de la arquitectura, literatura y artes gráficos. El ambiente se dividía entre una tendencia retrógrada fiel al academicismo, y otro sector cuya insatisfacción e irritación contra el estado estancado, se expresaba en términos contundentes.  En las palabras del pintor Di Cavalcanti:
«El academicismo idiota de las críticas literarias y artísticas de los grandes periódicos, la empatía de los subliteratos, huecos, palabrosos, instalados en la mundanería y en la política, y la presencia muerta de medallones nacionales y extranjeros, enluciendo el ambiente intelectual de una pauliceia que se presentaba comercial e industrialmente para su gran aventura progresista, eso desesperaba nuestro pequeño clan de jóvenes abiertos la nuevas especulaciones artísticas, curiosas de nuevas formas literarias, ya impregnadas de nuevas doctrinas filosóficas»
El clan al que se refería era un grupo de intelectuales, muy educados en Europa, actualizados con las corrientes de la vanguardia europea de la época, como el Expresionismo, el Fauvismo, el Futurismo y el Cubismo. Según Contier, de entre todas las corrientes el Futurismo tuvo el mayor papel en el lanzamiento del Modernismo brasileño, tanto que los primeros años los participantes del movimiento eran conocidos como futuristas. Del grupo formaban parte los escritores/poetas Oswald de Andrade, Guilherme de Almeida, y Mário de Andrade, y Victor Brecheret en la escultura, además de algunos otros. El accionar para la realización de la Semana de Arte Moderno, el marco inaugural del Modernismo en Brasil, fue la algazara surgida en torno a la exposición de Anita Malfatti en 1917. Atacada por Monteiro Lobato en el artículo «Paranoia o Mistificação?» el grupo modernista de inmediato se reunió en defensa de Anita, y la polémica estaba declarada. Otros eventos de vanguardia aparecieron los años inmediatamente siguientes, y por fin fue organizada una serie de recitales, charlas y exposiciones en 13, 15 y 17 de febrero de 1922, lo que constituyó la Semana de Arte Moderno.
Cubriendo una gamma de expresiones artísticas, de los recitales poéticos y charlas con música, la participación de la pintura la Semana fue modesta. Las fuentes son contradictorias, pero parece que solo expusieron efectivamente con cuadros de Anita Malfatti, Di Cavalcanti, Vicente del Rego Monteiro y John Graz, y el propio catálogo de la muestra es inexacto. Fuertemente atacados los artistas en conjunto, la muestra de pintura en sí pasó casi desapercibida por la prensa y la crítica. Pero lo que de hecho importa es la conmoción que el evento como uno todo levantó en el ambiente del arte paulistano e inmediatamente brasileño. El espíritu de ruptura y revolución era claro para todos, pero no había realmente una unidad de ideas y propuestas. Había una tendencia entre los primeros modernistas de identificar progreso con Europa, de cierta forma rechazando la realidad cultural nacional y sus ritmos propios, pero la necesidad de actualizar a Brasil con lo que venía aconteciendo en tierras más «civilizadas» era sentida por muchos como una urgencia no solo artística, pero también social, política y aún económica, lo que vendría a ser expresado con más claridad en el Movimiento Palo-Brasil de 1924, cuando un nacionalismo emergió en las conciencias y sirvió como punto focalizador de los avances.
En este momento Di Cavalcanti comenzaba a abordar el tema de las mulatas, una elección deliberada que se insertaba en el proceso modernista de rescate de las raíces del mestizaje del país, contribuyendo para redefinir el sentido de brasilidad en el arte y para la creación de un nuevo icono de belleza y autenticidad nacional, dando origen a una iconografía que se hizo vastamente popular toma como representación de todo un estilo de vida, y surgía Tarsila do Amaral con una obra originalísima, que ya metabolizara la influencia directa del extranjero, diciendo más directamente a caracteres brasileños. Otros movimientos sucedieron, como la Antropofagia, nacido por intervención de Oswald de Andrade a partir de la pantalla Abaporu (1928), también de Tarsila, una obra que, como ninguna otra, ejerció profunda repercusión en el mundo artístico de aquel momento, considerada hoy el representante por excelencia del Modernismo brasileño. Pero, paulatinamente se constató que el centro de toda la discusión no eran estilos o corrientes en sí, ni para Brasil o para Europa, pero sí la libertad de investigación y expresión individual, que se reflejaba no solo en la temática y forma, pero también en el instrumental técnico y material. De ahí en delante poca unidad real podría ser esperada en términos de estilo o de propuesta estética de un universo formado por artistas de matrices tan diversas.

### Difusión del modernismo

#### El eje Río-São Paulo

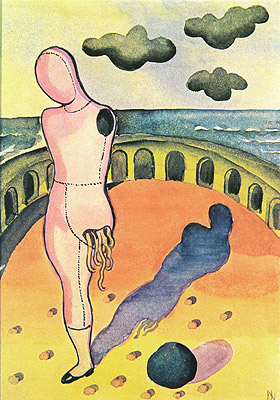
Ismael Nery: Resignación Delante del Irreparável, guache.

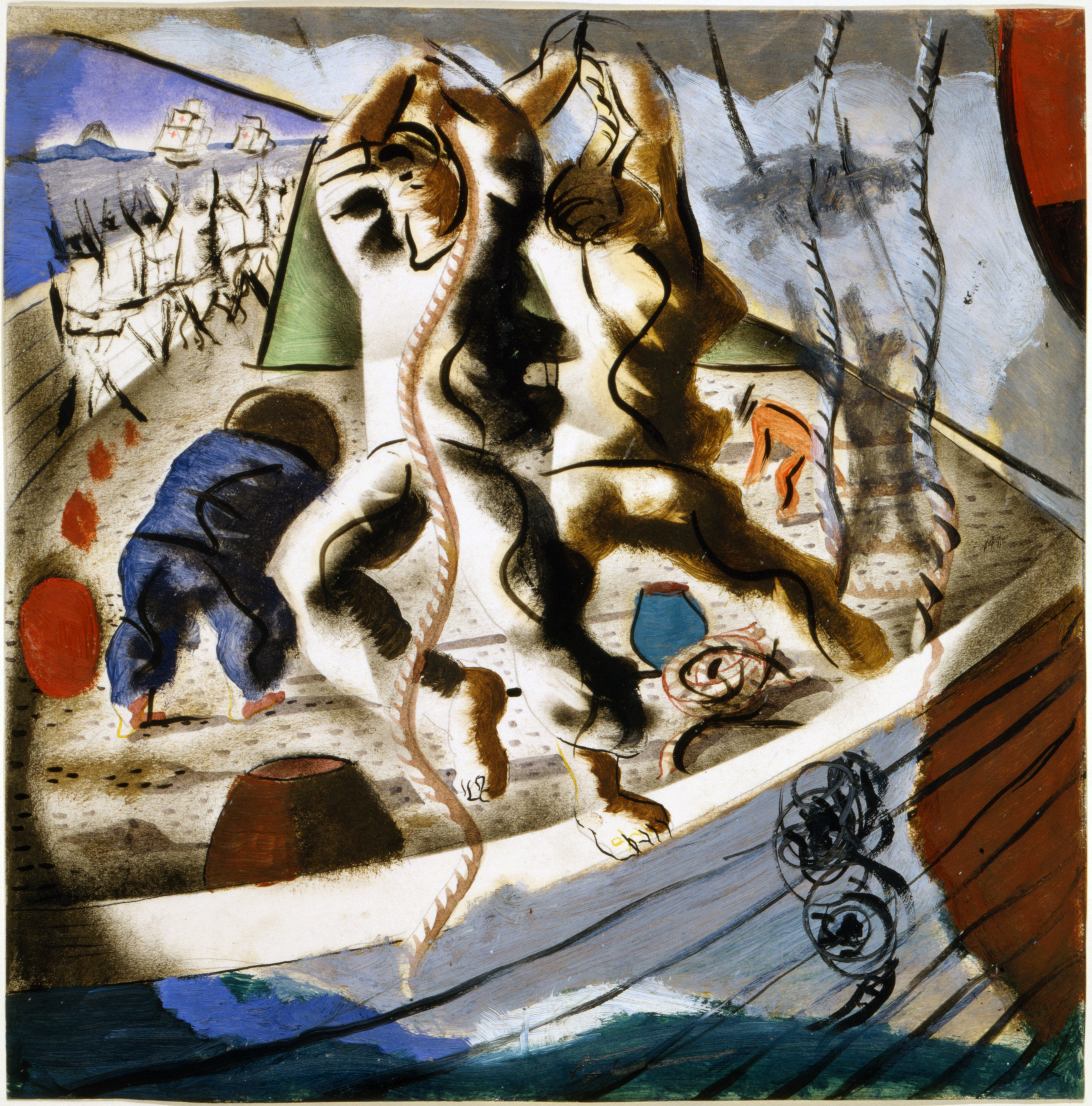
El descubrimiento de la tierra, 1941. Pintura mural de Portinari en el edificio de la Biblioteca del Congreso, Washington D. C.

A esta altura comenzó a emerger una legión de artistas, que haría del Modernismo brasileño de las décadas de los 30s y 40s un prisma multicolor, donde la influencia del español Pablo Picasso vino a ganar un enorme destaque. Aún en el Río, principal fortaleza del Academicismo tradicional, ya se veían en actividad, desde mediados de los años 20s, personalidades independientes como Ismael Nery, con un trabajo derivado del Cubismo, del Expresionismo y del Surrealismo, aunque su obra no tuviera gran circulación en su tiempo. En 1930 el entonces ministro Gustavo Capanema nombró a Lúcio Costa como director de la Escuela Nacional de Bellas Artes, cuya administración, aunque corta, introdujo el Modernismo en el ámbito académico oficial y pasó a aceptar obras modernistas en los Salones de la Escuela, el primero de ellos llamado, sistemáticamente, de Salón Revolucionario. Este Salón, según Franco de Andrade, tuvo un impacto y una importancia aún mayores al de la Semana del 22 en la consolidación del Modernismo en Brasil. En 1931 Ado Malagoli, Bustamante Sá, José Pancetti y Edson Motta, con algunos otros, fundaron el Núcleo Bernardelli, como una alternativa a la enseñanza oficial. Sus personalidades artísticas eran muy diferenciadas, pero el Núcleo duró hasta 1940, con las importantes adhesiones de Quirino Campofiorito y Milton Dacosta. Hacían un abordaje moderado del Modernismo, y con gran preocupación por una pintura de artesanía cuidadosa.
En São Paulo el movimiento moderno seguía cada vez más fuerte. Muchos de los egresados de la Semana de 22, más otros nuevos integrantes como Lasar Segall y Antonio Gomide, fundaron en 1932 la Sociedad Pro-Arte Moderno, que tuvo sede propia donde, además de trabajos suyos, también fueron mostradas por primera vez en Brasil pinturas de Picasso, Léger, Gris y De Chirico. Otro grupo notable fue el Club de los Artistas Modernos, importante especialmente por la presencia del fundador Flávio de Carvalho y por una orientación mucho más irreverente y menos elitista que el otro grupo. Un poco más adelante se reunió el Grupo Santa Helena, formado básicamente por novatos, todos proletarios que se dedicaban a la pintura de caballete en las horas libres. De este grupo humilde salieron algunos de los nombres más notables del arte brasileño de la época: Rebolo, Bonadei, Mário Zanini, Clóvis Graciano y especialmente Alfredo Volpi, una figura inmensa que se mantuvo en creativa evolución hasta el fin de su larga vida. Tales asociaciones expresan por encima de todo la importancia del asociativismo como estrategia de acción con buenos resultados a lo largo de la década de 1930. Varios integrantes se reunieron en 1937 en la llamada Familia Artística Paulista, dirigida por Rossi Osir y Waldemar da Costa, a través de la cual ganaron finalmente notoriedad. Según Lorenzo Mammi,
«La generación que surgió en la década de 30 fue ciertamente más conservadora; tenía, sin embargo, mayor conciencia de que los problemas del arte se resolvían en primer lugar en el campo del arte, en el debate concreto con sus tradiciones y sus técnicas. El Núcleo Bernardelli, en Río de Janeiro, y la Familia Artística Paulista, en São Paulo, fueron consecuencia de ese nuevo clima. Volpi fue su producto más valioso, aunque las obras más importantes de él hayan sido un fruto relativamente tardío».
En 1934, Portinari, recién de regreso de Europa, inicia con la pantalla Café una brillante carrera que lo llevaría a una condición casi de pintor nacional, recibiendo una serie de encomiendas oficiales y retomando una tradición de composiciones históricas grandiosas que no se veían desde el siglo anterior, aunque evidentemente en un estilo moderno, debiéndole mucho al estilo de Picasso. Pero no se limitó a la historia: dejó una gran cantidad de obras en que retrataba de manera conmovedora, expresionista, dura - y tantas otras veces poética - la realidad de la población rural, principalmente de los retirantes del Nordeste.
Iniciada la década de 1940, el prestigio del Modernismo ya estaba consolidado lo suficiente como para determinar la creación de la División Moderna en el Salón Nacional de Bellas Artes, y núcleos modernistas comenzaban la proliferar por varios centros brasileños. Iniciativa memorable fue la realización en 1947 de la muestra del Grupo de los 19, donde participaron entre otros Flávio Shiró, Maria Leontina, Luís Sacilotto, Aldemir Martins y Mário Gruber, de variados orígenes y formaciones, pero marcados por el Expresionismo del polvos-guerra. El grupo se disolvió inmediatamente después, pero algunos de sus integrantes se destacarían en el panorama nacional en líneas avanzadas que llevarían directamente a la interpretación brasileña de la abstracción y la un nuevo abordaje del Surrealista, a veces denominado Realismo Mágico, pocos años más tarde.

#### Otros centros

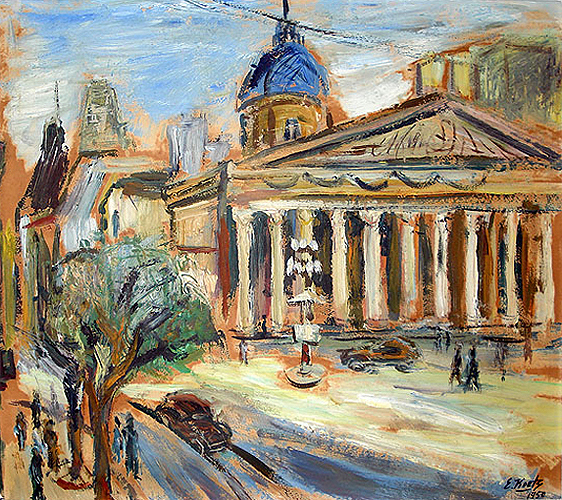
Edgar Koetz: Catedral de Buenos Aires, 1950, acervo del MARGS

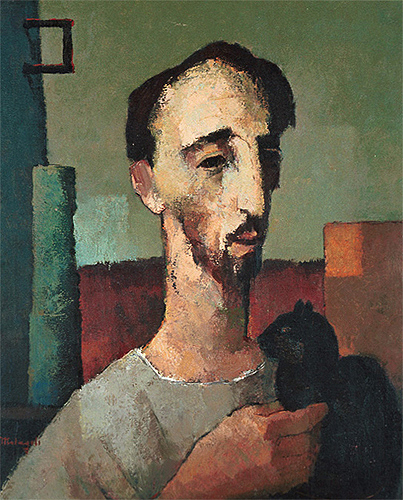
Ado Malagoli: El gato negro, 1954, acervo del MARGS.

En Bahía, hasta la década de 40, no había ningún museo organizado, ni críticos influyentes, ni salones regulares. Además de eso, allí el movimiento moderno fue más o menos retardado por la influencia de la figura tutelar del académico Prisciliano Silva. Introducido primero por la literatura, el Modernismo tuvo su marco inicial en la pintura con la primera exposición de José Guimarães, alumno de Prisciliano, en 1932. Incomprendido, en un ostracismo que lo llevó a mudarse para el Río, donde no tuvo mejor suerte. Solo una década después otro evento semejante acontecería, con una muestra de modernos de São Paulo organizada por Jorge Amado, con la misma repercusión negativa. La situación solo comenzó a cambiar en favor de los modernos en el fin de los años 40, cuando fue invitado para participar del gobierno provincial el educador Anísio Teixeira, ganando entonces lo respaldo oficial y espacios propios. En la misma época se fijaron en Salvador Pancetti, Jenner Augusto y Carybé, seguidos de otros.
El Modernismo echó raíces con fuerza en el Ceará a partir de la fundación, en 1944, de la Sociedad Cearense de Artes Plásticos (SCAP), cuyo objetivo expreso era introducir el Modernismo en los artes del Ceará. Liderada por el pintor y crítico suizo Jean-Pierre Chabloz, contaba con la participación destacada de Aldemir Martins, Inimá de Paula, Antônio Bandera y Mário Baratta, y otros artistas locales más diversos.
En Pernambuco, salvo unos pocos precursores que se formaron en la década de 1930 el Grupo de los Independientes, solo en 1948 la Sociedad de Arte Moderno de Recife, fundada por Abelardo da Hora, Reynaldo Fonseca y Hélio Feijó, logró introducir definitivamente el Modernismo. La creación del Atelier Colectivo en 1952 trajo un nuevo aliento con la participación de Wellington Virgolino, Gilvan Samico y João Cámara, además de considerable grupo de independientes como Lula Cardoso Ayres.
Tras un inicio tambaleante, a mediados del siglo XIX, puntuado por figuras importantes como Weingärtner, en el Río Grande del Sur, el interés general por la pintura crecería rápidamente, y en 1908 se fundó el Instituto de Bellas Artes, que se transformaría en punto central de difusión del arte en el estado en los moldes de la Academia del Río, teniendo como profesores Libindo Ferrás, Angelo Guido, Oscar Boeira y João Fahrion, este último de tendencias más progresistas y talento superior. Con la llegada de Malagoli en 1952 a Porto Alegre, asumiendo una cátedra en el Instituto e inmediatamente la Dirección de la División de Cultura del Estado, siendo responsable por la orientación de la enseñanza artística pública riograndense, y enseguida la Dirección del Museo de Arte de RS, recién-creado, pudo realizar una pequeña revolución modernista en las tierras del sur, aún bastante académicas. Formó un gran número de discípulos. También tuvo un papel importante la Asociación Francisco Lisboa, fundada en 1938 por João Fahrion y Carlos Scliar. Otro socio importante fue Carlos Alberto Petrucci, un autodidacta de talento polimorfo.
En Paraná se debe señalar las presencias aisladas pero fuertes de Theodoro de Bona, Guido Viaro, Loio-Pérsio y Miguel Bakun, además de la actuación de la Escuela de Música y Bellas-Artes desde 1948, y en Santa Catarina la figura mayor fue Martinho de Haro.
Los primeros aires modernistas en Minas se registran en el inicio de los años 40, con la construcción de la Iglesia de San Francisco de la Pampulha, en Bello Horizonte, y con la fundación de la Escuela de Bellas-Artes, dirigida por Guignard y formando muchos alumnos. En 1944 Juscelino Kubitschek, entonces gobernador del estado, promovió el primer salón de arte moderno en Bello Horizonte, uno de los mayores colectivos de la década. Blanco de muchas protestas e incluso de depredación, el salón fue de una importancia fundamental para la renovación del circuito de arte minero, surgiendo nombres como por ejemplo Mário Silésio y Maria Helena Andrés. Independientemente trabajaba en Barbacena Emeric Marcier, gran paisajista y pintor de temas sacros.

## Los grandes museos, las bienales y el abstracionismo

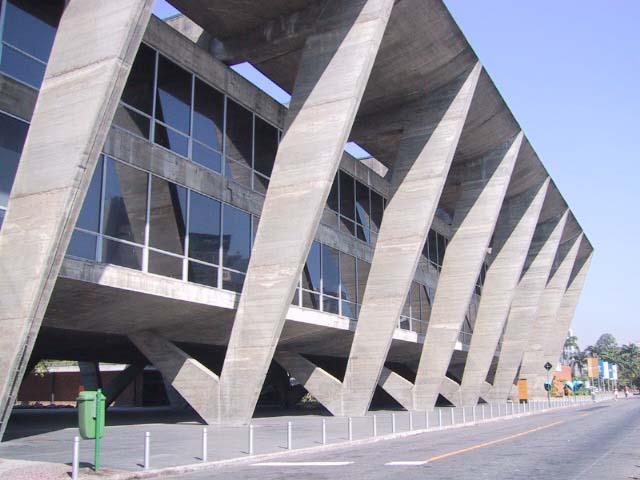
Museo de Arte Moderno, Río de Janeiro

No podemos descuidar, en la historia de la pintura brasileña, el papel consagratorio, preservador y divulgador desempeñado por los grandes museos. Uno de los primeros a ser creado fue la Pinacoteca de São Paulo, en 1905, seguida por el Museo de Arte de Bahía, de 1918. En el Río, heredero de las colecciones reales, ya existía oficialmente desde 1937 el Museo Nacional de Bellas Artes. Entre el final de la década de 40 y el inicio de la década de 50 un grupo de mecenas paulistas fundó el Museo de Arte de São Paulo (1947), e inmediatamente enseguida el Museo de Arte Moderno (1948), ejemplo que fue seguido en el Río con la creación del Museo de Arte Moderno de Río de Janeiro (1948, inaugurado en 1952), y ya con la participación de gobiernos provinciales, del Museo de Arte de Santa Catarina (1949), del Museo de Arte del Río Grande del Sur en 1954 y del Museo de Arte de la Pampulha, de 1957, que fueron importantes ejemplares de reconocimiento oficial y divulgación del Modernismo.
Otro impulso fue dado por la creación de la Bienal de São Paulo, donde por primera vez obras abstractas y artistas de vanguardia extranjeras recibieron amplia divulgación, teniendo un impacto sobre la futura evolución de la pintura en Brasil. Con esa red de instituciones en actividad la actualización de Brasil en cuanto al arte internacional se hizo más fácil, accesible a un gran número de personas, que ya no necesitaban salir del país para buscar información. A la vez nacía una nueva generación de críticos, articulada en torno a Mário Pedrosa, haciendo el debate diseccionarse para una decidida especialización, liberándose del dominio de la literatura.
Luego enseguida a su consagración en la primera Bienal el Abstraccionismo se establece en Brasil, tras la actuación precursora de Max Bill, Cícero Días, Antônio Bandera, Lothar Charoux y Samson Flexor, y junto con la actuación de grupos de vanguardia como lo Ruptura, en São Paulo, y el Frente, en el Río. Según De Paula, la vanguardia se organizaba en torno a las tendencias abstractas geométrico-constructivas en detrimento de las informales y expresivas, de actuación más marginal. En este momento se señala el fin de la primera fase del Modernismo brasileño, caracterizado por las referencias locales, por la indefinición estética y por la ausencia de convenciones, inaugurando una fase de constitución de un campo artístico autónomo, regido por un sistema de convenciones que determinaba lo que era o no moderno. Lo manifiesto de 1952 del Grupo Ruptura, alineado al Concretismo paulista y autoproclamado como la «primera vanguardia brasileña», creando un punto de ruptura, definiendo aquellos que crean formas nuevas a partir de principios antiguos y aquellos que crean formas nuevas sobre principios nuevos. Por primera vez se entendía la obra de arte del punto de vista puramente plástico, formal, y no a partir de cuestiones extra-artísticas como la brasilidad, el regionalismo o la crítica social. Las influencias formadoras del Concretismo estaban en las experiencias de la Bauhaus, de los grupos De Stijl y Cercle et Carré, además del Suprematismo y Constructivismo soviéticos. También fue importante el ideario político desarrollista, con su creencia en la industria y en el progreso, creando puentes de aproximación entre arte e industria.
En 1953 fue lanzada la primera Exposición Nacional de Arte Abstracto, montada en el Hotel Quitandinha de Petrópolis, con obras de Bandera,de Ivan Serpa, Aluísio Carbón y otros. Otros nombres destacados en este momento son Hermelindo Fiaminghi, Hércules Barsotti, Luís Sacilotto, Waldemar Cordero, Lygia Clark y Hélio Oiticica. Recordando todavía a Volpi, a esta altura con una obra madura de gran refinamiento que, aunque evolucionada de la figuración, asumió un carácter fuertemente abstracto y constructivo. En 1956 fue realizada la Primera Exposición Nacional de Arte Concreto, realizada en el Museo de Arte Moderno de São Paulo y reeditada el año siguiente en Río. Sin embargo, en estos eventos ya quedaba claro que el mantenimiento de la unidad del grupo concretista no sería viable por mucho tiempo, fragmentada en una gran variedad de propuestas diferentes. Los paulistas
enfatizaban el concepto de pura visualidad de la forma, contra lo que los cariocas contraponían una bisagra íntima entre arte y vida, rechazando la consideración de la obra como «máquina» o «objeto» y dando mayor importancia a la intuición como elemento céntrico en la producción artística.

## Años 60-70: compromiso político y crisis conceptual

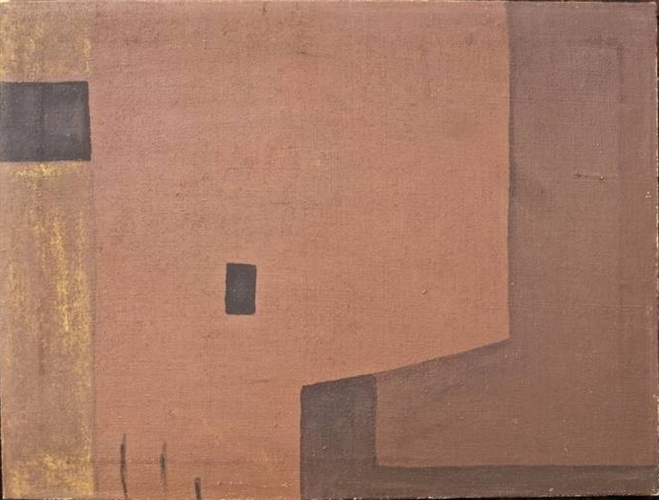
Asesta Schendel: sin título, 1956.

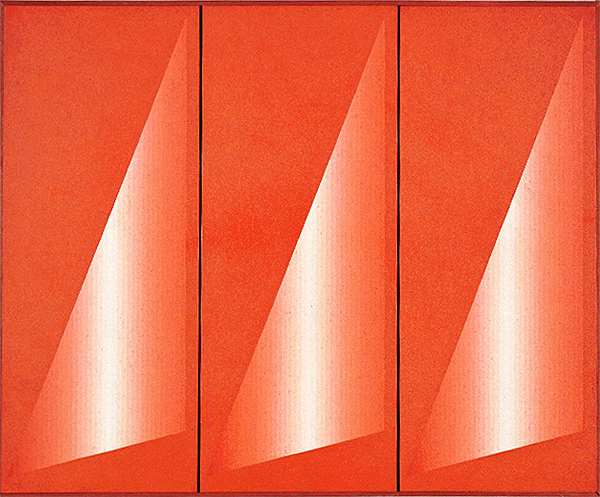
Jader Siqueira: Tríptico I, 1977, acervo del MARGS

El Concretismo se desvaneció enseguida, abriendo espacio para la creación del movimiento Neoconcreto, una disidencia del Concretismo que repercutió también sobre la literatura y otras especialidades artísticas. En 1959 Amilcar de Castro, Ferreira Gullar, Franz Weissmann, Lygia Clark, Lygia Pape, Reynaldo Jardín y Theon Spanudis firmaron lo Manifiesto Neoconcreto, denunciando la «peligrosa exacerbación racionalista» del Concretismo y lo que veían como una degradación mecánica, dogmática y científica del hacer artístico. Proponían en su lugar la libertad de experimentación, el retorno al gesto expresivo, el rescate de la subjetividad, el mantenimiento de la «aura» de la obra de arte y la recuperación del humanismo.
A veces recibiendo influencia de los artes gráficos, o aún incorporando objetos y collages en sus obras, pero siempre con una organización geometrizante de rigor variable, fueron representantes típicos del movimiento Aluísio Carbón, Hércules Barsotti, Willys de Castro, Asesta Schendel, Abelardo Zaluar, Arcangelo Ianelli, Raymundo Collares, Loio-Pérsio y Pedro Escosteguy. Por otro lado, el Abstraccionismo florecía también en una línea informal, privilegiando formas o líneas fluidas con énfasis en la sensibilidad del gesto espontáneo y de las sutiles gradaciones de memoria. Aquí podemos encontrar artistas como Manabu Mabe, un lírico, o como Iberê Camargo, con su dramatismo explosivo. El Abstraccionismo derivó también en la escuela Op, que trabajaba efectos puramente visuales e ilusionismos ópticos de diversas especies. Maurício Nogueira Lima y Luís Sacilotto son buenos representantes, aunque esta corriente en Brasil haya conseguido pocos adeptos.
En el inicio de la década de 1960 se transitaba del nacionalismo de la era de Vargas al desarrollismo de Juscelino, pasando por la implantación definitiva de una sociedad urbana modernizada. Sintonizada con esta atmósfera aditiva de una generación consumista de arte, integrando una burguesía industrial, imbuida de una nueva sensibilidad estética y nuevos hábitos de vida, que sostuvo la creación de la primera estructura de mercado de arte en el país en las ciudades de São Paulo y Río de Janeiro, teniendo como conductor las galerías privadas de arte moderno y contemporánea producida en el propio Brasil, aunque administradas en general por extranjeros refugiados de la II Guerra Mundial.
Mientras tanto, la situación política del país estaba haciéndose confusa y agitada, al tiempo que comenzaban a oírse protestas contra las vanguardias abstractas, exigiendo una nueva orientación para el arte, que se enfocase en los problemas de la nación. En Notas para una teoría del arte empeñado (1963) de José Guilherme Merquior, entonces conectado a la Unión Nacional de Estudiantes, y en Cultura puesta en cuestión (1965, escrito años antes) de Ferreira Gullar, vanguardista y político comprometido se presentaban como operaciones distintas e irreconciliables en el campo artístico. Atacaban los «experimentos estériles, impotentes y alienados» de las vanguardias abstractas e intelectuales y defendían un decidido buceo en las cuestiones candentes que agitaban la sociedad brasileña. Consideraban que estas vanguardias eran de hecho obstáculos y adversarios naturales de una verdadera popularización en ancha escala del arte, solo posible, según los autores, a través de un realismo comprometido sociopolíticamente, de mensaje claramente comprensible y de propósito didáctico. A la vez, otros críticos ponían bajo sospecha y atacaban otros elementos del sistema de arte, como los salones, los museos y las galerías, muchas veces con evidentes conexiones de dependencia al poder constituido.
La crisis social se precipitó, los militares dieron un golpe de Estado en 1964 y fue implantada una dictadura, creando un ambiente oprimido por la censura. En las palabras de Reyes,
«Del encuentro de estos dos territorios, la experimentación artística y la transformación política, sea por la diferencia de sus proyectos, por aproximaciones dialécticas y a través de la complejidad de la producción artística, se fundó una de las discusiones de base de los años 60 … Quedó muy presente en las discusiones entre los artistas y la crítica cultural de la época la posibilidad de un proyecto de vanguardia nacional. O mejor diciendo, un proyecto de nación aún posible dado a través de las artes visuales experimentales y teniendo un carácter transformador al unir experimentación estética y compromiso político y social».
Diversos artistas tomaron a pecho la tarea de revalorar la naturaleza del arte y su papel en la sociedad, considerando que la obra habría dejado de ser un objeto autónomo y pasaba a tener una función social. Se formó entonces, además de las experimentaciones abstractas, otra de las grandes tendencias de esta época, la llamada Nueva Figuración, en verdad un cierre de corrientes heterogéneas, retomando la representación figurativa e influenciado por los medios de comunicación de masas, por las expresiones populares incultas, por las artes gráficas (especialmente el arte secuencial), y aproximándose del Arte Pop norteamericano, aunque con objetivos bien distintos de esta, con una vena urbana más agresiva, y también apelando para la crítica social, el nonsense y el humor. Figuras principales son Rubens Gerchman, Wesley Duke Lee, José Roberto Aguilar, Carlos Vergara, Antônio Días, Nelson Leirner y Roberto Magalhães. Otras influencias figurativas importantes fueron a del grupo argentino Otra Figuración, cuya visceralidad, en consonancia con Paulo Herkenhoff, tuvo una amplia repercusión en el arte brasileño a partir de la mitad de la década de 1960 y se extendió por los años 70, y al parisiense Mythologies Quotidiennes.
Mário Pedrosa se levantó en 1966 en defensa de las vanguardias con el texto Crisis del condicionamiento artístico, destacando la continua transformación de las vanguardias históricas en dirección a la condición de vanguardia experimental. Apuntaba aún para el papel determinante en las transformaciones de las vanguardias recientes el desempeñado por el mercado de consumo y por la publicidad, lo que hacía con que el lenguaje de las artes visuales fuera rápidamente transformada y sustituida por otra, debido a intereses de la lógica mercantil de la novedad y por la propia autonomía del objeto artístico en la era moderna. La producción brasileña de los años 60, según Pedrosa, merece el nombre de pionera en todo el mundo, por ofertar, a partir de sus raíces inmediatas concretas y neo-concretas, y su compromiso social, una nueva respuesta visual para un mundo nuevo. Por otro lado, críticos también destacados como Frederico Morales y Aracy Amaral ofrecen lecturas bien diferentes del momento estético de los años 60, el primero trazando un panel basado en un concepto de identidad típica-mente brasileña, derivada principalmente del Barroco, de la Antropofagia y del Concretismo, y la otra negando de todo la existencia de una verdadera vanguardia nacional.
Otra vertiente de la movilización de los años 60 fue lo que se llamó de Arte Conceptual, minimizando la importancia del objeto físico y privilegiando las ideas y propuestas subyacentes.
La indagación principal recaía sobre el significado del acto creativo, lo que se desplegaba por todo el ámbito del arte y de la cultura. Sintomáticos de la necesidad de encontrar válvulas de escape para la represión política fueron el uso de soportes alternativos o inusuales para pintura, incluyendo el cuerpo humano, y el carácter a sabiendas efímero de ciertas producciones, y se generalizó el experimentalismo y la lucha en todos los frentes. En este contexto, los límites entre las tradicionales categorías de expresión - pintura, teatro, poesía, música, etc - dejan de tener relevancia y se observa un cruce de materiales y técnicas, haciendo difícil la clasificación de cada pieza. Los célebres Parangolés de Hélio Oiticica son ejemplos típicos de la integración entre dominios artísticos diferentes, buscando la construcción de un «arte total». En este proceso de amplia quiebra de paradigmas se llegó a declarar que la pintura, como un género específico, estaba muerta.

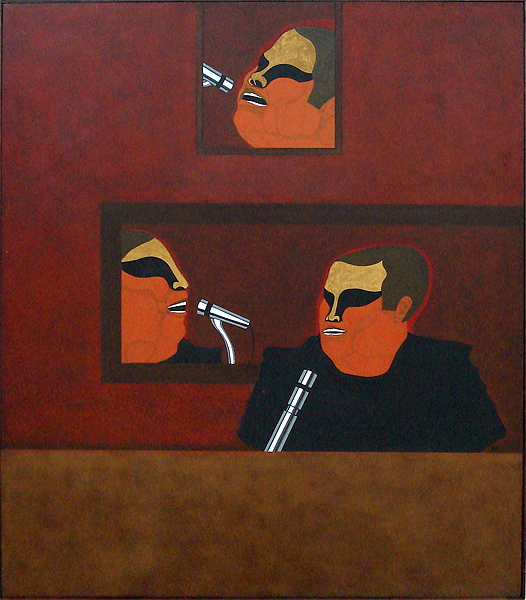
Britto Viejo: Pintura nº 2, 1977

Un consenso temporal y liberal fue obtenido en 1967 con la publicación de la Declaración de principios básicos de la vanguardia, firmada por un importante grupo de creadores y críticos, entre ellos Antônio Días, Carlos Vergara, Rubens Gerchman, Lygia Clark, Carlos Zílio, Hélio Oiticica, y los críticos Frederico Morales y Mário Barata. Allí el concepto de vanguardia fue expresado de la forma más abierta y compleja posible, se intentó resolver los impases de la producción artística frente al nuevo régimen político y posicionar sus desdoblamientos formales frente a las movilizaciones internacionales, pero el resultado fue en verdad amplio y muy libre para no hacerse ambiguo. Resultados más prácticos se revelaron en la forma de la producción artística propiamente dicha, y en el espacio de discusión creado con las exposiciones públicas, como la Opinião 65, Propostas 65, Nova Objetividade Brasileira e Do corpo à terra, entre otras, que definieron como posible un arte a la vez experimental y comprometida.
Con la posesión del general Emílio Médici como presidente, el régimen militar entró en su fase más brutal. Como dijo Napolitano, las prioridades eran ganar el apoyo de la clase media a través de una política de incentivo al consumo, y destruir la oposición, de ser necesario valiéndose del asesinato y de la tortura. Su gobierno fue marcado por la intensa propaganda política, por el crecimiento económico y por la combinación de represión policial y censura. La conquista por el Brasil de la Copa del Mundo de 1970 de fútbol fue un pretexto perfecto para la propaganda del gobierno, con amplia divulgación de eslogan como Para frente Brasil!, Brasil, ámelo o déjelo, en una fase en que se iniciaba el llamado Milagro Brasileño. Con el fortalecimiento de la economía, se abrió un gran nuevo mercado de trabajo, el consumo explotó y la cultura de masas a un alcance sin precedentes, con fuerte penetración norteamericana.
No obstante la presión política, para Tadeu Chiarelli en los años 70 fueron extremadamente significativos porque ciertos artistas comenzaron a darse cuenta de que los espacios de actuación del artista en una esfera más amplia de la sociedad habían sido drástica-mente limitados, y como estrategia buscaran producir obras aún contundentes, aunque no más explícitamente contrarias al estatus quo, a través del uso de la alegoría. También nació un auto-cuestionamiento que ponía en duda todos los supuestos que, hasta entonces, dirigían la actuación de los artistas más participativos, y se iniciaron reflexiones profundas sobre sus identidades como artistas, y sobre el lugar que podrían o deberían ocupar en el contexto de la historia de la nación y de la historia del arte. Completando el cuadro, se vivía también en Brasil una creciente inundación de imágenes vinculadas por los medios de comunicación en masa, «cuyo poder avasallador era, ya en aquel momento, capaz de destruir, por completo, todos los supuestos conceptuales y eruditos del que sería arte, artista, y el papel de ambos en esa sociedad en profunda transformación». Dentro de este contexto, la obra que inauguró una nueva situación para la pintura brasileña fue la serie de auto-retratos de 1975, de Marcello Nitsche, donde el artista, asociando pintura y vídeo, se representó en cada cuadro dentro de un determinado estilo de la historia del arte moderno - Impresionismo, Expresionismo, Concretismo, etc - cómo si pudiera encontrar algún refugio y un mínimo de identidad en la propia historia del arte.

## ¿Dónde estás, generación 80?

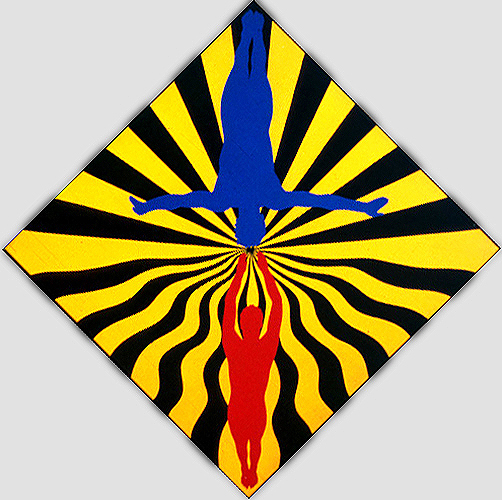
Milton Kurtz: Quasi contacto, 1989, acrílico sobre pantalla, acervo del MARGS.

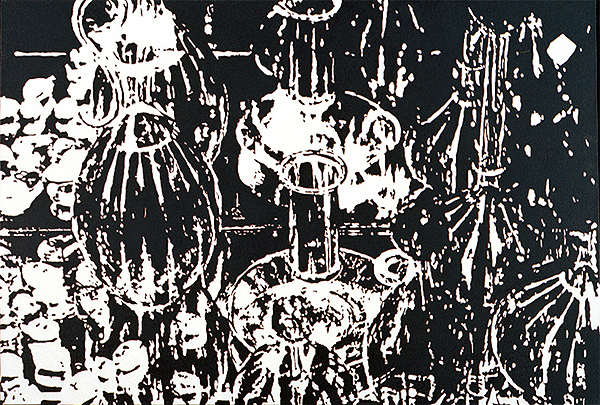
Mário Röhnelt: Sin título, 1991, acrílico sobre pantalla, acervo del MARGS

La progresiva apertura política de los años 80 trajo un clima relajado al escenario artístico. Más emblemática de entre todas las de esta década fue la exposición «Donde está usted, generación 80?», montada en la Escuela de Artes Visuales del Parque Lage de Río de Janeiro en 1984, contando con 123 artistas, casi todos en inicio de carrera. En ella la pintura reaparecía con exuberancia. Ya sin el peso de la censura dictatorial, la sombría y ácida temática política fue abandonada, junto con el hermetismo de las proposiciones conceptuales, en favor de una explosión de colores y formas y asuntos. Las obras eran muchas veces de grandes dimensiones, más capaces de traducir su entusiasmo en gestos amplios, y las tintas aplicadas con abundancia enfatizaban la sensualidad de la materia y el aspecto palpable de la obra. Esa preponderancia del hacer material se asociaba también a una escasa preocupación con un acabado tradicional del producto final. Muchas pinturas de este periodo muestran el aprovechamiento del error y de la aleatoriedad, de las salpicaduras y escurridos, de los cambios de dirección en la composición, y fueron producidas en tejidos y papeles irregulares o sueltos, sin fijación a un cuadro o moldura de soporte. La figuración regresa con toda la fuerza y se pasa a elaborar crónicas del cotidiano urbano y el cuerpo humano en sus variados aspectos, la sexualidad ya sin tantos tabúes, los héroes de historias en viñetas. Según Marcus Lontra, curador de la exposición,
«Herederos del silencio, esa generación soñaba con mucho sonido, mucho sol y rock and roll. En las artes, impregnada de un sentimiento de libertad, un deseo de ser feliz, de pintar la vida con colores fuertes y vibrantes, valorando el gesto, la acción. Al agotamiento del modernismo y al excesivo soporte teórico que recluía el arte en una especie de castillo académico solamente penetrado por mentes y espíritus elevados, se contraponía un deseo de hacer del arte lo local de las emociones, un caldero hirviendo de olores, placeres y sensaciones. Ese compromiso hedonista, esa ansia de ser feliz va a encontrar sus raíces en el deseo colectivo de «participar», de integrar la colectividad democrática que se soñaba».
Para el mercado de arte y para las instituciones artísticas formales el regreso de la pintura a la escena fue un verdadero alivio, un medio de expresión tradicionalismo y bien adaptado a la estructura de museos y para la cual era más fácil definir criterios de valor. La producción de esta generación fue, en las palabras de Carvalhaes, un éxito estruendoso, siendo rápida y ávidamente absorbida por el mercado de arte, e inmediatamente consagrada por la crítica, que la cubrió de adjetivos como «des-complicada», «despretensiosa», «alegre», «joven» y otros de ese mismo tono atractivo. La repercusión en la media popular fue grande de la misma manera. En São Paulo, con una actitud idéntica, fue de destaque el grupo reunido en torno a la Casa 7 y la Fundación Armando Álvares Penteado. Algunos de los pintores más conocidos de esa  generación, muchos aún en actividad, son Daniel Senise, Leda Catunda, Nuno Ramos, Rodrigo de Castro Andrade, Beatriz Milhazes, Victor Arruda, Leonilson y Mônica Nador.
El movimiento no fue aislado, y acompañó la recuperación de la pintura en Europa y Estados Unidos, con fuerte influencia del Neo-expresionista y de la tendencia histórica de la corriente posmoderna, haciendo una relectura de una gran variedad de temas y elementos formales del pasado lejano y reciente, lo que contribuyó para dar un rostro altamente polimorfo a la pintura de esta década, que se traduce más por la pura gana de pintar del que por una propuesta estética unificada o coherente. Eso fue en parte pretexto para las pocas críticas al movimiento que se hicieron oír. Otras cuestionaron la legitimidad de la consagración tan rápida y en tan gran escala de artistas tan jóvenes, y otros aún entendieron la propuesta como ingenua, nostálgica, conformista o superficial, voluntariamente ignorando tanto la tradición artística como los problemas sociales. Para Ricardo Basbaum la crítica que celebró instantáneamente la generación 80 pecó por evadir-se del enfrentamiento y análisis de la obra en sí para concentrarse en aspectos puramente conductuales, y para Martin Grossmann la práctica de la relectura histórica no tenía mucha cabida en el contexto brasileño, principalmente por el hecho de no haber en el país «las referencias in loco (en museos) como los europeos y los americanos. La debilidad de ese nuevo renacimiento se hace aún más evidente cuando es sabido que la mayoría de los jóvenes artistas pintores desconocían la corta historia de la pintura brasileña, ignorando hasta joyas más recientes como Malfatti, Guignard o Volpi, por ejemplo».